# نجيب الريحاني
نجيب إلياس ريحانة الشهير باسم نجيب الريحاني (21 كانون الثاني (يناير) 1889م \ 20 جُمادى الأولى 1306هـ - 8 حُزيران (يونيو) 1949م \ 12 شعبان 1368هـ)، هو ممثل فُكاهي مصري، يُعد أحد أبرز رُوَّاد المسرح والسينما في الوطن العربي عمومًا ومصر خصوصًا، ومن أشهر الكوميديين في تاريخ الفنون المرئيَّة العربيَّة.
وُلد في حي باب الشعريَّة بِمدينة القاهرة في زمن الخديويَّة، لِأبٍ عراقيٍّ كلدانيّ من مدينة الموصل يُدعى «إلياس ريحانة»، كان يعمل بِتجارة الخيل، فاستقر به الحال في القاهرة لِيتزوَّج امرأةً مصريَّة قبطيَّة أنجب منها ثلاثة أبناء منهم نجيب. تلقَّى الريحاني تعليمه في مدرسة الفرير (بالفرنسية: Les Frères)‏ الفرنسيَّة بالقاهرة، وفيها تجلَّت موهبته التمثيليَّة المُبكرة، فانضمَّ إلى فريق التمثيل المدرسيّ، واشتهر بين مُعلميه بقُدرته على إلقاء الشعر العربي، حيثُ كان من أشد المُعجبين بالمُتنبي وأبي العلاء المعرِّي، كما أحب الأعمال الأدبيَّة والمسرحيَّة الفرنسيَّة. بعد إتمامه دراسته، عمل مُوظفًا بسيطًا في شركةٍ لِإنتاج السُكَّر في صعيد مصر، وكان لِتجربته هذه أثرٌ على العديد من مسرحياته وأفلامه السينمائيَّة لاحقًا، وعاش لِفترةٍ مُتنقلًا بين القاهرة والصعيد. وفي أواخر العقد الثاني من القرن العشرين الميلاديّ أسس مع صديق عُمره بديع خيري فرقةً مسرحيَّة عملت على نقل الكثير من المسرحيَّات الكوميديَّة الفرنسيَّة إلى اللُغة العربيَّة، وعُرضت على مُختلف المسارح في مصر وأرجاء واسعة من الوطن العربي، قبل أن يُحوَّل قسمٌ منها إلى أفلامٍ سينمائيَّة مع بداية الإنتاج السينمائي في مصر.
تزوَّج الريحاني امرأةً لُبنانيَّة تُدعى بديعة مصابني تعرَّف إليها أثناء إحدى عُروضه في لُبنان، واصطحبها معهُ إلى مصر حيثُ افتتحت ملهىً خاصًا بها اشتهر باسم «كازينو بديعة»، كما أسست فرقتها المسرحيَّة الخاصَّة كذلك التي عُرفت باسم «فرقة بديعة مصابني» والتي اكتشفت العديد من المواهب التمثيليَّة في مصر. انفصل الريحاني عن بديعة مصابني في وقتٍ لاحق، ليتزوَّج بامرأةٍ ألمانيَّة هي «لوسي دي فرناي» وأنجب منها ابنته الوحيدة. أُصيب الريحاني في أواخر أيَّامه بِمرض التيفوئيد الذي أثَّر سلبًا على صحَّة رئتيه وقلبه، وفي يوم 8 حُزيران (يونيو) 1949م المُوافق فيه 12 شعبان 1368هـ، تُوفي الريحاني في المُستشفى اليُوناني بِحي العبَّاسيَّة بِالقاهرة، ولمَّا يختتم تصوير آخر أفلامه، ألا وهو «غزل البنات»، وكان لهُ من العُمر 60 سنة.
ترك نجيب الريحاني بصمةً كبيرةً على المسرح العربي والسينما العربيَّة، حتَّى لُقِّب بِـ«زعيم المسرح الفُكاهي» في مصر وسائر الوطن العربي، ويرجع إليه الفضل في تطوير المسرح والفن الكوميدي في مصر، وربطه بالواقع والحياة اليوميَّة في البلاد بعد أن كان قبلًا شديد التقليد للمسارح الأوروپيَّة، ويُعرف عنه قوله (في خليطٍ من اللهجة المصريَّة العاميَّة واللُغة العربيَّة الفُصحى): «عايزين مسرح مصري، مسرح ابن بلد، فيه ريحة "الطعميَّة" و"المُلوخيَّة"، مش ريحة "البطاطس المسلوق" و"البُفتيك"... مسرح نتكلَّم عليه اللُغة التي يفهمها الفلَّاح والعامل ورجل الشارع، ونُقدِّم لهُ ما يُحب أن يسمعهُ ويراه...». وكان لِلريحاني وأُسلوبه التمثيلي تأثيرٌ على العديد من المُمثلين اللاحقين، منهم فُؤاد المُهندس الذي اعترف بتأثير أُسلوب الريحاني عليه وعلى منهجه التمثيلي. وقد أدَّى دور الريحاني عدَّة مُمثلين في عدَّة مُسلسلات تلفزيونيَّة تحدثت عن بدايات الفن المسرحي والسينمائي في مصر والوطن العربي.

## نشأته

### مولده ودراسته

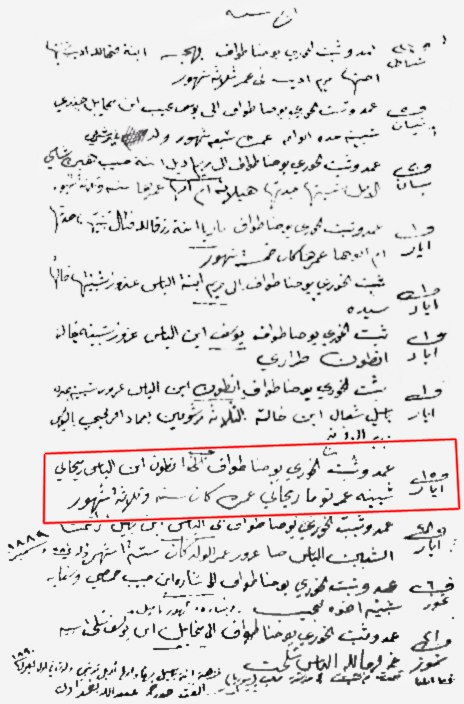
وثيقة تعميد نجيب الريحاني على يد الخُوري يُوحنَّا طوَّاف يوم 15 أيَّار (مايو) 1889م (المُستطيل الأحمر).

وُلد نجيب الريحاني بِمدينة القاهرة يوم 21 كانون الثاني (يناير) 1889م، المُوافق 20 جُمادى الأولى 1306هـ، من أبٍ عراقي موصلي كلداني يُدعى «إلياس ريحانة»، وامرأة مصريَّة قبطيَّة أرثوذكسيَّة تُدعى «لطيفة بُحلُق»، وكان أحد ثلاثة أبناء لِوالديه، وعُمِّد على يد الخُوري يُوحنَّا طوَّاف يوم 15 أيَّار (مايو) 1889م. أمضى الريحاني طُفولته في حي باب الشعريَّة، الذي كان مقر الطبقة المُتوسطة القاهريَّة في ذلك الوقت. وكان أبوه يمتلكُ مصنعًا للجبس يدُرُّ عليه ربحًا وفيرًا، يكفل لِزوجته وأبناءه حياةً كريمة. وقد أتاح هذا الأمر لِأبنائه أن يلتحقوا بِأرقى المدارس، آنذاك، إذ تابع نجيب عُلومهُ في مدرسة «الفرير» (بالفرنسية: Les Frères)‏ الفرنسيَّة، حيثُ تلقَّن تعليمه بِتلك اللُغة حتَّى ألمَّ بها إلمامًا كبيرًا. وكان يتميَّز في هذه المرحلة من حياته بِهُدوئه وميله لِلعُزلة وانكبابه على الدراسة، وأظهر معها اهتمامًا باللُغة العربيَّة والأدب، فتأثر بالمُتنبي وأبو العلاء المعرِّي، واستوقفتهُ آثار الأُدباء الفرنسيين مثل: ڤيكتور هوگو وجان دو لاڤونتين وموليير. هذا الميل الأدبي تبلور لديه في حُب الشِّعر، الذي كان يُجيد إلقائه بِاللُغتين العربيَّة والفرنسيَّة، ممَّا أثار انتباه مُدرسيه، وفي مُقدمتهم الشيخ بحر أُستاذ اللُغة العربيَّة، الذي أبدى إعجابه الشديد بإلقاء الريحاني لِلشعر، وأثنى على حُبِّه للتمثيل، فأخذ يعهد إليه بِإلقاء الشعر في المُناسبات، ورشَّحهُ لِعدَّة مسرحيَّات مدرسيَّة وأسند إليه فيها أدوارًا تمثيليَّة. ولم يمضِ وقتٌ قصير حتَّى أسند إليه رئاسة فريق التمثيل. وكان الريحاني حين يعود إلى بيته، يُغلق باب حُجرته، ويُدرِّب نفسه على الإلقاء بِصوتٍ مُرتفع يبلغ مسامع الجيران.

### وفاة والده
تُوفي والد الريحاني وهو طالب. ويظهر أنَّهُ أوصى بِكُل ثروته لابنة أُخته اليتيمة، بحُجَّة أنَّ أبناءه قادرون على إعالة أنفُسهم، في حين أنَّ المرأة لا تستطيع. وكان أن وجد الابن الأكبر «توفيق» كاتب المحكمة - نفسه مسؤولًا عن إعالة الأُسرة. حتَّى إذا حصل نجيب على شهادة «البكالوريا» (الثانويَّة العامَّة) - وهو لم يبلغ السادسة عشرة بعد - التحق بِعملٍ بالبنك الزراعي، لِيُساهم بِدوره في الإنفاق على أُسرته.

## حياته قبل الاحتراف

### في البنك الزراعي

عزيز عيد بعد أن تقدَّمت به السُنون.

عندما بدأ الريحاني بِعمله في البنك الزراعي، تعرَّف على عزيز عيد، وهو مُخرجٌ شاميّ شاب لم يكن عمله في البنك يمنعه عن مُولاة التمثيل - فلم تلبث أن جمعت بينهما صداقةٌ متينة، تأصَّل حُب الريحاني لِلمسرح في ظلِّها، إذ أخذ الصديقان يتردَّدان معًا - لِعدَّة أشهر - على الفرق المسرحيَّة بالقاهرة. وتمكنا من الحُصول على وظيفتيّ «كومبارس» بِدار الأوپرا، حيثُ كانت الفرق الأجنبيَّة تعمل في موسم الشتاء، وكانت أوَّل رواية اشترك الريحاني في تمثيلها هي رواية «الملك يلهو» وكان قد ترجمها أديب اسمه أحمد كمال رياض بك. وبذلك أُتيح للريحاني مُشاهدة تمثيل بعض كبار المسرحيين في زمانه، مثل: جان مونيه - سيلي (بالفرنسية: Jean Mounet-Sully)‏، وبنوا قسطنط كوكلان (بالفرنسية: Benoît Constant Coquelin)‏، ولوسيان جرمان گيتري (بالفرنسية: Lucien Germain Guitry)‏، وسارة برنار (بالفرنسية: Sarah Bernhardt)‏. وفي أواخر سنة 1907م، قرَّر عزيز عيد تكوين فرقته المسرحيَّة الخاصَّة. فلم يلبث أن ظهر «جوق عزيز عيد»، في شهر أيلول (سپتمبر) من السنة نفسها. وكان من الطبيعي أن ينضم الريحاني إلى هذه الفرقة التي تخصصت في تمثيل فارسات الكاتب الفرنسي جورج فيدو، مثل «گرنگوار» وهي من ترجمة عزيز عيد نفسه.
كان عزيز عيد شغوفًا بالكوميديا أكثر منه بِالميلودراما، مُتطلعًا إلى ترقية الكوميديا المصريَّة المحليَّة. لِذلك كان يعتقد أنَّهُ على الجُمهور أن يتعوَّد كوميديا أرقى من أُسلوب «الفصل المُضحك» والأوپريتات التي كانت الفرق الشاميَّة تُمثلها، إيمانًا منه بِحاجة الجمهور إلى مُشاهدة «الفارس» الفرنسي، لِيتعرَّف على موضوعات الحياة المُعاصرة وقواعد البناء الكوميديّ. ولمَّا كان الريحاني قليل الاهتمام بِالكوميديا، فإنَّهُ لم يلبث أن انفصل عن الفرقة. إذ كان - ككثيرين من أبناء جيله - مُتأثرًا بالرأي القائل بِأنَّ الدراما الجادَّة وحدها هي الجديرة بِالمُشاهدة. لكنَّهُ لم يلبث أن تحوَّل عن هذا الرأي بل إنَّهُ أخذ يُعارضه بِشدَّة. واستمرَّ هذا النمط التمثيلي يُسيطر على الريحاني، بحيثُ كان يستظهر قصائد هوگو وأشعار المُتنبي ولُزوميَّات أبي العلاء المعرّي، فكان ما أن يعود من عمله حتَّى يخلوا بنفسه في المنزل ويُلقي ويُمثِّل أمام المرآة، حتَّى ضجَّت والدته وكاد إخوته أن يهجروا المنزل، لكنَّهُ لم يكن يعبء بِتلك العراقيل، واستمرَّ يُرضي هوايته، كما ذكر في مُذكراته. استقال عزيز عيد من عمله في البنك سنة 1908م لِيتفرَّغ تمامًا للتمثيل، وانتقل بِفرقته المسرحيَّة إلى مسرح إسكندر فرح بِشارع عبد العزيز، وتشارك مع المُمثل القديم سُليمان الحدَّاد، وعرض رواياتٍ مُترجمة عن الفرنسيَّة منها: «ضربة مقرعة»، و«الابن الخارق للطبيعة»، و«عندك حاجة تبلَّغ عنها»، و«ليلة زفاف». وكان الريحاني بِحُكم ارتباطه برابطة الزمالة مع عزيز عيد في البنك تُسند إليه أدوار ثانويَّة صغيرة. ولم يكن انصراف الريحاني لِلمسرح يسمح لهُ بالانتظام في عمله بالبنك، ففُصل منه بعد قليل، بعد أن أصبح عدد أيَّام تغيُبه عن عمله لا يُطاق بالنسبة لِلإدارة، على أنَّ الريحاني أشار في مُذكراته أنَّ ما وُصف بأنَّهُ عمله في البنك لم يكن عملًا حقيقيًّا على الإطلاق، فقال: «وَلَم تَجِد إِدَارَةُ البَنكِ إِزَاءَ هَذِهِ الحَالَاتِ الصَّارِخَةِ إلَّا أن تًسْتَغنِي عَن عَمَلِي. وَأيُّ عَمَلٍ يَا حَسْرَة؟ هُوَّ أَنَا كُنت بَاشْتَغَل؟!».

### مع فرقة سليم عطا الله
بعد فصله من البنك، أخذ الريحاني يُمضي أكثر أوقاته في المقهى المُقابل لِمسرح إسكندر فرح. وذات يوم، عرض عليه المُمثِّل الشَّامي أمين عطا الله الذي كان قد تعرَّف عليه في فرقة عزيز عيد - العمل بِفرقة أخيه سليم بِالإسكندريَّة، لقاء أربعة جُنيهات مصريَّة في الشهر، فقبل الريحاني على الفور، وكان ذلك أوَّل مُرتَّب ذو قيمة تناوله من التمثيل. وكانت أوَّل مسرحيَّة مثَّلها الريحاني هي مسرحيَّة «شارلُمان»، التي أُسند إليه فيها دور الإمبراطور الإفرنجي، وهو دورٌ ثانويّ. ويُذكر أنَّهُ أدى دوره بِنجاحٍ مُبهرٍ في ليلة الافتتتاح حتَّى طغى على البطل نفسه، أي المُدير سليم عطا الله الذي كان يُشارك بالتمثيل، وما أن أُسدل ستارُ هذا الفصل حتَّى هرع إلى الريحاني جمهرة من الكُتَّاب والأُدباء وأغلبهم من أصدقاء مُدير الفرقة وصافحوه مُهنئين ونصحوا المُدير بالاحتفاظ به لأنَّه سيكون - على حد قولهم - مُمثلًا لا يُشقُّ لهُ غُبار. غير أنَّ هذا النجاح يبدو أنَّهُ أثار عليه حقد المُدير سليم عطا الله، فقرر فصله.

### في شركة السُكَّر بالصعيد
بعد فترةٍ طويلةٍ قضاها الريحاني بلا عمل، تحوَّل لِلبحث عن عملٍ في مجالٍ آخر غير المسرح، حتَّى كانت سنة 1910م، حيثُ التحق بِشركة السُكَّر بِنجع حمادي في صعيد مصر. وسارت أحواله على ما يُرام خلال سبعة أشهر، إلى أن أُغرم بِزوجة مُدير الحسابات التي كانت تصغر زوجها بِسنين كثيرة. فحاول أن يلقاها ذات يوم، لا سيَّما وأنَّ مسكنه كان مُواجهًا لِمسكن الزوجين، وكان زوجها مُتغيبًا في القاهرة لِقضاء مُهمَّة مصلحيَّة. وأثناء مُحاولة الريحاني التسلل إلى غُرفة نوم تلك الامرأة، فوجئ بالخادمة التي استيقظت في تلك اللحظة وعلا صُراخها حتَّى صحا الجيران، ووفد الخُفراء وألقوا القبض على الريحاني. وذاعت أنباء الفضيحة في البلدة، ففُصل الريحاني من عمله، وعاد إلى القاهرة وإلى الجُلوس في المقهى.

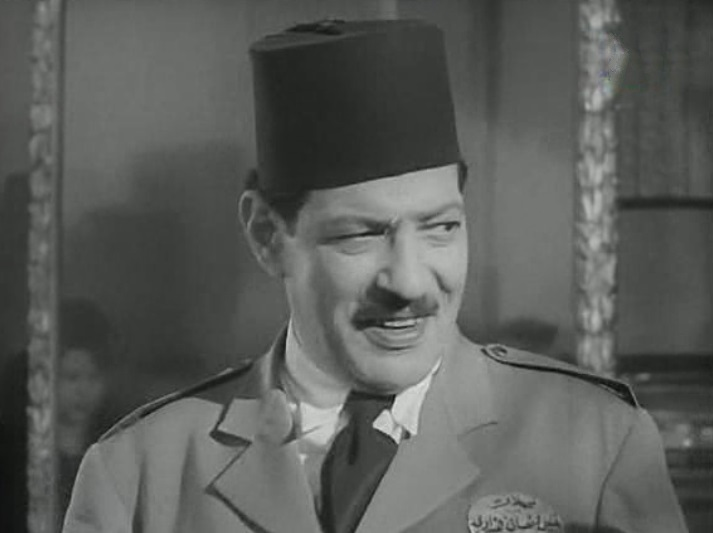
لقطة من فيلم «سلامة في خير» إنتاج سنة 1937م، يظهر فيها الريحاني بِدور المُوظف البسيط، وهذه إحدى تأثيرات عمله في شركة السُكَّر بالصعيد.

وازدادت أحوال الريحاني سوءًا على سوء عندما طردته والدته من المنزل بعد فصله من عمله كونها كانت قد ضاقت به ذرعًا. فعاش لِفترةٍ مُتشردًا في شوارع القاهرة، فكان يُمضي نهاره جالسًا في المقهى حتَّى تُغلق أبوابه في الساعة الثانية صباحًا، ثُمَّ يذهب لِيفترش إفريز كوبري قصر النيل حتَّى طُلوع الشمس، ثُمَّ يُعاود الذهاب إلى المقهى. وبعد فترةٍ على هذه الحالة، تمكَّن الريحاني من العُثور على عملٍ كمُترجمٍ ومُعرِّب بِفرقة الشيخ أحمد الشَّامي، وهي فرقة مسرحيَّة جوَّآلة مشهورة، ترجم لها مسرحيتين فرنسيتين، إحداهما «عُشرون يومًا في الظل» التي حوَّلها - فيما بعد - إلى مسرحيَّةٍ طويلةٍ من إعداده. وكانت ظُروف العمل بالفرقة شاقَّة وبدائيَّة، إذ كانت العُروض تُقام على ألواحٍ خشبيَّةٍ مرصوصة فوق براميل، وكانت الفرقة تتنقل من مدينةٍ إلى أُخرى في طول مصر وعرضها، وكان الريحاني ينام على الأرض، ويتقاضى أجره لبنًا وبيضًا، لكنَّهُ كان يتقبَّل الأمر بِرُوحٍ مرحة. وذات يومٍ فُوجئ بِزيارة أُمِّه له، التي أتته تحمل خطابًا من شركة السُكَّر يُتيح لهُ العودة إلى عمله السَّابق، وفي نفس الوقت حاولت إقناعه مُجددًا بِترك التمثيل وبيئته «الوضيعة» والعودة إلى الحياة «الكريمة». وتقبَّل الريحاني العرض مُستسلمًا لأنَّهُ كان قد ذاق الهوان في هذه الفرقة. وتبع أُمَّه إلى القاهرة، ومنها سافر إلى شركة السُكَّر بِنجع حمادي.
قضى الريحاني سنتين في هُدوء الريف ودعته، وابتعد عن الحركات الصبيانيَّة التي اشتهر بها قبلًا، فجدَّ في عمله حتَّى حاز ثقة مُدير الشركة وغيره من الرُؤساء، فارتفع بِذلك مُرتبه إلى أربعة عشر جُنيهًا في الشهر. وفي سنة 1912م تلقَّى رسالةً من عزيز عيد يُخبره فيها بِإنشاء فرقة دراميَّة جديدة تولَّى إدارتها المُمثل جورج أبيض، الذي كان قد عاد من باريس، حيثُ درس الفن المسرحي تحت إشراف المُمثل الكبير «سيلڤان». وكانت هذه الخُطوة بِمثابة إحياء لِلآمال في إنعاش الحياة المسرحية بالقاهرة. وقرأ الريحاني هذه الرسالة بِهُدوءٍ مُصطنع. ومع أنهُ لم يكن مُستعدًا لِلمُخاطرة باستقراره مرَّة أُخرى، فإنَّهُ لم يعد يستطيع مُقاومة إغراء المسرح، بعد أن طالع في الصُحف أنباء نجاح فرقة أبيض. فحصل على إجازة، وسافر إلى القاهرة، وهُناك شاهد جميع مسرحيَّات جورج أبيض، ثُمَّ عاد بعد شهرين إلى عمله لِنفاذ نُقوده، وإن كان شغفه بالتمثيل قد صار أقوى من ذي قبل. ومضت سنتان أُخرتان، لم يطرأ فيهما تغييرٌ يُذكر على حياة الريحاني، سوى أنَّ عرَّافة فرنسيَّة تنبأت لهُ بِأحداثٍ في المُستقبل، قُدِّر لها أن تتحقق بعد سنوات، كما أورد في مُذكراته. وفي سنة 1914م، فُصل الريحاني مرَّة أُخرى من شركة السُكَّر، فعاد إلى القاهرة مُجددًا، على أنَّ فترة عمله في الشركة تركت فيه أثرًا انعكس في الكثير من أفلامه السينمائيَّة لاحقًا، حيثُ أدَّى دور المُوظف البسيط.

## مسيرته الفنيَّة

### مع فرقة جورج أبيض

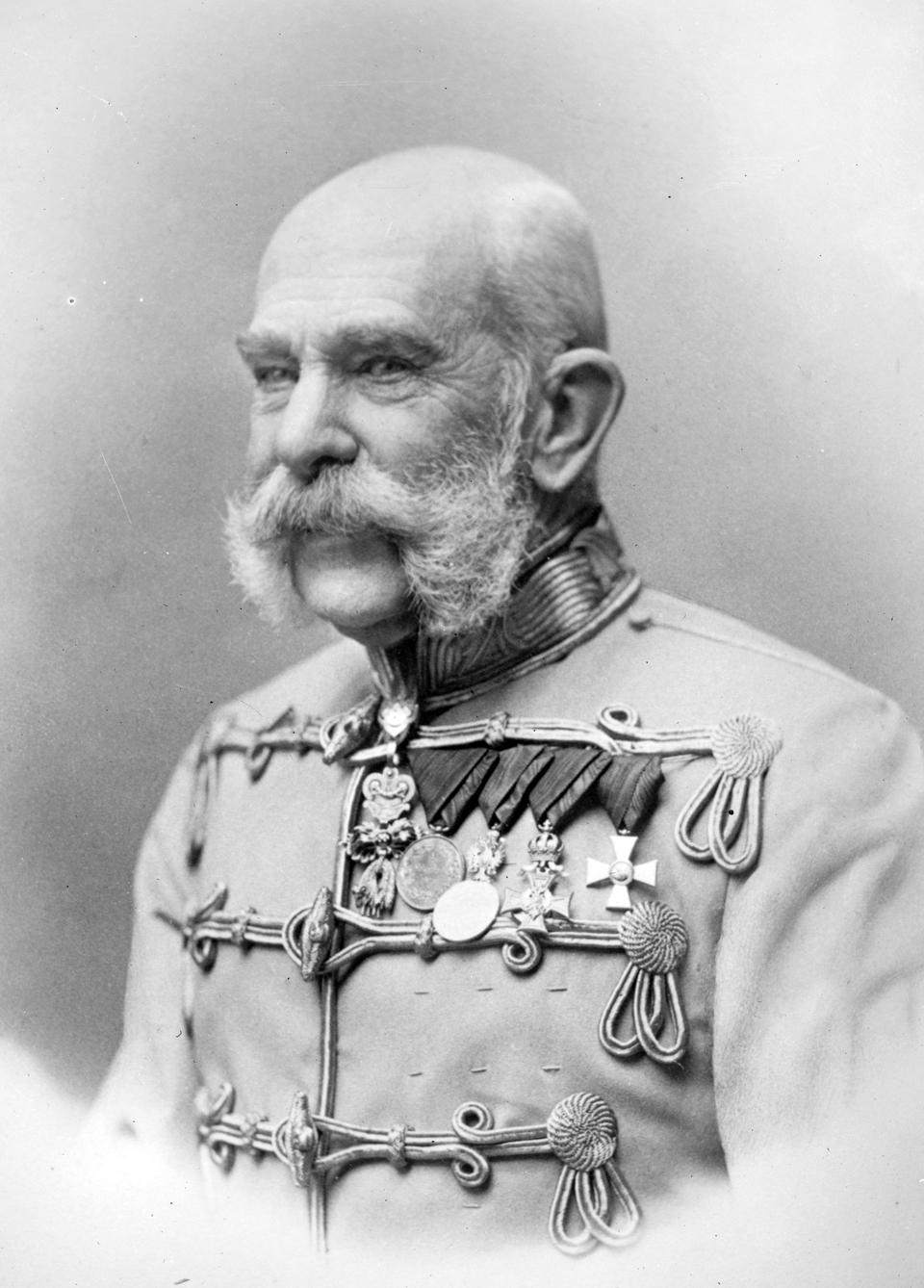
الإمبراطور النمساوي فرانس جوزيف الأوَّل، الذي تقمَّص الريحاني دوره في مسرحيَّة «صلاح الدين الأيُّوبي»، في سبيل إضحاك الجُمهور.

بعد عودته إلى القاهرة، التحق نجيب الريحاني بِفرقة جورج أبيض، الذي كان قد ضمَّ - قُبيل ذلك - فرقته إلى فرقة سلامة حجازي. وكانت أوَّل مسرحيَّة يظهر فيها الريحاني هي «صلاح الدين الأيُّوبي»، وهي ميلودراما تاريخيَّة. وكان جورج أبيض يضطلع فيها بِدور الملك الإنگليزي ريتشارد الأوَّل قلب الأسد، بينما اختير للريحاني دورًا صغيرًا هو ملكُ النمسا، وكان كُل ما عليه أن يفعله هو أن يقف من جورج أبيض موقف المُبارز ويتكلَّم بضع كلماتٍ فقط. وكانت الحرب العالميَّة الأولى قد اشتعلت في ذلك الوقت (سنة 1914م)، وكانت الصُحف والمجلَّات المصريَّة والعُثمانيَّة والأجنبيَّة تنشر صُورًا لِمُلوك وأباطرة الدُول المُتحاربة، ومن بينها صورة الإمبراطور النمساوي فرانس جوزيف الأوَّل، فخطر للريحاني أن يتقمَّص شخصيَّة هذا الإمبراطور ما دام دوره هو «ملك النمسا»، فتبرَّج ووضع لحيةً اصطناعيَّة على وجهه، ثُمَّ خرج إلى المسرح حينما حان الوقت، فضجَّ الجمهور بالضحك، ويروي الريحاني في مُذكراته قصَّة هذه الحادثة فيقول: «اندَفَعَ جورج أَبيَض ثَائِرًا مِثلَ رِيتشَارد قَلب الأَسَد، فَفُوجِئ بِمَظهَرِي هَذا. وَتَبَخَّرَت حَمَاسَتُه، وَانطَفَأَت شُعلَتُه، وَأَحسَسْتُ بِأَنَّهُ يُغَالِبُ عَاصِفةً مِنَ الضَّحِك تَكَادُ تَتَفَجَّرُ عَلَى شَفَتَيهِ وَمِن أَسَارِيرِ وَجهِهِ!... كُلُّ ذَلِكَ وَأَنَا وَاقِفٌ فِي مَكَانِي لَا أَبْتَسِمُ وَلَا أُخَالِفُ طَبِيْعَةَ المَوْقِف... أَقُولُ إنَّ جورج أبيض دَخَل ثَائِرًا، وَهُوَ يَصْرِخُ مُرَدِّدًا كَلِمَةَ رِيتشَارد المَأثُورَة: "وَيلٌ لِمَلِكِ النَّمسَا مِن قَلبِ الأَسَد!"... وَلَكِن وَيلٌ إيه وبتاع إيه. مَا خَلَاص مَا خَلَاص، جورج مَا بَاقاش جورج والمسرح بَقَا عيضه، والحَابل اختلط بالنابل زي ما بيقولوا». وعلى أثر ذلك الحادث، فُصل الريحاني من الفرقة، ولم يُصبح بلا عمل فقط، بل إنَّهُ وجد جميع الأبواب مُغلقة في وجهه كذلك.

### فرقة الكوميدي العربي والتشارك مع عزيز عيد
بعد فصله من الفرقة، أخذ الريحاني يتردد على المقهى يوميًّا، لِيقضي أوقات فراغه. ولحق به عزيز عيد، الذي ترك هو الآخر فرقة جورج أبيض مع صديقته اللُبنانيَّة روز اليُوسُف، وجلس الاثنان يتشاوران في أمر مُستقبلهما، وسُرعان ما انضمَّ إليهما بعض المُمثلين الذين كانوا يُعانون الإفلاس والبطالة مثلهم، ومنهم: أمين صدقي، واستيفان روستي، وحسن فائق، وعبدُ اللطيف جمجوم، وكانوا جميعًا يتطلَّعون إلى تكوين فرقة جديدة. وذات يومٍ قدَّم لهم ثري من رُوَّاد المقهى عشرة جُنيهات، لِيبدءوا في تكوين الفرقة. فأنشأوا بِهذا المبلغ «فرقة الكوميدي العربي» في صيف سنة 1915م، تحت إشراف عزيز عيد. واستهلَّت الفرقة نشاطها في مسرح «برنتانيا» بِإحدى فارسات جورج فيدو، هي «خلِّي بالك من إميلي» (بالفرنسية: Occupe-toi d'Amélie)‏ وهي من ترجمة أمين صدقي.
وأعلن عزيز عيد أنَّ مُشاهدة هذه المسرحيَّة مقصورة على الرجال فقط، إذ ما من سيِّدة مصريَّة مُحترمة كانت - حتَّى ذلك الحين - تجرؤ على حُضور عرض مسرحيَّة تُشيد بِمُغامرات مومس. وعلى الرُغم من طرافة موضوع المسرحيَّة، فإنَّ جُمهور الرجال أخفق في تذُّوق فيدو، لأنَّهُ لم يكن يتقبَّل عرضًا بلا موسيقى. كذلك هاجم النُقَّاد هذه المسرحيَّة بحُجَّة مُخالفتها «لِلواقع والمنطق والأخلاق». وبعد شهرين انتقلت الفرقة إلى مسرحٍ آخر أقل نفقات، وهو مسرح «الشانزليزيه» بِالفجالة. ولم يُكتب لِهذه المُحاولة النجاح، والسبب هو أنَّ فارسات عيد الفرنسيَّة، كانت تخدش حياء الجُمهور. وانخفض دخل الفرقة عمَّا كان عليه في مسرح «برنتانيا»، ممَّا أدَّى إلى توقُّف عُروضها، فاضطرَّ عيد إلى ضم فرقته إلى فرقة عُكاشة في 3 تشرين الثاني (نوڤمبر) 1915م المُوافق فيه 26 ذو الحجَّة 1333هـ، كما كان يفعل مُعظم أصحاب الفرق في ذلك الوقت. وفي نهاية الأمر، حلَّ فرقته، وعاد إلى عمله السَّابق بِفرقة أبيض.
ويرجع فشل مُحاولة عيد الثانية في مجال الكوميديا إلى سببين أساسيين: أولًا شُعور الجُمهور بالخجل أمام فارسات عيد الجريئة. حتَّى إنَّ عنوان إحداها، «يا ستِّي ما تمشيش كده عريانة» (بالفرنسية: Madame ne Marchez Pas Donc Toute Nue)‏ أثار حملة نقد عنيفة في الصُحف والجرائد، إذ خشي البعض - بِوحي العنوان - أن تظهر مُمثلة عارية على المسرح. ثانيًا اعتقاد الجُمهُور أنَّ الميلودرامات الموسيقيَّة وتراجيديَّات جورج أبيض الكلاسيكيَّة هي وحدها الأشكال المسرحيَّة الجديرة بالاحترام، وأنَّ الكوميديا - وبِخاصَّةً الكوميديا المكتوبة بالعاميَّة - لا تستحق الاهتمام. وعلى الرُغم من هذا الفشل، فإنَّ هذه التجرُبة عادت على الريحاني بِفائدةٍ كبيرة، إذ تلقَّى في فرقة عيد تدريباته الفنيَّة الوحيدة في حياته. فتعلَّم فن الإخراج، وتعرَّف على أُسلوب وتقنيَّة الفارس الفرنسي، الذي قُدَّر لهُ أن يكون ذا الأثر الأكبر على أغلب مسرحيَّاته التالية، وأخيرًا تأكَّد الريحاني من أنَّ موهبته التمثيليَّة تتألَّق في الكوميديا، وذلك بعد براعته في تأدية دور «پوشيه» والد إميلي، وقال بالنسبة لِهذا الأمر: «إنَّ نَجَاحي - كَمَا يَقُولُون - فِي هَذَا الدًّور جَاءَ عَجيبًا مُذهِلًا لِي. إِنِّي أُحِبُّ الدّرَامَا وَأُجِيدُهَا، وَمَا تَوَقَّعتُ أَبَدًا أن يَنَالَ تَمثِيلِي لِدَورِ "پوشيه" كُلُّ هَذَا النَّجَاحِ الكَبِير الذي أَحْرَزتُه فِي تِلكَ الليلَة.. وَلَقَد لَفَت نَجَاحِي وَإِقبَالُ الجُمهُورِ وَتَهلِيلِهِ وَصِيَاحِهِ أنظَارَ زُمَلَائِي فِي الفِرقَة، وَخَاصَّةً صَدِيقِي عِيد. وَكَانَ سَبَبًا فِي إِصرَارِ عَزيز عَلَى تَمثِيلِي الأَدوَارَ الفُكَاهِيَّةَ دَائِمًا». على أنَّ الريحاني لم يلبث أن اختلف مع عيد في إحدى المسائل الحيويَّة. فقد كان يرى أنَّ اقتباس المسرحيَّات الفرنسيَّة ينبغي أن يتماشى مع ذوق المُجتمع المصري والعربي والشرقي عُمومًا، ومع عاداته وتقاليده وطباعه، وألَّا تخرج هذه المسرحيَّات مُطابقة لِصُورتها الأصليَّة. واتَّسعت هُوَّةُ الخلاف بينهما، حتَّى اضطرَّ الريحاني إلى ترك الفرقة في شهر نيسان (أبريل) سنة 1916م بعد أن أتمَّ تدريباته، مُكملًا بذلك المرحلة الأولى من حياته في المسرح، مُؤهلًا لِكي يشق طريقه الخاص.

### مرحلة «الأبيه دي روز» وكشكش بك (1916 - 1917م)
بانفصال الريحاني عن عزيز عيد تبدأ المرحلة الثانية من حياته الفنيَّة، التي بدأ يلمع فيها كفنَّان كوميدي أصيل، ابتكر ما يُعرف باسم الكوميديا «الفرانكوعربيَّة» أو «الفرانكو-آراب» (بالفرنسية: Franco-Arabe Comédie)‏، كما ابتكر شخصيَّته المشهورة «كشكش بك»، العُمدة الريفي. وحتَّى شهر حُزيران (يونيو) سنة 1916م، كان الريحاني مُتعطلًا، تمضي حياته بلا هدف. وفي مساء أوَّل حُزيران (يونيو) من السنة سالِفة الذِكر، كان الريحاني جالسًا في مقهى مسرح برنتانيا، فأتى شخصٌ يرتدي سترة فاخرة ويمسك عصا ذهبيَّة المقبض وجلس بجانبه وناوله سيجارة دون مُقدِّمات، ولم يتعرَّف الريحاني على هذا الشخص في بادئ الأمر، ولمَّا أمعن النظر فيه تبيَّن أنه استيفان روستي، زميله الذي عانى معه من الشقاء والفقر. وأخذ روستي يُحدثه عن مصدر ثروته، وكيف أنَّهُ بعد انفصاله عن فرقة عزيز عيد، وجد عملًا بِملهى «الأبيه دي روز» الذي كان ملكًا لِشخصٍ يونانيٍّ يُدعى «روزاتي». هُناك كان استيفان روستي يُقدِّم تمثيلات خيال الظل، ويُؤدي مع إحدى المُمثلات مشاهد غراميَّة كوميديَّة خلف ستارة شفَّافة تُضاء من الداخل، فتسقط ظلالهما على الستار. وهذا اللون من التمثيل كان مألوفًا لدى جُمهور الملهى، وكان روستي يتقاضى عن دوره أجرًا مُرتفعًا، بلغ ستين قرشًا في الليلة الواحدة. وطلب الريحاني من روستي أن يجد لهُ عملًا مُماثلًا في «الأبيه دي روز». وكان دور الريحاني في تمثيليَّة خيال الظل بسيطًا للغاية. إذ تُقدم راقصة حسناء مُثيرة - وراء الستار - بِمُصاحبة الريحاني، الذي كان يُؤدِّي دور خادمٍ نوبيٍّ، على رأسه طُربوشٍ مُرَّاكشيٍّ. وكانت الكوميديا تنبعُ أساسًا من التلاعب بِزُر الطُربُوش، أو مُغازلة الراقصة، أو الاستجابة لِحركاتها المُثيرة بِحركاتٍ هزليَّةٍ. وكان أجر الريحاني أربعين قرشًا عن الليلة الواحدة. وهو ما يُعدُّ ثروةً إذا ما قورن بِالقرشين أو الثلاثة التي كان يتكسَّبُها في فرقة عيد. وفي تلك الفترة، توافدت الجُيوش الأوروپيَّة الحليفة على مصر، بعد أن فشلت حملة ترعة السويس الأولى من قِبل الجيش العُثماني لِإخراج البريطانيين من مصر وتمهيدًا للزحف على ما تبقَّى من الممالك العُثمانيَّة في الشَّام والعراق، فصار مُعظم رُوَّاد ملهى «الأبيه دي روز» من الجُنود الأجانب. ورأى الريحاني أنَّ الوقت قد حان لِكي يهجر دوره في تمثيليَّة خيال الظل الهابطة، فأقنع «روزاتي» - صاحب الملهى - بأن يسمح لهُ ولِروستي بِتقديم كوميديا قصيرة من فصلٍ واحدٍ بالفرنسيَّة. إلَّا أنَّ هذه الخُطوة لم تنجح، إذ أنَّ كُل ما كان يحرص عليه الرُوَّاد - من مصريين وأجانب - هو مُشاهدة الحسناوات من راقصاتٍ ومُغنياتٍ على منصة العرض. وما أن كان تمثيلُ المسرحيَّة الفرنسيَّة يبدأ، حتَّى كان المُشاهدون يُديرون ظُهورهم لِلمنصة ويتبادلون الأحاديث.

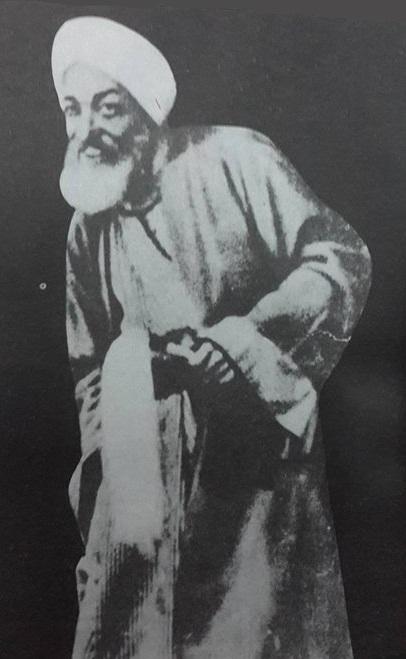
الريحاني في دور كشكش بك، العُمدة الريفي الساذج.

وذات يومٍ - من صيف سنة 1916م - خطرت للريحاني فكرة جديدة، في وقتٍ حلَّ به الإرهاق بِسبب جُهوده المُستميتة، وانتابه فيه إحساسٌ مريرٌ بالخيبة لِإعراض الجُمهور عنه. وكانت هذه الفكرة هي شخصيَّة «كشكش بك». وقد تضاربت الآراء في تفسير نشأة هذه الشخصيَّة. فبعض الباحثين قال أنَّ الفكرة مأخوذة عن الكاتب أحمد شفيق المصري، وقال آخرون أنَّ «كشكش» هذا مُستوحى من شخصيَّةٍ «ساتيريَّة» تحملُ نفس الاسم، جاء ذكرها في صحيفةٍ معروفةٍ في تسعينيَّات القرن التاسع عشر الميلاديّ، وهي «حمارة منيتي». وهُناك رأيٌ ثالث يُرجع شخصيَّة كشكش إلى عُمدة مُشابه جاء ذكره في كتاب «حديث عيسى بن هشام» الذي ظهر سنة 1907م. وتقول روز اليُوسُف إنَّ الريحاني أخذ شخصيَّة كشكش من ميلودراما قصيرة بِعنوان «القرية الحمراء» أخرجها عيد سنة 1917م. واسم «كشكش» - كما قالت روز اليُوسُف - هو اسمُ التدليل الذي كانت تُنادي به الريحاني صديقته الفرنسيَّة «لوسي دي فريزني». أمَّا الريحاني نفسه فقال أنَّهُ ابتكر شخصيَّة كشكش من خِلال تجارُبه مع عُمد الريف، فكثيرًا ما كان يلتقي بهم في أثناء عمله بالبنك الزراعي، عندما كانوا يترددون عليه لِلحُصول على قُروض، بعد فقدهم أموالهم أو تعرُّضهم للاحتيال في المدينة، على أن تُسدد القُروض بعد عودتهم إلى قُراهم أو تُقيَّد كدينٍ يُخصم من ثمن محصول السنة التالية. فخطر بباله أن يبتكر عُمدةً عجوز شهواني، محبوبٌ لِطيبته وسذاجته ومرحه وشغفه بالحياة، يرتدي الجبَّة والقفطان والعمامة، وفد حديثًا من الريف إلى القاهرة وبجُعبته الكثير من المال، فالتفَّ حوله فريقٌ من الحِسان أضعن ماله، وتركنه مُفلسًا، فيعود إلى قريته يعضُّ بنان الندم، ويُقسم أغلظ الأيمان بأن يعود إلى رُشده، وألَّا يعود إلى ارتكاب ما فعل. فهو إنسانٌ فيه براءة الريفيين وخفَّتهم الفطريَّة، وعلى الرُغم من مكره ودهائه إلَّا أنَّهُ بريءٌ من زيف المدينة وخداعها ونفاقها.

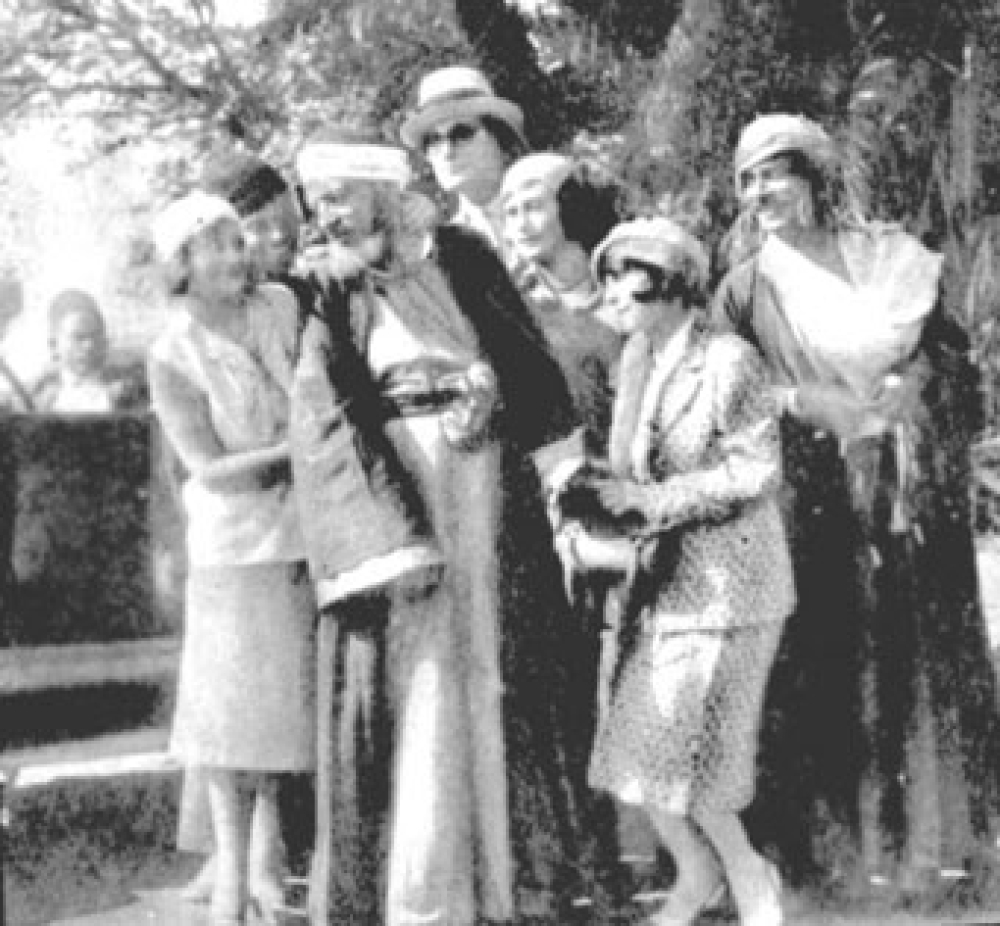
لقطة من فيلم «حوادث كشكش بك» يبدو فيها الريحاني مُحاطًا بثُلَّةٍ من النساء.

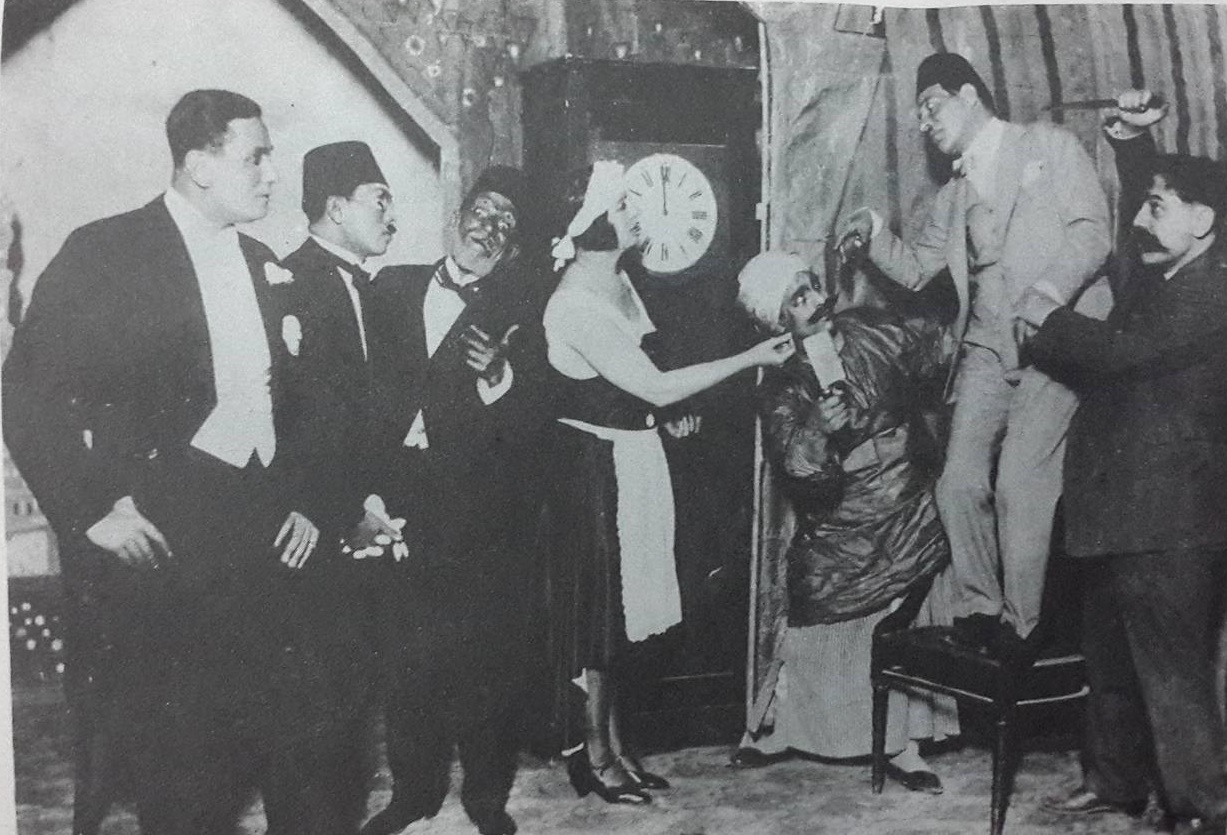
مشهد من إحدى مسرحيَّات الريحاني الفرانكوعربيَّة الأولى، تعود لِقُرابة سنة 1917.

وفي أوَّل شهر تمُّوز (يوليو) - من تلك السنة - كتب الريحاني وأخرج أولى مسرحيَّات «كشكش بك» بِعنوان «تعالي لي يا بطَّة»، التي استغرق عرضها عشرين دقيقة، وكان يشعرُ بالقلق الشديد مخافة فشلها. ولكن لم يكن هُناك ما يدعو للقلق، فقد ابتهج جُمهُور حفل الافتتاح، ورفع روزاتي أجر الريحاني الذي تعهَّد بِإخراج مسرحيَّة جديدة كُل أُسبُوع. فأخرج بعد «تعالي لي يا بطَّة» مسرحيَّتيّ «بِستَّة ريال» و«بُكره في المشمش». وسُرعان ما ذاعت أنباء هذه المسرحيَّات وتهافت الناس على مُشاهدتها، ممَّا دعا روزاتي إلى فرض رسم لِدُخول الملهى، كما رفع أجر الريحاني إلى سبعة وعشرين جُنيهًا في الشهر. وتألَّفت مسرحيَّات الريحاني المُبكرة من أحداثٍ كوميديَّة بسيطة، تتخلَّلُها أغانٍ ورقصات، وحوارها مزيجٌ من العربيَّة والفرنسيَّة والإنگليزيَّة، بحيثُ يقع سوء تفاهم لفظي مُضحك. ويُعدُّ هذا الأُسلوب من أهم عناصر الإضحاك في المسرحيَّات الفرانكوعربيَّة. وقد كان حفل السهرة عبارة عن عرضٍ حافل بالمُنوَّعات، واشتمل القسم الأوَّل منهُ على عُروضٍ راقصة، وأغانٍ إفرنجيَّة، وينتهي بِمسرحيَّة كشكش بك. وكان عرض الملهى الترفيهي يستمر من حوالي الساعة التاسعة مساءً حتَّى مُنتصف الليل. وقد لاحظ الريحاني أنَّ المقاعد كانت تمتلئ تمامًا في الساعة الحادية عشرة، وهو موعد بدء المسرحيَّة. ولمَّا كانت تقاليد ذلك الوقت لا تسمح للنساء بارتياد الملاهي أو المسارح بِصُحبة الرجال، فقد فكَّر روزاتي في تقديم حفلات نهاريَّة خاصَّة بالسيدات، كما كان مُتبعًا في المسارح. وفي مُنتصف شهر تشرين الأوَّل (أكتوبر)، ظهر إعلانٌ في جريدة الأهرام ينص على أنَّ إدارة الملهى ستعرضُ مسرحيَّة «بُكره في المشمش» خصيصًا للسيدات يوم 17 تشرين الأوَّل (أكتوبر)، وأنَّ المُؤلِّف ومُؤدي دور كشكش بك هو «نجيب أفندي الريحاني». فكانت تلك أوَّل مرَّة يظهر فيها اسم الريحاني في الصُحف، فسُرَّ سُرورًا كبيرًا ولم يُصدِّق ما رآه بادئ الأمر، فقام بشراء أكثر من عشر نُسخ من الجريدة، تعمَّد أن يضع إحداها مفتوحة على الإعلان أمام والدته في صباح اليوم التالي، غير أنَّها نظرت إليه بامتعاض بعد أن قرأت الإعلان، ووضعت الجريدة جانبًا ولم تُعلِّق، ما زاد من حُزنه وإحساسه بأن نجاحه لم يكتمل بعد، فهاهو اسمه في أكبر جريدة مصرية، مكتوبٌ إلى جوار الباشوات والوُجهاء، لكنه لم يزل في نظرها «مُشخصاتي». تطلَّب إخراج مسرحيَّة جديدة - كُل أُسبوع - جُهودًا شاقَّةً من الريحاني. غير أنَّ شعبيَّة هذه المقاطع الاستعراضيَّة، جعل عرضها يمتد إلى أُسبوعين، ممَّا أتاح لِلمُؤلِّف المُخرج المُتعب فُرصة الرَّاحة. ومع ذلك فكَّر الريحاني في الاستعانة بِأمين صدقي، مُترجم فرقة عزيز عيد،  كما قام بِتنمية فرقته الصغيرة المُؤلَّفة من استيفان روستي وعبدُ اللطيف المصري بأن ضمَّ إليها: كلود ريكانو وعبدُ اللطيف جمجوم، وهُما من فرقة عيد القديمة. وكان صدقي كاتبًا موهوبًا، غزير الإنتاج، ابتكر عدَّة شخصيَّات منها «أم شولح» حماة كشكش بك، التي كان يُؤدي دورها بنفسه. وفي أواخر سنة 1916م، قدَّم الريحاني أربع مسرحيَّات جديدة، هي على التوالي: «خلِّيك تقيل!»، و«هزِّ يا وز»، و«إدِّيلو جامد»، و«بلاش أونطة». وكان للمسرحيَّة الأخيرة أثرٌ في ذاكرة الريحاني من حيث أنها خففت عنهُ بعض حُزنه جرَّاء عدم شُعور والدته بالفخر من إنجازاته، فبينما كان يتنزَّه في حديقة الأزبكيَّة في إحدى الأيَّام سمع مُصادفةً من بعض النساء المُتنزهات - اللواتي يبدو إنهنَّ كُنَّ من بين من حضرن الرواية - لحنًا كُنَّ يُنشدنه من ألحان رواية «بلاش أونطة»، وما أن انتهين حتَّى تعمَّد أن يمشي أمامهنَّ، فسمعهنَّ يُشرن إليه ويتحدثن عنه، وما إن ابتعد عنهنَّ حتَّى وقف ونظر خلفه وقال: «تعالي يا أُم توفيق اسمعي. شوفي الأملة اللي فيها ابنك المشخصاتي... النَّاس بتشاور عليه في الشَّارع».
صادفت مسرحيَّات الريحاني سالِفة الذِكر نجاحًا كبيرًا، حتَّى أنَّ ملهى «الكازينو دي پاري» بادر بِتقليدها، وعندئذٍ أصرَّ الريحاني على رفع أجره. لكنَّهُ حين طلب زيادةً أُخرى - قدرُها ثلاثة جُنيهات - رفض روزاتي، فترك الريحاني «الأبيه دي روز». ولم تكن قد انقضت عدَّة أشهر - من أواخر الصيف إلى أوائل الشتاء - حتَّى ارتقى الريحاني من مُمثل صغير إلى مُؤلِّف مشهور ونجم لامع، وعلى أثر ذلك قرَّر أن يعمل لِحسابه الخاص.

#### في مسرح «الرينيسانس»

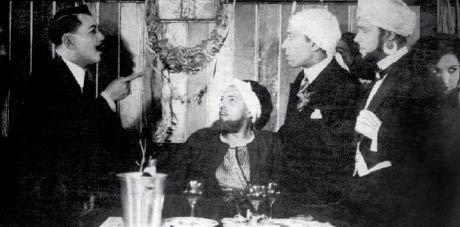
الريحاني (جالسًا في الوسط) في مسرحيَّة «كشكش بك في باريس»، سنة 1917م.

نظَّم الريحاني فرقته، بِوصفه مُمثلًا - مُديرًا، وانتقل إلى مسرحٍ صغيرٍ سعة مائتي مقعد يقع في شارع بولاق، هو مسرح «الرينيسانس» الذي كان ملكًا لِيُونانيّ يُدعى «ديموكُنگس»، وكان يستثمرُ أموالهُ في الفرقة. وقد وكَّل إليه الريحاني مُهمَّة الإشراف على ميزانيَّتها، نظير حُصوله على نسبةٍ مُرتفعة من الأرباح. وارتفع أجر الريحاني إلى 120 جُنيهًا في الشهر. وفي 18 كانون الأوَّل (ديسمبر) 1916م المُوافق فيه 23 صفر 1335هـ، بدأت مرحلة جديدة من حياة الريحاني الفنيَّة كمُمثل ومُدير فرقة، ففي هذا اليوم نشرت جريدة الأهرام إعلانًا مفاده أنَّ الريحاني مع جوقه سيعرض رواية «إبقى قابلني!» في «تياترو الرينيسانس»، وأنَّ هذه الرواية «قابلة لِحُضور العائلات والسيِّدات» كونها عبارة عن «تسلية بريئة» لا أكثر. وقد أدرك الجُمهور مغزى عنوان المسرحيَّة الأولى «إبقى قابلني!»، وهو فيما يبدو عديم المعنى، إلَّا أنَّهُ يتهكم علنًا من روزاتي، الذي كان يُريد أن يمنع الريحاني من أداء شخصيَّة «كشكش بك» بِدعوى أنَّهُ - أي روزاتي - هو صاحب هذه الشخصيَّة بِحُكم أنها ظهرت أولًا في «الأبيه دي روز»، لكنَّ المحكمة رفضت دعواه. وقد مُثِّلت «إبقى قابلني!» في شهر كانون الثاني (يناير)، ثُمَّ تلتها «كشكش في باريس» في شُباط (فبراير)، و«أحلام كشكش بك» في آذار (مارس)، ثُمَّ «وداع كشكش بك»، و«وصيَّة كشكش بك» في نيسان (أبريل). وهُنا انتهى عقد الريحاني بِمسرح الرينيسانس، بعد أن استغرق عمله فيه أربعة أشهر، وكان موسمًا على قدرٍ كبيرٍ من الأهميَّة، لأنَّ المسرحيَّات التي عُرضت فيه غدت أكثر نُضجًا من مسرحيَّات ملهى «الأبيه دي روز». ولمَّا كان الريحاني قد عمد إلى شغل مُدَّة العرض كُلَّها - وكانت تبلغ ثلاث أو أربع ساعات، في حين أنَّها في «الأبيه دي روز» ساعةٌ واحدةٌ تُعرض خلالها مسرحيَّة قصيرة - فقد شجَّع أمين صدقي على تأليف مسرحيَّات من فصلين بدلًا من فصلٍ واحدٍ.

### مرحلة المسرحيَّة الاستعراضيَّة (1917 - 1920م)

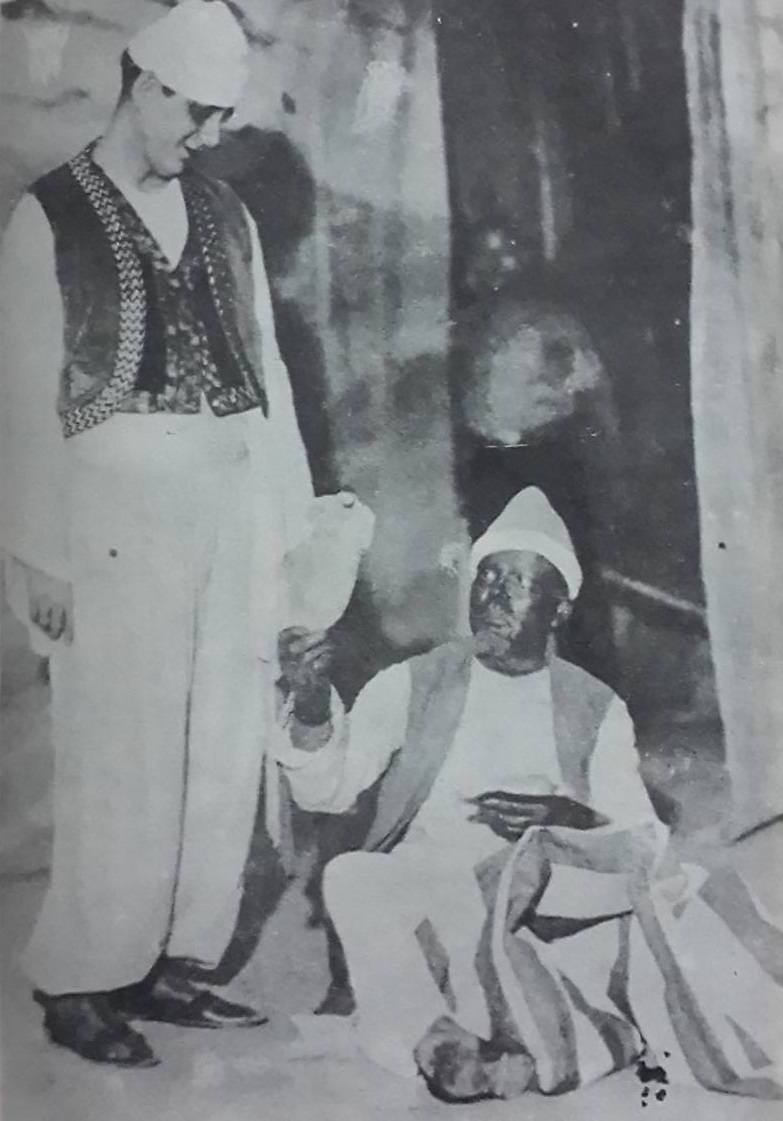
علي الكسَّار (جالسًا) مُتقمصًا شخصيَّة الخادم النوبي «عُثمان»، الذي كان المُنافس الرئيسي لِشخصيَّة «كشكش بك» من ناحية استقطاب الجماهير، ويبدو إلى جانبه الفنَّان حامد مُرسي.
تعود اللقطة لقُرابة سنة 1917.

على أثر نجاح الريحاني في عُروض الكوميديا «الفرانكوعربيَّة»، ظهر مُقلِّدون عديدون دأبوا على ابتكار شخصيَّاتهم الكوميديَّة المحليَّة. لكنَّهم كانوا يُمثلون هذه الشخصيَّات على أي نحو، في عُروض مُنوَّعات قوامها الأُغنية والاستعراضات الراقصة، بدلًا من إدماجها في مسرحيَّةٍ كوميديَّةٍ قصيرة. وسُرعان ما تطوَّر هذا اللون من التسلية إلى استعراضٍ عرَّفه مُحمَّد تيمور - رائد النقد المسرحي في ذلك الوقت - بِقوله: «لَيْسَ الرِّيفيُّو غَيرَ مَعرَضَ الحَوَادِثِ الهَامَّةِ التي تَجرِي فِي بَلَدٍ مِنَ البِلَادِ، يَنظُرُ إليهَا المُؤلِّفُ نَظرَةَ الهَازِئ، أو السَّاخِر، ثُمَّ ينقُلها إلى المسرَح مُشوَّهَة تَشويهًا». وقد حظي الاستعراض بِشعبيَّةٍ هائلةٍ، حتَّى أنَّهُ طغى - بين سنتيّ 1917 و1920م - على مجالات الترفيه بالقاهرة. وجرف الريحاني في تيَّاره، وترك بصماته على الكوميديا «الفرانكوعربيَّة» حديثة النشأة. وبالرُغم من أنَّ جورج أبيض وهو أكبر مُمثل - مُدير في ذلك الوقت - كان يُمثِّل بِنجاح تراجيديَّات أوروپيَّة باللُغة العربيَّة الفُصحى، فإنَّهُ انقاد بالرُغم منهُ لِهذه الموجة، فقدَّم استعراضًا غنائيًّا بِعنوان «فيروز شاه» كتبه أديب يُدعى عبد الحليم دلاور. وفي ملهى «الكازينو دي پاري» كان علي الكسَّار يُقلِّد الريحاني بِنجاحٍ كبير. والكسَّار هو مُبتكر شخصيَّة رجل نوبي بربري يُدعى «عُثمان»، كان نموذجًا لِفئة الخدم، وكان يُماثل «كشكش» في نواحٍ عديدة، فهو بسيطٌ وطيِّب لكنَّهُ ماكرٌ مُخادع. وتقليدًا لِمسرحيَّات الريحاني، فقد أطلق الكسَّار على استعراضاته عناوين مُماثلة لِعناوين مسرحيَّات الريحاني، مثل «البربري في باريس». غير أنَّ الريحاني كان أقدر على الفُكاهة من الكسَّار وأرحب خيالًا، وتُعدُّ شخصيَّة «كشكش بك» أكثر أهميَّة من شخصيَّة «عُثمان»، ومع ذلك لم يكن في استطاعة الريحاني أن يصمد لِمُنافسته، طيلة عمل فرقته بِمسرح «الرينيسانس»، الذي لم تسمح إمكانيَّاته الفنيَّة بِتقديم عُروض فخمة، ولم يتمكَّن من ذلك إلَّا بعد انتقاله إلى مسرح «الإجپسيانا» (بالفرنسية: Egyptianna)‏ الذي يفوق «الرينيسانس» اتساعًا، وتدعيم فرقته بِعناصر جديدة وجيِّدة. كان مسرح «الإجپسيانا» - قبل إنشائه - مقهى، وعندما استولى عليه الريحاني في شهر أيلول (سپتمبر) 1917م، أسرع بِتحويله إلى مسرحٍ بدائيٍّ، وكانت أرضه غير مكسوُّة بالبلاط، كما كان سقفه مُغطى بالخيش، وقد رُصَّت به - في صُفوفٍ غير مُنتظمة - مقاعد مصنوعة من قشٍ رخيص. وقد بلغت الفرقة درجةً عاليةً من القُوَّة والتماسُك، كما انضمَّ إليها مُمثلون مشهورون أمثال عبدُ اللطيف جمجوم واستيفان روستي (الذي تخصص في دور الخواجة الأجنبي)، وكلود رينو (في دور الشَّامي)، وعبدُ اللطيف المصري (صاحب شخصيَّة زعرب)، وحسن إبراهيم (مُتخصص في أدوار نسائيَّة)، وحسين رياض. وقد افتتحت الفرقة موسمها في 17 أيلول (سپتمبر) 1917م المُوافق فيه 1 ذو الحجَّة 1335هـ بِمسرحيَّة أكثر نُضجًا، بِعنوان «أم أحمد»، من تأليف أمين صدقي. وتقع هذه المسرحيَّة، على عكس مسرحيَّات صدقي والريحاني التي مُثِّلت في «الأبيه دي روز» في ثلاثة فُصول. وقد رُوعي في تأليفها التسلسُل المنطقي للأحداث، ويحتوي كُل فصل على أُغنيتين. وتدور أحداث المسرحيَّة حول كشكش بك الذي تخلَّى عن دوره التقليدي، عُمدة القرية، لِيُؤدي دور كاتبٍ بسيط، وكانت الأحداث تمضي في عالم ألف ليلة وليلة. وقد أخرج الريحاني - بعد مسرحيَّة «أُم أحمد» - ثلاث مسرحيَّاتٍ قصيرة عن العجوز السوقيَّة، وهي على التوالي: «أُم بكير» و«حماتك بتحبَّك»، و«حلق حوش».

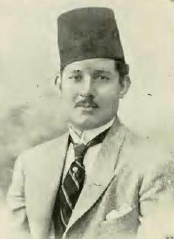
بديع خيري في شبابه، قُرابة الفترة التي بدأ فيها بالعمل مع الريحاني.

وعلى الرُغم من أنَّ هذه المسرحيَّات لم تكن أقل نُضجًا من الطائفة الأولى، إلَّا أنها لم تصمد لِمُنافسة استعراضات الكسَّار في الملهى. وفي شهر كانون الأوَّل (ديسمبر) 1917م، هبط احتياطي الريحاني إلى خمسين جُنيهًا، فأجرى بعض التغييرات على إدارة الفرقة، مما مكَّنهُ من السيطرة عليها ماليًّا وفنيًّا. فهو أولًا قد استبعد «ديموكُنگس» من إدارة الفرقة، وبذلك استطاع أن يُشرف على 70% من الإيرادات. وثانيًا، وجد الريحاني أنَّ الوقت قد حان لإجراء تحسينات فنيَّة، فإذا لم يتذوَّق الجُمهور ما يطرأ على كوميديَّاته من تطوُّرٍ فنيٍّ، اتجه بِكُل مواهبه إلى تقديم استعراضات فنيَّة رفيعة. وكان الريحاني قد شاهد أحد استعراضات الكسَّار في الملهى، فداخلتهُ الثقة بِقُدرته على إنتاج استعراضات ذات موضوعات جادَّة ومضمون مصري وعربي ومشرقي، تكون أرفع بِكثير من سخافات الكسَّار، وضمَّ إلى فرقته مجموعة من الراقصات والمُغنيات الأوروپيَّات، واستعان بِأوركسترا موسيقيَّة كبيرة، حتَّى يتسنَّى لهُ تقديم استعراضات فخمة. وزوَّد المسرح بالتصميمات اللازمة، كما طلب من أمين صدقي كتابة استعراض جديد يحمل عنوان «حمار وحلاوة». ومن غير المعروف متى بدأ عرض هذه المسرحيَّة، لكن يُرجَّح أنَّ ذلك كان في أوائل شهر كانون الثاني (يناير) 1918م. وقد حققت «حمار وحلاوة» نجاحًا هائلًا، فاستمرَّ عرضها أربعة أشهر. وبلغت أرباح الريحاني وحده - في الشهر الأوَّل - 400 جُنيه. وسرت إشاعة تقول أنَّ الريحاني قد كوَّن ثروةً ضخمة، حتَّى أنَّهُ اشترى ضيعة أسماها «حمار وحلاوة». على أثر نجاح استعراض «حمار وحلاوة» طلب أمين صدقي من الريحاني منحه نسبة من الأرباح، لكنَّ الريحاني رفض. فاستقال صدقي من مسرح «الإجپسيانا»، وألَّف مع الكسَّار فرقة مسرحيَّة، واستأجرا مسرح «الماجستيك» لِحسابهما الخاص. وقد خلف صدقي - في «الإجپسيانا» - شاعر ومُدرِّس شاب يُدعى بديع خيري، ما لبث أن أصبح صاحب الفضل في نجاح استعراضات الريحاني التالية، بِأزجاله الوطنيَّة. ولم يكن ما حبَّب للريحاني أزجال خيري هو موضوعها المصري فحسب، بل راقت له وطنيَّتُها المُتدفقة، في وقتٍ كانت فيه الحرب العالميَّة الأولى قد وضعت أوزارها وأخذت تزداد في مصر مشاعر الكراهيَّة للاستعمار البريطاني. ووجد خيري - في الوقت نفسه - في صُحبة الريحاني فُرصةً للعمل المُثمر والتقدير المادي ولاستخدام مواهبه كسلاح في خدمة النضال السياسي. وقد نجح أوَّل استعراض كتب خيري أغانيه وهو «على كيفك»، حتَّى أنَّ عرضه استمرَّ شهرين ونصف الشهر، وحقَّق أرباحًا قدرها ثلاثة آلاف من الجُنيهات. وكان الريحاني سعيدًا بِجُهود خيري، فرفع راتبه إلى ثلاثين جُنيهًا. وكان هُناك كاتبٌ آخر هو حُسين شفيق المصري - يُعالج حبكة المسرحيَّة - في حين يتولَّى تلحينها الموسيقار الشَّامي كميل شامبير. وقد بثَّ خيري في أزجاله النُكتة المصريَّة التي كان الريحاني شغوفًا بِإظهارها. وبعد أن قرَّر شامبير الانسحاب من الفرقة، أغرى الريحاني موسيقارٌ شاب موهوب هو سيِّد درويش بِترك فرقة جورج أبيض مُقابل أربعين جُنيهًا في الشهر بدلًا من الثمانية عشر التي كان يتقاضاها من أبيض. وخلال هذه الفترة، عُرضت للريحاني عدَّة مسرحيَّات هي على التوالي: «مصر في 1918 - 1920»، و«قولوا له» التي مُثِّلت في أيَّار (مايو) 1919م، و«إش!» في حُزيران (يونيو)، و«ولو!» في تمُّوز (يوليو)، و«رن!» في كانون الأوَّل (ديسمبر)، و«فشر» في أيَّار (مايو) 1920م. وفي تلك الفترة بلغ مسرح «الإجپسيانا» أوج مجده، وقد بلغت أرباح الريحاني - حتَّى نهاية السنة الأولى - 28 ألف جُنيه.

### مرحلة الأوپريت (1920 - 1926م)
كان وقود نجاح استعراضات الريحاني هو الاضطرابات السياسيَّة التي عصفت بِمصر وسائر البُلدان العربيَّة المشرقيَّة عقب سُقوط الدولة العُثمانيَّة وإعلان فرنسا وبريطانيا رغبتهما في اقتسام الولايات والأراضي العُثمانيَّة السَّابقة، وما نجم عن ذلك من رُدود فعل شعبيَّة غاضبة ورافضة لِلمُقرَّرات الأوروپيَّة وللهيمنة الاستعماريَّة على بلادها، ومن ذلك ثورة سنة 1919م في مصر، التي ساهم خيري والريحاني وسائر المسرحيين في مصر بإذكاء روحها من خلال الاستعراضات التي كانت تُقام على المسارح، وقام كُلٌ من خيري والريحاني خُصوصًا بِتخصيصها بِوظيفتها في إثارة الكراهيَّة ضدَّ الاستعمار. ومع بداية سنة 1920م خمدت الاضطرابات السياسيَّة التي كانت تُغذي الاستعراضات، وأخذ الجُمهور يتطلَّع إلى شكلٍ من أوپريت أرقى من هذا المُستوى. وقد تبيَّن للريحاني بعد أن سئم اللون الاستعراضي بِسبب شكله غير الدرامي، والقُيود التي فرضها على موهبته في الكوميديا، أنَّ الأوپريت بِفُصولها الثلاثة وبنائها المنطقي وطبيعتها الرومنطقيَّة، هي أنسب شكل فنِّي يُتيح لهُ فُرصًا أفضل لِلعناية بالفكرة والشخصيَّة والحوار، في المشاهد التي تتخلَّلُها أغاني الأوپريت. ولِهذا كان الريحاني يُريد أن يُعالج الأوپريت بِهذا الأُسلوب الذي يُعطي الأولويَّة لِلعناصر الكوميديَّة على العناصر الموسيقيَّة.

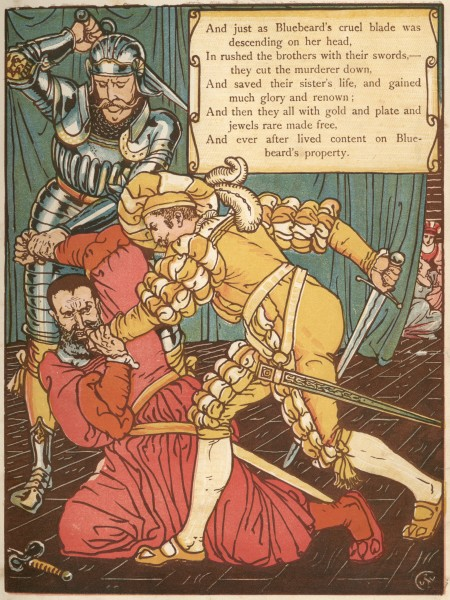
رسمٌ من مسرحيَّة «اللحية الزرقاء»الفرنسيَّة التي تُرجمت إلى اللُغة العربيَّة تحت عنوان «العشرة الطيِّبة» على يد مُحمَّد تيمور، ومثَّلها الريحاني في بدايات عقد العشرينيَّات من القرن العشرين الميلاديّ، وكانت سببًا في نقمة الجُمهور عليه بِسبب تعرُّضها للتُرك.

وقد كانت جميع أوپريتات الريحاني تقريبًا تعتمد على رواياتٍ من «ألف ليلة وليلة». واستطاع بذلك أن يُحقق عن طريق حبكاتها نموذجًا رومنطقيًّا راقيًا من الكوميديا الخالية من «الفارس». وهُنا بدأت مرحلة الكوميديا الناضجة عند الريحاني، فقد تخلَّى عن شخصيَّة «كشكش بك» والشخصيَّات النمطيَّة، وتقنيَّة الكوميديا الفرانكوعربيَّة، واستخدم بدلًا منها شخصيَّات واقعيَّة، حتَّى لقد تحوَّل اهتمام الريحاني بشكلٍ ظاهرٍ إلى الاستعانة بِنماذج من عامَّة الشعب - كالإسكافي، والترزي، والموسيقار، ونماذج أُخرى من الطبقة العاملة - وإلى مُعالجة قضايا هامَّة أيضًا. وفي تلك الفترة كان جُمهور المسرح يمر بِتحوُّلٍ تدريجيٍّ، وذلك أنَّ رُوَّاد فترة الملاهي من الأجانب وأثرياء الحرب أفسحوا المجال لِطبقةٍ مُتوسِّطةٍ صاعدة من المُوظفين والطلبة والمهنيين المُتعلمين، الذين ازداد إقبالهم على المسرح. كما أخذت الروح الوطنيَّة والقوميَّة تتغلغل بين الناس بعد تفتت الدولة العُثمانيَّة وانفصال الولايات إلى عدَّة دُول مُستقلَّة، فكان رُوَّادُ المسرح لأوَّل مرَّة يرغبون بأن يُخاطبهم المسرح كمصريين. وقد عبَّر عن آمال الجُمهور - في تلك الفترة - طائفة جديدة من نُقَّاد المسرح الذين شغلتهم قضيَّة مُشتركة هي النُهوض بالمسرح الحديث. وكان هؤلاء يتوقون إلى تحرير المسرح من الترجمة والاقتباس عن المسرح الفرنسي الكلاسيكي، وإلى إنتاج مسرحيَّات تُصوِّر الحياة المصريَّة والعربيَّة والمشرقيَّة تصويرًا صادقًا أمينًا، وتهدف إلى ترقية الأخلاق. وقد كان لِهذه الأفكار تأثيرٌ قويٌّ على الريحاني، لهذا أخذت أوپريتاته تتجاوز مرحلة «فارسات» كشكش بك لكي تُعبِّر عن مضمونٍ أخلاقيٍّ ساذج لكنَّهُ لا يتسم أبدًا بالنفاق. وتُعدُّ مسرحيَّة «العشرة الطيِّبة» التي مُثِّلت في شهر آذار (مارس) 1920م، باكورة إنتاج الريحاني في المرحلة الجديدة. وكان قد كلَّف بِترجمتها الناقد والكاتب المسرحي المعروف «مُحمَّد تيمور»، عن مسرحيَّة فرنسيَّة بِعنوان «اللحية الزرقاء» (بالفرنسية: La Barbe bleue)‏، ثُمَّ عهد إلى بديع خيري بِكتابة أزجالها، وإلى سيِّد درويش بِتلحين موسيقاها، وأسند إلى عزيز عيد إخراجها. وكوَّن الريحاني فرقةً جديدةً من كُلٍ من: روز اليُوسُف، ومُحمَّد رضا، وزكي مُراد، ومُنسَّى فهمي، ومُختار عُثمان، واستيفان روستي، وبرلنتِ حلمي، ونازلي مزراحي. كما استأجر مسرح «كازينو دي پاري» لِمُدَّة سنة بِمبلغ ألف جُنيه، واشترى مجموعة فخمة جديدة من الملابس والمُهمَّات والأثاث. ولم تنجح «العشرة الطيبة» برُغم ما توفَّر لها من مزايا، فقد انزلق الريحاني وزُملاؤه إلى فخٍ سياسيٍّ عندما سخروا من الأتراك في ذلك الوقت بالذات، بعد هزيمة الدولة العُثمانيَّة في الحرب العالميَّة الأولى، وبعد أن تجلَّى أنَّ البريطانيين كانوا - في سنة 1920م - أكبر عقبة في سبيل استقلال مصر، وأنَّهم يفعلون الأمر نفسه في فلسطين والعراق وتُركيَّا، إذ فرضوا احتلالًا على تلك البلاد كما في مصر، كما كانت الأفكار في مصر ما زالت تحن وتعطف على الدولة العُثمانيَّة السَّابقة، ولمَّا تضافر عامل الاحتلال البريطاني لِمصر مع كون البريطانيين أقوى عامل في هزيمة العُثمانيين، انحازت عواطف الشعب المصري إلى تُركيَّا، ولم تعد السُخرية من الأتراك أمرًا مقبولًا. لِذلك استغلَّ خُصوم الريحاني الموقف، وراحوا ينشرون الخبر بأنَّهُ «دسيسة بريطانيَّة»، وأن القصد من عرضه لرواية «العشرة الطيبة» هو تجسيم مساوئ العُثمانيين في عين المصريين، وتقريب البريطانيين لِقُلوبهم، أو أي إساءة للتُرك، ولم تكن تمر ليلة إلَّا ويقف في إحدى مقاصير «كازينو دي پاري»، أثناء التمثيل، أو في فترة الاستراحة، خطيب يُنادي بالويل والثُبور وعظائم الأُمور، ويهتف بِسُقوط الريحاني. وكثيرًا ما كان يقف بين المُتفرجين بعض العُقلاء والمُتنورين، فيرُدون على تلك التُهم ويُهدؤون من روع الهاتفين.

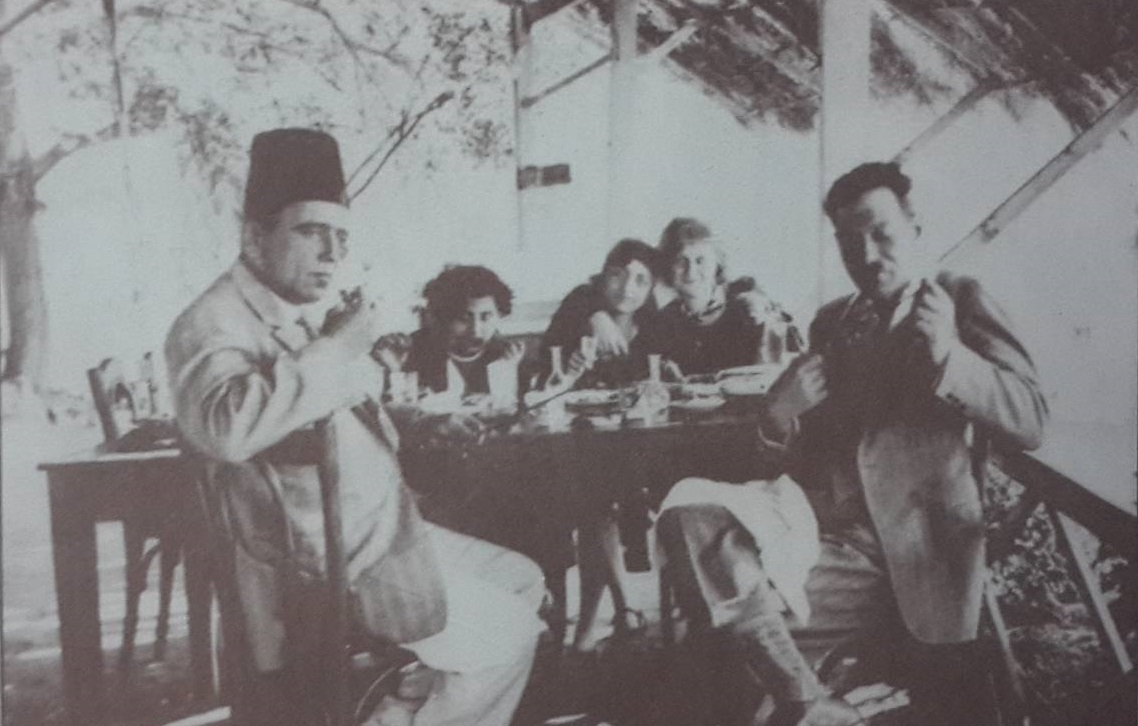
نجيب الريحاني وبعض أصدقائه في لُبنان، أثناء جولته الشَّاميَّة سنة 1920م.

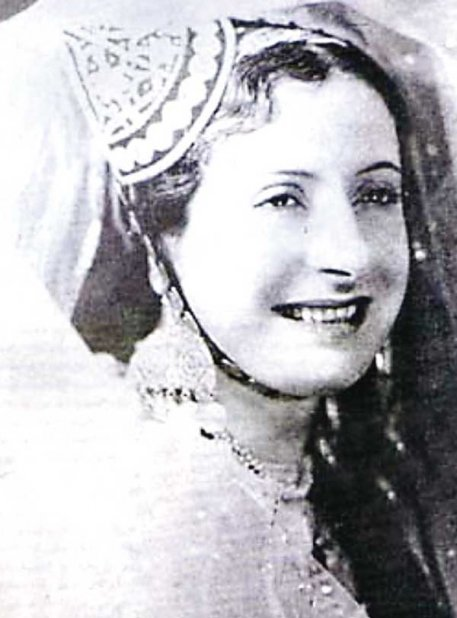
بديعة مصابني (قُرابة سنة 1930)، التقى بها الريحاني وأُغرم بها خلال جولته في لُبنان.

تركت هذه الأحداث أسوأ الأثر في نفسيَّة الريحاني، فقرَّر الابتعاد عن الجُمهور المصري قليلًا. وفي بداية الموسم الشتوي لِسنة 1920م، جمع الريحاني أعضاء فرقته القديمة وشرع في تقديم مسرحيَّات «كشكش بك» الأولى في جولةٍ في بعض الأقطار العربيَّة. وكان يأمل من وراء هذه الرحلة رفع معنويَّاته، بالإضافة إلى تحقيق ربحٍ ماديٍّ. لكنَّهُ تبيَّن بعد وصوله إلى الشَّام أنَّهُ لن يُحقق أهدافه. فقد كان لدى الشوام في لُبنان ودمشق نسخة عن «كشكش بك» هو «كاشكاش» الذي كان يُمثِّل دوره أمين عطا الله، الذي لعب دور «الشيخ ينسون» مع الريحاني في المسرحيَّات الاستعراضيَّة سابقًا. ولم يكن أمين عطا الله قد سطا على ابتكار الريحاني فقط، بل إنَّهُ انتحل أيضًا مسرحيَّاته. وكان تمثيل عطا الله لِشخصيَّة كشكش مُوجهًا لِلجُمهور الشَّامي: فهو يتحدَّث بِلهجةٍ لُبنانيَّة تارة ودمشقيَّة تارةً أُخرى، ويرتدي الملابس المألوفة لدى الشوام بدل زي العُمدة الريفي المصري. لِهذا لم يلقَ «كشكش» الريحاني استجابةً أو قُبولًا لدى الشوام، بل إنهم اتهموا الريحاني بِتقليد أمين عطا الله. وبرُغم ذلك، فقد حقَّقت رحلة الريحاني إلى الشَّام نتيجةً طيِّبةً في جانبٍ آخر، ذلك أنَّهُ التقى في مدينة زحلة البقاعيَّة في لُبنان بامرأةٍ جميلة، تُدعى بديعة مصابني، أغراها بالانضمام إلى فرقته واتخذها خليلةً له، وعاد معها إلى مصر. ولم يكن الحظ حليف الريحاني بعد عودته إلى مصر، في أوائل سنة 1921م. فقد رفع عليه «ديموكُنگس»، صاحب مسرح «الإجپسيانا» اليوناني، دعوى قضائيَّة يُطالبه فيها بِتعويضٍ عن الخسائر التي لحقته بِسبب غياب فرقته عن المسرح. واستغرق نظر الدعوى شهرين، وصدر الحُكم في النهاية لِصالح الريحاني. وقد أعاد الريحاني تقديم المسرحيَّات الفرانكوعربيَّة في الفترة الباقية من الموسم، كما قدَّم بضع حفلات من أوپريت «العشرة الطيِّبة». وفي سنة 1921م، أخرج الريحاني ميلودراما من أعنف ما شهد المسرح المصري، بِعنوان «ريَّا وسكينة». وتتناول هذه المسرحيَّة قصَّة عصابة القتل التي اكتُشفت في العام نفسه، وكانت تتزعمها ريَّا وسكينة علي همَّام، اللتان كانتا تستدرجان النساء إلى وكرهما، حيثُ تسرقان حليهنَّ، ثُمَّ تقتُلاهُنَّ بالتعاون مع زوجيهما (حسب الله سعيد مرعي زوج ريَّا، ومُحمَّد عبدُ العال زوج سكينة). ويروي الريحاني أنَّهُ قام بإخراج هذه المسرحيَّة بعد أن أصبحت ريَّا وسكينة حديث الناس أجمعين، وبِسبب مُيوله الطبيعيَّة للدراما عوض الكوميديا، وقد نجحت تلك المسرحيَّة نجاحًا باهرًا، بحيثُ يقول الريحاني أنَّهُ كان يسمع النحيب والبُكاء صادرين من الناس عند العرض.
لكن على الرُغم من ذلك، تعرَّض الريحاني لِمُشكلةٍ مُلحَّة خلال تلك الفترة، فقد انخفض دخله كثيرًا، حتَّى اضطرَّ في أوائل سنة 1922م إلى توقيع عقد مع إحدى شركات السجائر لِتمويل فرقته لِمُدَّة ثلاثة أشهر، نظير استغلال إسمه في الإعلانات. وظلَّ الريحاني يُقدِّم عُروضه من شهر آذار (ماس) إلى أيَّار (مايو)، على مسرح «كونكورديا» بالإسكندريَّة. وفي تلك الفترة أخذ اسم بديعة مصابني يتردد مع اسم الريحاني. وعند انتهاء العقد، قرَّر الريحاني القيام بِرحلةٍ أُخرى إلى الشَّام، يُراوده نفس الأمل في تنمية إيراداته. وشجَّعه على ذلك عدم توافر مسرح يعمل به بالقاهرة. ذلك أنَّ «ديموكُنگس» صاحب «البرنتانيا» - وهو الاسم الجديد لِمسرح «الإجپسيانا» - كان قد قرَّر تأجير مسرحه لِلفرق المسرحيَّة الأجنبيَّة. ولم يسمح للريحاني بالعمل به، إلَّا في الفترات التي تتخلل العُروض الصيفيَّة. فلم يكن أمام الريحاني من خيارٍ سوى أن يقوم بِرحلةٍ إلى الشَّام. وكان الريحاني بِحاجةٍ إلى نسيان صدمة من أقسى صدمات عُمره، وهي اختفاء أخيه الأصغر فجأة، دون أن يُعثر لهُ على أثر، ثُمَّ وفاة أُمِّه في نفس الفترة تقريبًا. ولم تؤدِّ هذه الرحلة إلى نتيجةٍ أفضل مما أتاحته الرحلة الأولى. فقد ظلَّت المتاعب تؤرقه، وساءت حالته الماديَّة، مما جعلهُ يُفكِّر باعتزال المسرح، حتَّى علم أنَّ مُمثلًا شابًا يُدعى يُوسُف وهبي قد عاد لتوِّه من إيطاليا، حيثُ درس التمثيل، وشرع في تكوين فرقة جديدة، يتَّبعُ فيها أُسلوبًا مسرحيًّا جديدًا هو «الميلودراما». ولم يكن مُخرج فرقة وهبي الجديدة سوى عزيز عيد. عندئذٍ قرَّر الريحاني على الفور أن يعود إلى مصر، وأن يُواجه هذه المُشكلة الوشيكة. وكانت أوَّل مُشكلة صادفت الريحاني بعد عودته إلى القاهرة، في شهر كانون الثاني (يناير) 1923م، هي العُثور على نص. وذات يومٍ حدثت مُفاجأة مُدهشة، إذ قدَّم لهُ بديع خيري أوپريت مُقتبسة من قصَّة «علاءُ الدين والمصباحُ السحريّ»، وأخبر الريحاني بِأنَّهُ كتبها بالاشتراك مع شقيقه (أي شقيق الريحاني) مُنذ بضعة شُهور، وأنَّهُ كان مُترددًا في عرضها عليه. وعندما طالعها الأخير، وجد أنَّها حائزة لِإمكانيَّات العرض، بِرُغم مشاهدها الخمسة والثلاثين، وقام هو وخيري بِمُعالجتها في صورةٍ أفضل. وعندئذٍ تبيَّن للريحاني أنَّ خيري يتمتع بِمقدرةٍ فذَّة في تصوير الحياة المصريَّة وصياغة اللهجات المحليَّة. وأضاف الريحاني إلى هذه الموهبة، موهبته في رسم الشخصيَّات وكتابة الحوار، فضلًا عن خفَّة ظلِّه وتقنيَّاته وأفكاره المُبتكرة. وبهذا، أصبح بإمكان الريحاني الشُروع في خلق كوميديا مصريَّة صميمة.

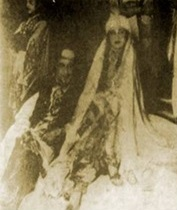
نجيب الريحاني وبديعة مصابني في مشهد من مسرحيَّة «الشاطر حسن» سنة 1923م.

نجحت المسرحيَّة سالفة الذِكر بِمُجرَّد عرضها، وأحبَّ الجمهور بديعة مصابني، كما أثنى على مناظر المسرحيَّة وملابس المُمثلين الرائعة وعلى طابعها العربي. وعندما ظهر الريحاني على المنصَّة في ليلة الافتتاح، استقبلهُ الجُمهور بِعاصفةٍ من التصفيق. وفي 24 أيَّار (مايو) 1923م أخرج الريحاني أوپريت جديدة تحمل عنوان «الشاطر حسن»، وكانت هي الأُخرى مُقتبسة عن «ألف ليلة وليلة». وفي 4 شُباط (فبراير) 1924م، قدَّم الريحاني أوپريت جديدة هي «البرنسيس» التي تقترب أكثر من الكوميديا الخالصة، بِرُغم ما فيها من شوائب ميلودراميَّة. وكانت هذه الأوپريت غير مُقتبسة من «ألف ليلة وليلة»، إنَّما تقع أحداثها في صالة غُرفة استقبال عصريَّة في القاهرة، وتُمثِّل شخصيَّاتها الواقعيَّة قطاعًا من البُرجوازيَّة الكبيرة والصغيرة، كما تتناول قصَّتها الخيانة وأهميَّة المال لِتحقيق السعادة الزوجيَّة. وعكست تلك المسرحيَّة بما تضمَّنته من عواطف حارَّة ومغزى أخلاقي اهتمام الريحاني البالغ بِمسائل الثراء والزواج والخيانة، التي كان مصدرها جوانب مُعينة من حياته الخاصَّة في ذلك الوقت، إذ يذكر في مُذكراته أنَّهُ مرَّ بِصدمةٍ شخصيَّةٍ قاسية سنة 1923م، فسَّرها ابن شقيقه «بديع الريحاني» بأنَّها صدمة اكتشاف خيانة بديعة له. وفي شهر شُباط (فبراير) أيضًا، أخرج الريحاني أوپريتين جديدتين هُما: «أيَّام العز» و«الفلوس»، ثُمَّ «مجلس الأُنس» في شهر نيسان (أبريل). والأوپريت الأخيرة - في تلك السنة - هي «لو كُنت ملك»، فقد انتهى عقدالريحاني مع مسرح «برنتانيا» في شهر تمُّوز (يوليو). ذلك أنَّ خلافًا دبَّ بين الريحاني والحاج حفني مُدير المسرح، رفض الأخير على أثره تجديد العقد، بل إنَّهُ أخذ يُطالبه بِدفع أُجور الحفلات النهاريَّة، التي كان الريحاني قد وافق على سدادها، حتَّى لو أُلغيت هذه الحفلات لِعدم إقبال الجُمهُور. ولمَّا لم يكن الريحاني قادرًا على سداد المبلغ المطلوب، وقدره 720 جُنيهًا، فقد اضطرَّ إلى ترك ديكوراته وملابسه. كُل هذا أفضى بالريحاني إلى حالةٍ نفسيَّةٍ سيئة، ممَّا جعله يُفكِّر بِالقيام بِرحلةٍ جديدةٍ، كما اعتاد أن يفعل - من قبل - في مثل هذا الموقف، مُتطلعًا من وراء رحلته إلى تحقيق أهدافٍ ترفيهيَّةٍ وماديَّةٍ. وكان قد علم أنَّ أمريكا الجنوبيَّة تضم جالية عربيَّة ضخمة، سوف تُرحِّب بِقُدوم فرقةٍ عربيَّةٍ كفرقته. وقبل أن يُبحر الريحاني، اتخذ قرارًا آخر يفوق الأوَّل أهميَّة، وهو أن يتزوَّج بديعة مصابني. وكانت عندما أبدى رغبته في إتمام الزواج منها تُقيم مع صديقها الثري في مسكنه. فتوجَّه إليها، وطلب منها أن تنصرف معهُ لِيتزوَّجها، ووافقت بديعة لكنَّها - كما تروي في مُذكراتها - كانت تعُد هذه الزيجة تنطوي على تضحية من جانبها، لأنها سوف تحرمها من الحياة الرغدة التي كان يُوفرها لها صديقها، من أجل حياة بوهيميَّة غير مُستقرَّة تعيشها كزوجة للريحاني.

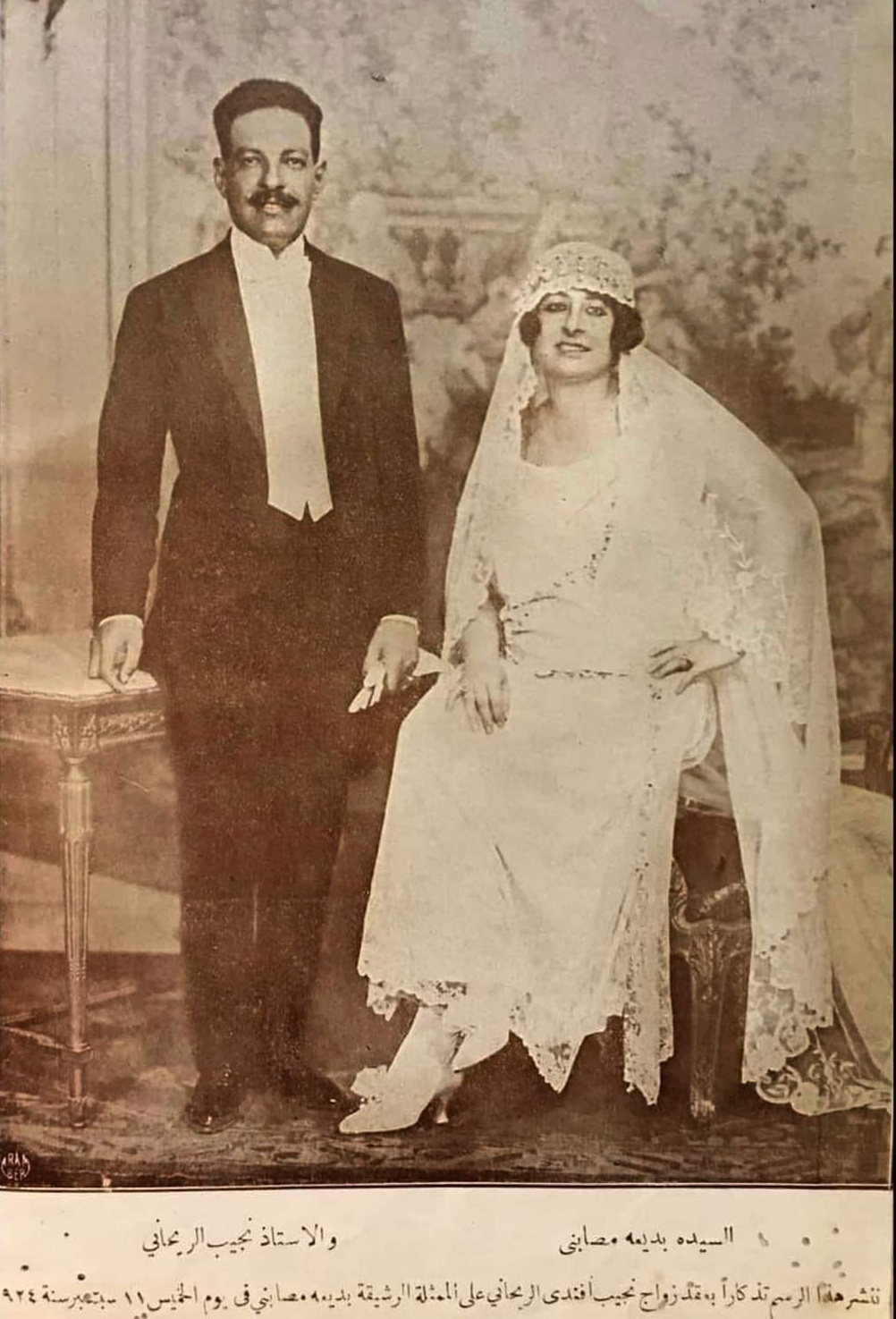
نجيب الريحاني وبديعة مصابني يوم زفافهما. نُشرت يوم الخميس 24 أيلول (سپتمبر) 1924م.

وفي 11 أيلول (سپتمبر) 1924م، المُوافق فيه 12 صفر 1343هـ تمَّ زواجهما. وفي أواخر سنة 1924م، أبحر الريحاني وزوجته إلى البرازيل، وبصُحبته بعض أعضاء فرقته على ظهر السفينة «غاريبالدي». كانت مُفاجأة سارَّة للريحاني إذ اكتشف أنَّهُ معروفٌ للشِّوام في ساو پاولو وغيرها من المُدن البرازيليَّة، بل وجد لديهم نسخهم المحليَّة من «كشكش بك» أيضًا. ففي البرازيل كان جورج استاتي السوريّ الأصل يُمثِّل مسرحيَّات الريحاني القديمة، وقد أطلق على نفسه «كشكش البرازيلي». وفي الأرجنتين كان يوجد كشكش آخر يُمثله جُبران الطرابُلسي. أمَّا كشكش بك الحقيقي وعروسه فقد استُقبلا بِحفاوةٍ في ريو دي جانيرو ومونتڤيدو، ومثَّلت الفرقة في هاتين المدينتين فُصولًا من أوپريتات المواسم الماضية. وفي أثناء عودة الريحاني وعروسه، توقفا في باريس، حيثُ أمضيا أُسبوعين، أنفقا خلالهُما مُعظم أرباحهما. وعاد الريحاني وبديعة في 25 تشرين الأوَّل (أكتوبر) 1925م المُوافق فيه 8 ربيع الآخر 1344هـ، بعد حوالي سنة من مُغادرة مصر، وكان في انتظارهما بِميناء الإسكندريَّة أمين صدقي، الذي كتب لِلريحاني مسرحيَّات «الأبيه دي روز». وكان صدقي قد اختلف مع الكسَّار، وأبدى رغبته في مُعاودة نشاطه مع الريحاني، ووافق الريحاني، لِأنَّ بديع خيري - الذي كان مُختصًّا بِكتابة مسرحيَّات فرقة الريحاني - كان مُنشغلًا بِتأليف أوپريتات الكسَّار. فاشترك الريحاني مع صدقي في تكوين فرقة للأوپريت، مقرُّها «دار التمثيل العربي». وترجم صدقي أوپريتتين فرنسيتين شائعتين بباريس هُما: «الليل والنهار» (بالفرنسية: Le Jour et la Nuit)‏، التي اقتبسها باسم «قُنصل الوِز»، ومُثِّلت في كانون الأوَّل (ديسمبر) 1925م. والثانية هي «La Vingt huit jour de clarette» التي اقتبسها بِعنوان «مراتي في الجهاديَّة»، وقد مُثِّلت بعد فترةٍ قصيرة من تمثيل الأولى. وفي ليلة افتتاح «قُنصل الوِز» استقبل الجُمهور الريحاني استقبالًا حارًّا. ولم يدم التعاون بين الريحاني وصدقي طويلًا، فقد انفصلا بعد شهرين في شُباط (فبراير) 1926م. وفي نفس الفترة، تشاجر الريحاني مع بديعة وانفصل عنها، وذهب كُلٌ منهُما إلى حال سبيله. فافتتحت بديعة صالتها الخاصَّة وكانت قد اشتهرت في ذلك الحين كمُغنية وراقصة. أمَّا الريحاني فقد مضى في طريقٍ مُغايرٍ تمامًا. وفي تلك الفترة، تضاءلت تلك الشعبيَّة التي كان يتمتَّع بها الريحاني في مرحلة الاستعراض، عندما كان يعمل في الميدان بلا مُنافسة. وأصبح يتقاسم جُمهور المسرح مع الفرق الأُخرى، واضطرَّ أيضًا إلى خزض مُنافسة عنيفة مع يُوسُف وهبي الذي أدخل عن طريق الميلودراما اتجاهًا وأُسلوبًا جديدين في المسرح المصري، مُنذ أن شرع يُقدمها على المسرح سنة 1923م. وسُرعان ما أصبحت الميلودراما أكثر الألوان شعبيَّةً في المسرح المصري، في مُنتصف عشرينيَّات القرن العشرين الميلاديّ. ولمع اسم يُوسُف وهبي كأشهر مُمثلي تلك الفترة بلا مُنازع. ولمَّا لم تصمد أوپريتات الريحاني أمام مُنافسة ميلودرامات وهبي، فقد قرَّر أن يلقى وهبي على أرضه.

### مرحلة الفوضى الفنيَّة (1926 - 1931م)

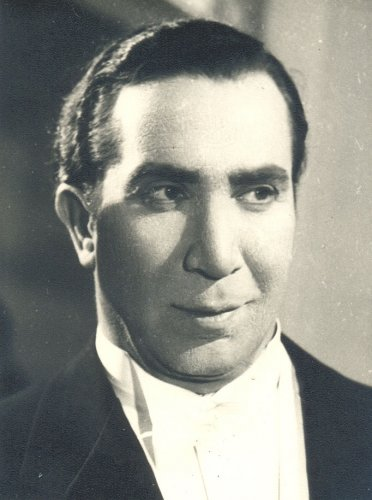
يُوسُف بك وهبي، سيِّد الميلودراما المصريَّة وأبرز مُنافسٍ للريحاني ظهر على السَّاحة الفنيَّة خلال أواسط عشرينيَّات القرن العشرين الميلادي، والمُؤثِّر الرئيسي الذي دفعه إلى الانتقال من الكوميديا إلى الميلودراما.

لم يقم الريحاني بِنشاطٍ مُنتظم بين سنتيّ 1926 و1931م. فقد تاه فجأةً خط النُموِّ المُطرد لِأعماله، وسط جوٍّ مشحون بالاضطراب الفنِّي والمتاعب الماديَّة والأزمات العاطفيَّة. وقرَّر الريحاني وقتها أن يهجر الكوميديا إلى الميلودراما، بعد أن أخذت تشق طريقها بِنجاحٍ مُتزايدٍ مُنذ أن تبنَّاها يُوسُف وهبي. وكانت هي الأُخرى قد ظهرت في أعقاب الثورة الوطنيَّة، في وقتٍ بدأ المصريُّون فيه يُدركون معنى المُساواة الاجتماعيَّة. ومُنذ أن هبطت الميلودراما بالانفعالات والأحداث إلى مُستوى الإنسان العادي، فقد صادفت استجابةً فوريَّةً في نُفوس الجماهير. فلِأوَّل مرَّة في تاريخ المسرح الجاد في مصر، تُشاهد الطبقة المُتوسِّطة صورتها في مسرحيَّات اجتماعيَّة مُعاصرة. وكان يُوسُف وهبي هو أوَّل من قدَّم للجُمهور المصري أوَّل دراما اجتماعيَّة باللهجة العاميَّة. وقد أثنى النَّاس على وهبي في كُل مكان، لا سيَّما في الأماكن التي كان أهلُ الفن يترددون عليها، كمقهى «فينكس» بِشارع عماد الدين، حيثُ كان الريحاني يُمضي أوقاته، بعد انفصاله عن أمين صدقي. وفي الوقت نفسه كان يُفكِّر في اتخاذ قرار بِشأن مُستقبله، إذ لم تكن لهُ فرقة بعد أن حلَّ فرقته قبل سفره إلى أمريكا الجنوبيَّة، ولا بطلة بعد أن تركته بديعة لِتعمل في صالتها، ولا مُؤلِّف لانشغال خيري في كتابة أوپريتات الكسَّار، ولا مسرح لأنَّ «برنتانيا» كانت تشغله المُطربة الشهيرة مُنيرة المهديَّة. وكان الريحاني ما زال يطمح في أن يُصبح مُمثلًا تراجيديًّا، وبخاصَّةً بعد نجاحه في مسرحيَّة «ريَّا وسكينة»، ويبدو أنَّ نجاح وهبي زاده إصرارًا على هذا الأمر. وذات يومٍ، بينما كان الريحاني جالسًا بالمقهى سالف الذِكر، بلغتهُ أنباء بِأنَّ نُجوم فرقة وهبي قد اختلفوا مع صاحبها، وانسحبوا منها. ووجدها الريحاني فُرصةً ثمينةً، فبادر باقتناصها، وتعاقد معهم جميعًا، وقرَّر لهم أُجورًا أعلى من أُجورهم السَّابقة. واستطاع بذلك تكوين فرقة من أقدر مُمثلي الميلودراما، وعلى رأسهم: روز اليُوسُف، وعزيزة أمير، ومُنسَّى فهمي، وسرينا إبراهيم، وحسن البارودي، وحُسين رياض، وأحمد علَّام. أمَّا بالنسبة للمسرح، فقد كانت هُناك صالة خالية مُجاورة لِمسرح «رمسيس» ومُلحقة بِمقهى اسمه «راديوم»، فاستولى عليها الريحاني وحوَّلها - خلال شهرين - إلى مسرح جيب أنيق، وزيَّنهُ بِتصميماتٍ بديعةٍ، وأطلق عليه «مسرح الريحاني». بقيت أمام الريحاني خُطوة أخيرة، هي الاستعداد لِتقديم مسرحيَّات مُناسبة. فوقع اختياره على ست مسرحيَّات أوروپيَّة مشهورة، وعهد إلى بعض المُترجمين بِمُهمَّة نقلها إلى العربيَّة الفُصحى. كما كلَّف أنطون يزبك بِتأليف مسرحيتين. وفي شهر حُزيران (يونيو) 1926م، أعلن عن مشروعه الجديد. لكنَّ هذه الأنباء قوبلت بازدراء وتشكُّك. وتساءل أحد الكُتَّاب باستهزاء: «هَل يَطمَع كِشكِش فِي أن يُبكِينَا كَمَا أَضحَكَنَا طِوَالَ هّذِهِ السَّنَوَات؟»، وأعرب آخرٌ عن ارتيابه في مقدرة الريحاني على تمثيل الأدوار الجادَّة، مُعتبرًا أنَّ سبب نجاحه طيلة هذه الفترة كان الفُكاهة والكوميديا، أمَّا الأدوار الجادَّة فلا دليل على نجاحه بها إلَّا من خلال مسرحيَّة «ريَّا وسكينة».
على الرُغم من هذه البداية غير المُشجعة، فقد افتتح الريحاني مشروعه الجريء في أوَّل شهر تشرين الثاني (نوڤمبر) 1926م، بِمسرحيَّة «المُتمرِّدة» (بالفرنسية: L'Insoumise)‏ لِپيير فروندي وترجمة فؤاد سليم. والفكرة الأساسيَّة في هذه المسرحيَّة هي حكمة الشاعر البريطاني روديارد كپلينگ القائلة بأنَّ الشرق شرق والغرب غرب ولن يلتقيا أبدًا. وتدور أحداث المسرحيَّة في بيئةٍ من الأرستُقراطيَّة الباريسيَّة المُعاصرة، حول غرامٍ عنيفٍ بين سيِّدةٍ فرنسيَّةٍ تُدعى «فابيين» (روز اليُوسُف)، وبين أميرٍ مُرَّاكشيّ يُدعى «فاضل» (الريحاني)، وكيف يصطدم غرامهما بِطباع كُلٍ منهُما: الطباع الفرنسيَّة المُتحرِّرة والمُرَّاكشيَّة العربيَّة والإسلاميَّة المُحافظة. وقد أكَّدت ليلة الافتتاح صدق المخاوف التي كانت تُراودُ البعض، فقد استقبل الجُمهُور مشروع الريحاني الجديد بِتشكُّك، مع أنَّ أحد النُقَّاد المُتعاطفين مع الريحاني والمُتحمسين لِإنتاجه الجديد ذكر في مقاله أنَّ الجُمهُور تأثَّر بِدور الريحاني وأنَّ الأخير استطاع أن يبعث في نفسهم شيءًا من الوُجوم والحُزن الهادئ، على الرُغم من أنَّ بضعة حركات بدرت منه استحضرت «ابتسامة بريئة» على وجوه الحاضرين. ومع ذلك، فإنَّ هُناك روايةٌ أُخرى عن هذا العرض، تقول بأنَّ الجُمهُور كان يسخر علنًا ويُطلق الضحكات بلا مُبرر. وقد تألَّم الريحاني أشد الألم من مسلك الجُمهُور، حتَّى أنَّهُ أخذ يبكي في حُجرة الملابس. وزاد الموقف حرجًا أنَّ الفكرة الأساسيَّة قد أُسيء فهمها، حين حسب البعض أنها تسخر من مظاهر الحياة الشرقيَّة. كما انتقدها البعض الآخر لِوُجود عُيوبٍ في الإخراج وفي الأدوار الثانويَّة. ولم يتجاوز إيراد المسرحيَّة في أُسبوعها الأوَّل 42 جُنيهًا. ولم يكن العرض الثاني أحسن حالًا من الأوَّل، وهو ميلودراما شعريَّة لِموريس ماترلينك، بِعنوان «موناڤانا» (بالفرنسية: Monna Vanna)‏، من ترجمة إبراهيم المصري. ويبدو أنَّ اختيار المسرحيَّة كان مُوفقًا، فقد أحسن المُترجم نقل لُغتها الرقيقة البليغة إلى العربيَّة الفُصحى. وجاءت أحداثها العنيفة المحبوكة مُناسبة لِميلودراما تُخاطب الجُمهُور. غير أنَّ هذه المسرحيَّة لم تفز أيضًا بِإعجاب الجُمهُور، وقد صرَّح النُقَّاد بأنَّ الريحاني ارتكب أخطاءً في الإخراج. وفي العرض التالي قدَّم الريحاني مسرحيَّةً بِعنوان «الجنَّة» التي مُثِّلت من 12 إلى 25 تشرين الثاني (نوڤمبر)، ثُمَّ أتبعها بِمسرحيَّة كوميديَّة - دراماتيكيَّة، بِعنوان «اللُصوص». ولم يُؤدِّ عرض هذه المسرحيَّة إلى تحسُّنٍ يُذكر على موقف الفرقة، وهبطت الإيرادات بِشدَّة، ممَّا اضطرَّ الريحاني إلى خفض مُرتبات المُمثلين بِنسبة 20%. ولم ترق المُمثلة الأولى روز اليُوسُف هذا الإجراء، وبادرت بِشن أولى حملاتها العديدة على الريحاني في صحيفتها. وأخيرًا اضطرَّ الريحاني إلى وضع حدٍ لِمشروعه، وحلَّ فرقته في 29 تشرين الثاني (نوڤمبر)، بعد أربعة أسابيعٍ فقط من الافتتاح.

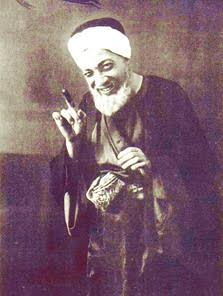
الرِّيحاني في دور كشكش بك الذي عاد إلى تقمُّصه بعد أن فشل في الأداء المسرحي الميلودرامي.

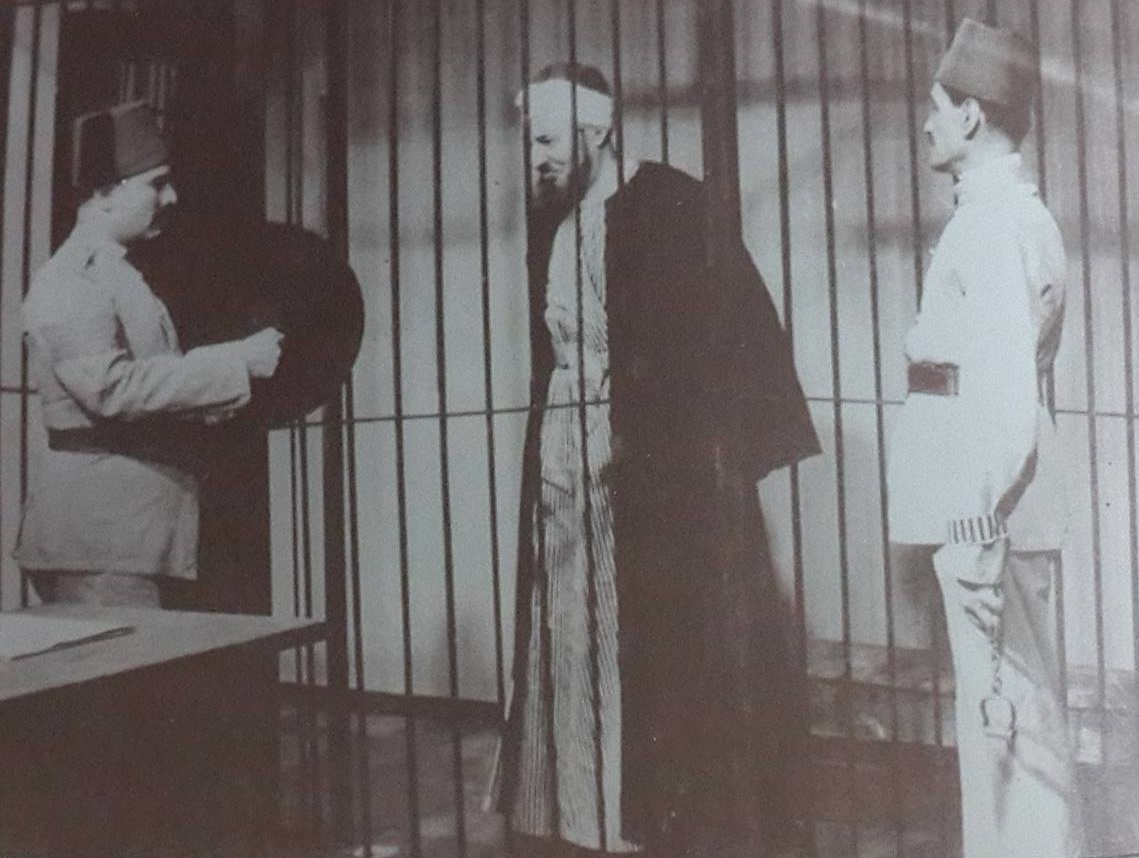
نجيب الريحاني على المسرح سنة 1927م وهو يُؤدّي شخصيَّة كشكش بك.

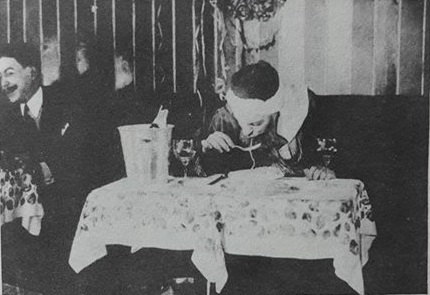
الريحاني في مسرحيَّة «كشكش بك في باريس».

خرج الريحاني من هذه التجربة مُفلسًا، فقد اضطرَّ إلى اقتراض مبالغ كبيرة لِيتمكَّن من إخراج برامج جديدة لم يكن يستطيع تمويلها. وجاء في مُذكراته أنَّهُ كان مدينًا بِأربعة آلاف ومائة (4,100) جُنيه لِثمانيةٍ وعشرين شخصًا، عندما حلَّ فرقته. وكان قد أنفق نصف المبلغ في تغطية نفقات الإخراج وحده. وهُناك عوامل أُخرى أدَّت إلى فشل هذه التجرُبة، وهي ضعف إدارته للفرقة. فبعد مُرور عدَّة أيَّام على الافتتاح، انسحب بعض المُمثلين والمُمثلات وعادوا إلى فرقة يُوسُف وهبي. وفي ليلة الافتتاح ارتفع الستار بعد الموعد المُحدد بِساعة، لِأنَّ روز اليُوسُف كانت مُعتلَّة المزاج، ولا ترغب بالظُهور على المسرح، على حين هدَّد مُمثلٌ آخر بِترك الفرقة نهائيًّا. وقوبلت الكثير من الحفلات بالصخب والوُجوم، وكان المُشاهدون يُقاطعون العرض بالصياح والضجيج. وكانت التذاكر تُباع مرَّتين، كذلك لم يكن الإداريُّون مُتعاونين مع الريحاني. وقد فسَّر البعض ما حدث بأنَّهُ مُؤامرة دبَّرها يُوسُف وهبي، الذي كان يخشى مُنافسة الريحاني له. لكن يظهر بأنَّ الاحتمال الأكبر لِفشل تلك المسرحيَّات هو اعتياد الجُمهُور على الأدوار الكوميديَّة للريحاني، فلم يتقبَّله في الأدوار الجادَّة. ولم تكن صحيفة «روز اليُوسُف» - التي كانت بطلة الفرقة تمتلكها - تُقدِّر هذه الظُروف، فانهالت هجماتها على الريحاني، وأخذت تُعدِّد مساوئه وتُبالغ في ذكر أخطائه. وقد أدَّت هذه الحملات، وما صاحبها من خيبة الأمل بِسبب فشل الريحاني في مُحاولته مع الميلودراما، إلى تحطيم معنويَّاته وتبديد أحلامه. ومُنذ ذلك الوقت، تحوَّل أُسلوب الريحاني المثالي المُجدِّد - الذي كان يتبعه في المراحل المُبكرة - إلى التهكُّم المرير. وفي الأعوام التالية، كان اهتمامه مُنصبًّا على سداد دُيونه، فكرَّس نشاطه لِإخراج مسرحيَّات مُربحة، لكنَّها كانت مُهمَّة شاقَّة في ذلك الوقت، بِسبب ظُروف المسرح الصعبة آنذاك. ففي أواخر عقد العشرينيَّات أخذ النشاط المسرحي يتقهقر بِصُورةٍ خطيرة، فقد بدأ الجُمهُور يفقد اهتمامه بالمسرح، لانصرافه إلى مجالاتٍ أُخرى للتسلية. ففقد يُوسُف وهبي - مثلًا - نسبةً كبيرةً من جُمهُوره على أثر الزيارات المُتتابعة لِلفرق الأجنبيَّة. وفي سنة 1925م، قامت أوَّل مُحاولة مُنظمة لِإنتاج فيلم مصري، وأبدى الجُمهُور تحمُّسه لِلأفلام الصَّامتة، كفيلم «ليلى». وقد صادفت الأفلام الأمريكيَّة إقبالًا جماهيريًّا، واجتذبت هي والأفلام المصريَّة نسبةً كبيرةً من جُمهُور المسرح. كذلك أقبل الجُمهُور على عُروض الصالات الموسيقيَّة، لِما كانت توفره لِلمُتفرِّج من مُتعةٍ سهلةٍ مُتنوِّعة، فصالة بديعة مصابني على سبيل المثال كانت تُقدِّم للحُضور مقاطع تمثيليَّة وغنائيَّة وعُروض رقص شرقي وغناء شرقي ومُوسيقى التخت، فكانت بهذا أشد روعة من عُروض المسرح الكوميدي. لِهذا، أقدم الريحاني - عندما عاد إلى الكوميديا - على حشد العناصر الموسيقيَّة في مسرحيَّاته. ولم تكن هذه المسرحيَّات - في بداية الأمر - تختلف كثيرًا عن مسرحيَّات «الأبيه دي روز» القصيرة، فقد كانت تدور حول «كشكش بك» وسائر الشخصيَّات النمطيَّة المألوفة، وتُعالج نفس الموضوعات، وتستخدم نفس التقنيَّات. وأخذ الريحاني يتنقَّل - دونما هدف فنِّي مُحدَّد - من استعراضات كشكش إلى أوپريتات من «ألف ليلة وليلة» وفارسات فرنسيَّة مُقتبسة. لكن خطّ النُمو بزغ مرَّة أُخرى - في أواخر هذه الفترة، عندما اتجه الريحاني إلى تصوير مُجتمع المدينة بِمزيدٍ من الواقعيَّة والنقد اللاذع.

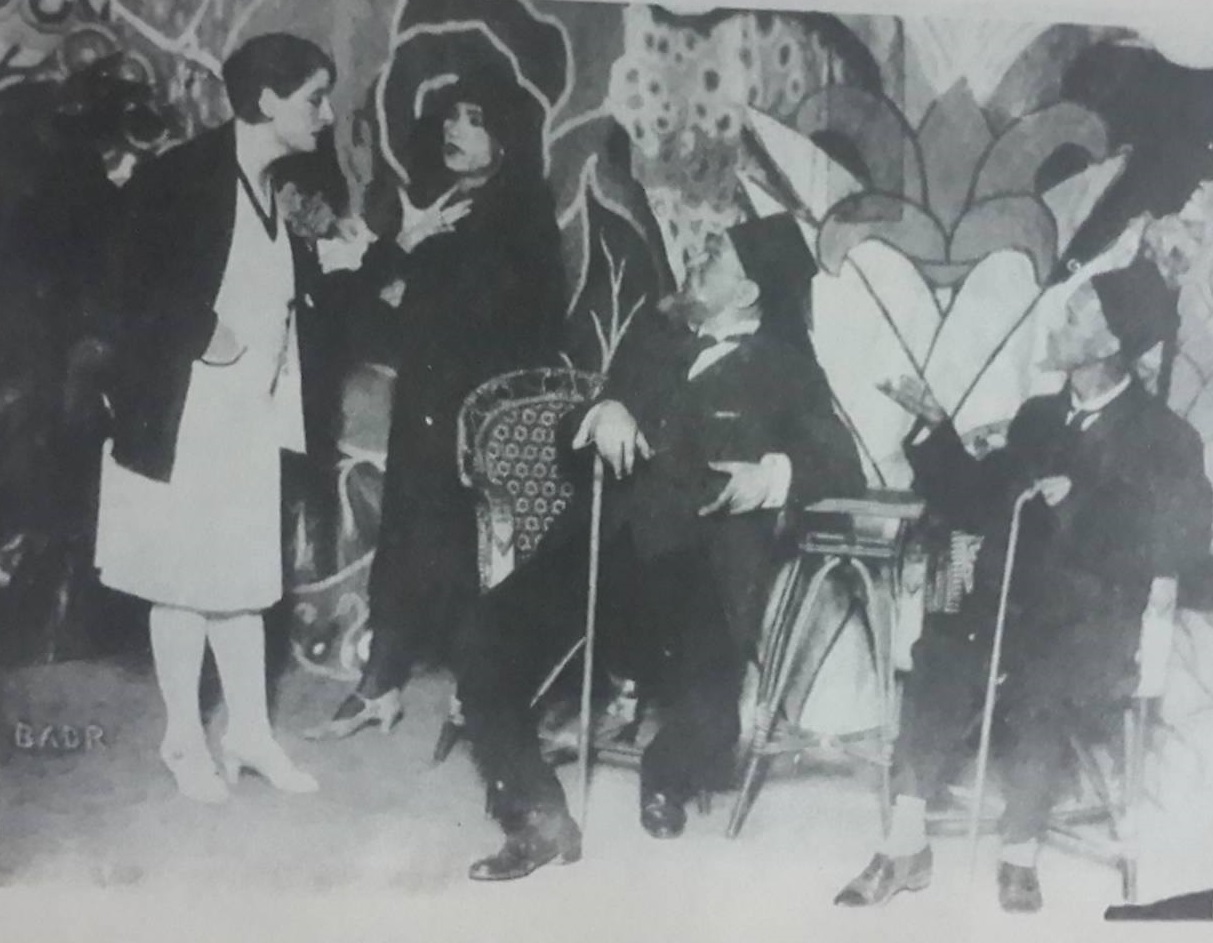
الريحاني (جالسًا في الوسط) وبديعة مصابني (واقفةً في أقصى اليسار) وحُسين إبراهيم (واقفٌ بينهما ويلعب دور المرأة الشلق)، في مسرحيَّة «أنا وأنت» سنة 1929م.

عاد الريحاني إلى مسرحيَّات «كشكش» في أوَّل الموسم الجديد، وكوَّن فرقةً جديدةً ضمَّ إليها طائفةً من ألمع مُمثلي الفارس، أمثال: حُسين إبراهيم، وألفرد حدَّاد، وعبدُ الفتَّاح القصري، وجُبران نعُّوم، وعبدُ النبيّ مُحمَّد، ومُحمَّد التوني، وسيِّد مُصطفى، ومُحمَّد كمال المصري الذي اشتهر باسم «شرفنطح». كذلك استعان الريحاني بِراقصةٍ يونانيَّةٍ جميلة تُسمَّى «كيكي»، واتفق مع صاحبة ملهى «كازينو دي پاري» واسمها «مارسيل لانجلوا» لِتمدُّه بِفرقة راقصات أوروپيَّات. ثُمَّ شرع الريحاني - بالاشتراك مع خيري - في إعداد مسرحيَّات جديدة، تدلُّ على دراسةٍ نفسيَّةٍ للجُمهُور، والتعرُّف على النواحي التي تنال إعجابه وتبلغ موضع الرضا منه. وفي أوَّل شهر شُباط (فبراير) 1927م، افتتحت الفرقة الجديدة موسمها باستعراضٍ فرانكوعربي بِعنوان «ليلة جنان»، الذي تلاهُ استعراض «مملكة الحُب» في 7 آذار (مارس)، ثُمَّ «الحُظوظ» في 17 نيسان (أبريل). وقد أحسن الجُمهُور استقبال هذه المسرحيَّات. وعلى الرُغم من ارتفاع أثمان التذاكر، فإنَّ المسرح كان يمتلئ بالمُشاهدين في كُل ليلة (ومُعظمهم من الأوروپيين والمصريين الأثرياء)، ليس فقط من أجل مُشاهدة «كشكش بك» - الذي كان لا يزالُ مُحتفظًا بِشعبيَّته - بل لِيستمتعوا أيضًا بِمُشاهدة العُروض الراقصة. وعقب انتهاء الموسم الأوَّل، قام الريحاني وفرقته بِرحلةٍ إلى بعض المصايف. لكنَّ وفاة الزعيم سعد زغلول باشا في شهر آب (أغسطس) 1927م جعل الكثيرين يعودون إلى القاهرة لِلمُشاركة في تشييعه. وقد تمكَّن الريحاني من مُواصلة عُروضه الصيفيَّة، إلَّا أنَّ إيراداته استمرَّت في الهُبوط. وفي شهر تشرين الثاني (نوڤمبر) من نفس السنة، قدَّم لهُ أمين صدقي «فارس - كوميدي» بِعنوان «يوم القيامة»، لِيفتتح بها الموسم الشتوي. لكنَّ الريحاني اضطرَّ إلى استبدال مسرحيَّة قديمة بها، حتَّى يتمكن هو وخيري من كتابة مسرحيَّة جديدة، جاءت بِعنوان «عشان بوسة»، التي مُثِّلت في 3 كانون الأوَّل (ديسمبر) 1927م المُوافق فيه 9 جُمادى الآخرة 1346هـ، وحقَّقت نجاحًا عظيمًا. وقد تلتها مسرحيَّتان من لون الفارس هُما: «آه من النسوان!» التي مُثِّلت خلال شهر شُباط (فبراير) 1928م، و«ابقى اغمزني» التي مُثِّلت في شهر نيسان (أبريل) 1928م. وبعد انتهاء هذا الموسم، وبرُغم ما حلَّ بالريحاني من إرهاق، فإنَّهُ لم يستطع البقاء فترة الصيف بلا عمل كونه كان في أشد الحاجة إلى النُقود. وسُرعان ما انتقل بِفرقته إلى مسرحٍ مكشوفٍ بِالجيزة، وهو مسرح «الفانتازيو»، حيثُ كان يُوجد مقهى، يستطيع فيه المُتفرجون مُشاهدة مسرحيَّات الريحاني الطويلة بِثمن كوب جعَّة، كما يستطيعون - في أثناء الاستراحة - الرقص على أنغام فرقة الجاز. ولم تكن هذه الظُروف لِتجعل من «الفانتازيو» مسرحًا مثاليًّا، إلَّا أنَّها ساهمت في إنجاح هذه المسرحيَّات. وفي مُنتصف شهر تمُّوز (يوليو)، انتهى عقد الريحاني بِمسرح «الفانتازيو»، فتعاقد مع مسرح صيفي بالإسكندريَّة. وفي أثناء إقامته بها، توسَّط أصدقاؤه لِإعادة العلاقة بينه وبين بديعة، فقبل كونه كان واثقًا من أنَّ وُجود بديعة بِفرقته سيكون خير سندٍ لها. ذلك أنَّ «كيكي» لم تكن قادرة على شغل الفراغ الذي تركته بديعة، ومن ثُمَّ كان الريحاني في أشد الحاجة إلى بطلةٍ لِفرقته. ولا شكَّ في أنَّهُ كان لا يزال يُحب بديعة. وفي المسرحيَّة التالية حاملة عنوان «ياسمينة»، التي أخرجها في نهاية سنة 1928م، ظهرت معهُ بديعة كزوجةٍ وفيَّةٍ مُخلصة، وحقَّقت المسرحيَّة نجاحًا عظيمًا، وأثنى عليها النُقَّاد نظرًا لِتعاون الريحاني مع بديعة، ولِروعة ملابسها وتصاميمها. وفي ذلك الوقت، صرَّح الريحاني بأنَّ لديه ما يكفيه من أوپريتات لِفترة من الزمن، واستطاع إقناع بديعة بأن تُمثِّل في كوميديا خفيفة بِعنوان «أنا وأنت»، التي أخرجها في شهر كانون الثاني (يناير) 1929م. وفي شهر شُباط (فبراير)، مثَّلت الفرقة بعد انتهاء عرض «أنا وأنت» مسرحيَّة أكثر أهميَّة، بِعنوان «علشان سواد عنيها»، وهي تتناول موضوعًا أخلاقيًّا في إطارٍ هزلي، ولم تظهر فيها شخصيَّة «كشكش». لكنَّ الريحاني عاد مرَّة أُخرى - في عرضه التالي في شهر أيَّار (مايو) - إلى تهريجيَّة «كشكش»، وهو استعراضٌ بِعنوان «مصر في 1929»، سلَّط فيه الأضواء بِقوَّة على موضوع التفرنُج، مُستوحيًا من الأحداث التي وقعت في أفغانستان في نفس السنة، عندما طُرد ملُكها أمان الله خان لِمُحاولته فرنجة البلاد. وقد اختتم الريحاني موسمه بِمسرحيَّة «القاهرة 1929»، وبها أيضًا، انقطعت علاقة بديعة بِفرقة الريحاني. فقد دبَّ الشجار بينهما، وعادت بديعة إلى صالتها. ولمَّا كان طلاقهما مُستحيلًا، لِأنَّهُما يُدينان بالمسيحيَّة الكاثوليكيَّة،(2) فقد انفصلا مدنيًّا، وظلَّا مُنفصلين مُنذ ذلك التاريخ. وقد ضاعف هذا الموقف من إحساس الريحاني بِالمرارة، غير أنَّهُ تمكَّن من سداد دُيونه القديمة.
وفي موسم الصيف، تشعَّب نشاط الريحاني بين مسرح «الفانتازيو» المكشوف والإسكندريَّة. وفي نهاية الصيف، أُصيب بإرهاقٍ شديد، فقرَّر القيام بِإجازةٍ صغيرةٍ قبل بداية الموسم الجديد، واضطرَّ معها إلى اقتراض ثلاثين جُنيهًا. وقد ضاعف هذا الموقف من إحساس الريحاني بِالمرارة، غير أنَّهُ تمكَّن من سداد دُيونه القديمة. وجاءت المسرحية الجديدة - وهي أوپريت «نجمة الصباح» - كما لو كانت تحديًا لِبديعة. ويقول الريحاني في مُذكراته، إنَّهُ قرَّر إخراج أوپريت أُخرى لأنَّ البعض نصحهُ بِالإكثار من العناصر الموسيقيَّة في مسرحيَّاته. ورُبما أراد الريحاني أن يُبرهن لِبديعة أنَّهُ يستطيع العمل بدونها، ولم تكن المُطربة التي استعان بها - واسمها هُدى قصبجي - قادرة على مُنافسة بديعة، برُغم جمالها وخفَّة ظلِّها. وكان دورها شبيهًا بِدور بديعة في الأوپريتات السَّابقة. وفي الموسمين التاليين، عاد الريحاني وهو مُمتلئ تحمُسًا إلى إخراج الفارسات والاستعراضات. وقد مُثِّلت أوَّلُها في شهر كانون الأوَّل (ديسمبر) من تلك السنة، وهي فارس بِعنوان «اتبحبح»، ويقول الريحاني في مُذكراته إنَّها أوَّل اقتباسٍ له عن الفرنسيَّة. وفي شُباط (فبراير) 1930م، أتبعها الريحاني بِأوپريت «ليلة نغنغة». ثُمَّ باستعراضٍ مكتوبٍ بِتعجُّل، بِعنوان «القاهرة، باريس، نيويورك»، الذي مُثِّل في شهر آذار (مارس). وقد فُقد نصَّا المسرحيتين، وذكر الريحاني ما يُفيد بأنَّ ضياعهما لا يُمثلُ خسارة تُذكر كونهما «أتفه الابتكارات البشريَّة» على حد قوله. وفي شهر أيَّار (مايو) 1930م، انتهى الموسم المسرحي، فاصطحب الريحاني فرقته في رحلةٍ إلى سوريا ولُبنان وفلسطين. لكنَّهُ لم يظفر من رحلته بما كان يؤمله من نجاحٍ ماديٍّ، فقد ظلَّ أمين عطا الله يحتكر شعبيَّة «كشكش» في البلاد الشَّاميَّة، ولِهذا استُقبل الريحاني هُناك بِفُتور. وفي نفس الوقت استطاع المُتعهِّد أن يختلس نسبةً كبيرةً من الأرباح. من أجل ذلك وافق الريحاني على تمثيل فيلم عن «كشكش» بعد عودته إلى القاهرة في أيلول (سپتمبر). والفيلم بِعنوان «صاحب السعادة كشكش بك»، الذي ارتجلهُ الريحاني ارتجالًا. وفي خلال موسم 1930 - 31، أخرج الريحاني ثلاث فارساتٍ مُضحكة أوَّلها: «أموت في كده»، وقد مُثِّلت في 6 تشرين الثاني (نوڤمبر) 1930م، والثانية «عبَّاسيَّة»، في 22 تشرين الثاني (نوڤمبر)، والثالثة «حاجة حلوة» في شُباط (فبراير) 1931م. وفي تلك المرحلة، أصبح مفهوم فارسات الريحاني وتقنيَّاتُها، أشد عُمقًا عنهُ في فارسات المرحلة المُبكرة. فقد تفوَّقت على تلك الأخيرة في تصويرها الواقعي للشخصيَّات، كما اشتملت على قسمات أكثر وُضوحًا من الكوميديا الحقيقيَّة، ويُحتمل أنَّ السبب وراء ذلك كان تجارب الريحاني المريرة وإحساسه بالألم والخيبة أكثر من مرَّة، فعكس هذا الأمر في مسرحيَّاته، حتَّى أصبحت الفارسات المُتشائمة عنده ضربًا من الهُروب النفسي، وأصبح التهكُّم - وليس المرح - يُسيطرُ على فنِّه، وجعلتهُ النظرة السَّاخرة بالجُمهُور يستغل مرارًا هذا النوع من المسرحيَّات الذي يسهل فيه النجاح التجاري، حتَّى قيل أنَّهُ عند هذه النُقطة، كانت رؤياه الكوميديَّة كفنَّان تزداد نُضجًا.

### مرحلة نُضوج الريحاني كفنَّان كوميدي (1931 - 1935م)

عميد الأدب العربي الدُكتور طٰه حُسين، أحد أبرز الدُعاة إلى تحرير المسرح من التأثير الأوروپي وتمصيره.

طرأ تحوُّلٌ مُدهشٌ على مسيرة الريحاني الفنيَّة خلال سنة 1931م، إذ اقتبس مسرحيَّة «توپاز» لِمارسيل پانيول. وكانت هذه أجرأ خُطوة يتخذها نحو الكوميديا الجادَّة، وقد اعتبرها الخُبراء والباحثون ذات أهميَّة بالغة في مسيرة الريحاني - على الرُغم من فشلها - لأنها تشهد بداية نضج الريحاني كفنَّان كوميدي. ذلك أنَّ الأخير انتقل بِتلك المسرحيَّة إلى مفهومٍ جديدٍ في مجال الكوميديا، لِأنَّ «توپاز» ساتير أخلاقيَّة رقيقة أكثر انتماءً إلى الدراما الاجتماعيَّة. فهي تتناول الفساد في الدوائر الماليَّة في فرنسا والمُجتمع الفرنسي بِوجهٍ خاص، لِهذا فالمال هو موضوعها الأساسي. وقد ركَّز الريحاني في نصِّه المُقتبس على مُعالجة مضامين أخلاقيَّة اجتماعيَّة، بِعنايةٍ وجديَّةٍ لا تتركان معها مجالًا لِلكوميديا، ورسم السيناريو بِشكلٍ واقعيٍّ يعكس مُجتمع المدينة المصريَّة. ولم يكن تطوُّر الكوميديا الجادَّة عند الريحاني - في ثلاثينيَّات القرن العشرين - يُمثِّلُ ظاهرةً مُنعزلة. ذلك أنَّ الوعي القومي في مصر كان في نُموّ. وكانت جميع مظاهر الحياة والآداب والفُنون قد أخذت تخلع عنها الثوب الأوروپي رُويدًا رُويدًا وتتجه نحو عكس مظاهر الحياة والثقافة العربيَّة والمشرقيَّة، وأصبح البحث عن الذَّات القوميَّة والحاجة إلى تأكيدها يُشغل بال غالبيَّة المُفكرين، وفي مُقدمة هؤلاء توفيق الحكيم - الذي كان يُطالب بِإحياء كُل ما هو مصري - فأقدم على كتابة تراجيديا مصريَّة بِعنوان «أهل الكهف»، قائلًا أنَّهُ كتبها على «أُسسٍ مصريَّة». ومن هؤلاء المُفكرين أيضًا طٰه حُسين الذي كان يرى أنَّ جوهر الثقافة المصريَّة هو في تُراثها الفرعوني والإسلامي وفي استعارة أفضل ما في الحياة الأوروپيَّة الحديثة. وهذا الوعي القومي، لم تُعبِّر عنهُ كتابات المُفكرين والمُؤلفين المسرحيين فحسب، بل عبَّر عن نفسه أيضًا بِصُورةٍ أكثر ظُهورًا، في المسرح. فقد ازداد نُقَّادُ المسرح إلحاحًا في المُطالبة بِمسرحٍ مصريٍّ صميم. أمام هذا الواقع، رأت الحُكومة المصريَّة أنَّ الاعتناء بالمسرح واجبٌ وضرورة كونه حصنٌ للثقافة الوطنيَّة والقوميَّة، فأنشأت سنة 1930م «المعهد العالي للتمثيل»، وهو الأوَّل من نوعه في تاريخ المسرح المصري، وخصَّصت إعالة ماليَّة سنويَّة لِلفرق المسرحيَّة. وبهذا، يصحُ القول بأنَّ الحركة الأيديولوجيَّة في تلك الفترة سمحت للريحاني أن يرتفع بِأعماله إلى مُستوى المسرح الاجتماعي الأخلاقي، فأطلق على مسرحيَّته المُقتبسة عن «توپاز» عنوان «الجنيه المصري»، وناقش فيها مادية المجتمع وفساده بِمرارة المثالي البائس. وقد بدأ عرض هذه المسرحيَّة في 3 كانون الأوَّل (ديسمبر) 1931م المُوافق فيه 23 رجب 1350هـ، بِمسرح «الكورسال» الأرُستقراطي. وقد سقطت المسرحيَّة على الفور، وبلغ إيراد الافتتاح ثلاثين جُنيهًا، ثُمَّ انخفض في الليلة التالية إلى ستَّة جُنيهات، وإلى ثلاثة جُنيهات في الليلة الثالثة. فقد استقبل الجُمهُور المسرحيَّة بِفُتور، واختلفت بِشأنها آراءُ النُقَّاد، فالمسرحيَّة - من وجهة نظر الجُمهُور - غير مُشوِّقة، لِخُلوِّها من «الفارس» والمُوسيقى، اللذين كانا - حتَّى ذلك الوقت - عُنصرين رئيسيين في كوميديا الريحاني، وقد اعتاد عليها الجُمهُور طيلة أربعين سنة من تاريخ المسرح المصري، كما لم تضم شخصيَّات نمطيَّة ومواقف مُضحكة أو هزليَّة.
كانت خيبة الأمل التي تلقَّاها الريحاني بعد فشل مسرحيَّته مُرَّةً للغاية، ولأنَّهُ كان واقعًا تحت رحمة الجُمهُور، فإنَّهُ لم يكن يستطيع اعتزلهم ومفاهيمهم، أو أن ينتظر مجيء جُمهُورٍ أكثر نُضجًا. وهو على عكس مُعاصريه - مثل توفيق الحكيم - لم يكن يستطيع أن يكتب للمدى البعيد، فقد كان مُرتبطًا بالمنصة مُباشرةً. لِذلك وصف مسرحيَّته التالية بِأنَّها «انتقامه من الجُمهُور»، وهي استعراض فرانكوعربي بِعنوان «المحفظة يا مدام». وقد جاءت شبيهة بِإنتاج العشرينيَّات، من حيث أنَّها تتألَّف من سلسلة من المشاهد المُفكَّكة المليئة بالنِّكات والمُؤثرات الكوميديَّة والاستعراضات الرَّاقصة. وكان المسرح يحتشد بالمُتفرِّجين كُل ليلة. والعرض الثالث في ذلك الموسم هو مسرحيَّة «الرفق بالحموات» لِأمين صدقي. ويبدو أنها لم تلقَ نجاحًا كبيرًا، بِدليل أنَّ عرضها لم يستمر سوى أُسبوعٌ واحد. وأخيرًا، أخرج الريحاني - في شهر آذار (مارس) - استعراضًا موسيقيًّا آخر بِعنوان «أولاد الحلال». وبِهذه المسرحيَّة انتهى الموسم. وقد ذاق الريحاني المرارة لِسُقوط «الجُنيه المصري»، لِأنَّهُ أحسَّ بِإخفاقه في الارتفاع بِذوق الجُمهُور وأنَّهُ فقد معهُ الأمل في تحقيق ذلك. وقد ضاعف من مرارته، أنَّ الدولة منحتهُ الجائزة الرابعة فقط عن هذا الموسم، على حين نال يُوسُف وهبي الجائزة الأولى. وقد اضطرَّ الريحاني إلى الاستدانة لِتغطية نفقات هذه المسرحيَّة. نتيجة هذا الفشل وما تلاه من إحباط، فكَّر الريحاني باعتزال المسرح. وبعد فترةٍ طويلةٍ من الراحة، وافق على العمل بِمسرح «الفانتازيو» الصيفي بالجيزة، الذي عُرف باسم «سمر فوليز» (بالإنجليزية: Summer Follies)‏. هُناك كانت الفرقة تُمثِّل - في أغلب الأيَّام - مسرحيَّة مُختلفة في كُل ليلة. وكان يُقدَّم بِمُصاحبة العُروض - التي كانت تتراوح بين مسرحيَّاتٍ قديمةٍ مُعادة مثل «ياسمينة» وأُخرى حديثة - استعراضاتٍ راقصة وأغاني ومونولوجات. وقد صادف الموسم الصيفي نجاحًا عظيمًا بِسبب إقامة العُروض في الهواء الطلق وانخفاض أسعار الدُخول بِأكثر من نصف أسعار المسارح الشتويَّة. لكنَّ الريحاني أحسَّ - مع اقتراب موسم الشتاء - بأنَّهُ لا يستطيع مُواجهة جُمهور القاهرة. لِهذا قرَّر القيام بِرحلةٍ إلى بلاد المغرب: تُونُس والجزائر ومُرَّاكش. وكان يأمل من وراء هذه الرحلة دعم مركزه المالي المُهتز. وعندما وافق أحد الخواجات على تمويل الرحلة في مُقابل نسبة من الأرباح، أسرع بالسفر في شتاء سنة 1932 - 1933م، بعد أن تمَّ الصُلح بينه وبين بديعة مصابني، التي رافقته في رحلته هذه إلى المغرب.

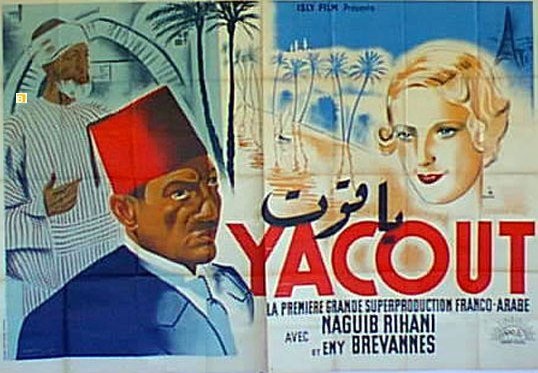
مُلصق فيلم «ياقوت» الذي مثَّلهُ الريحاني في فرنسا.

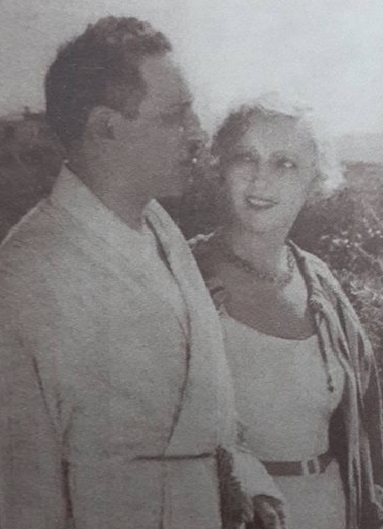
نجيب الريحاني وأيمي بريڤان في فيلم «ياقوت» المُصوَّر في باريس.

استُقبل الريحاني بِحفاوةٍ في البُلدان التي زارها. هُناك مثَّل بعض أوپريتاته القديمة من أمثال: «الشَّاطر حسن» و«الليالي الملاح» و«ليالي العز» و«البرنسيس». وقد مثَّل هذا اللون بالذَّات لِأنَّ الجُمهور العربي غير المصري كان ما زال يتذوقه. لكنَّ الرحلة انتهت بِكارثة ماليَّة، فقد سبَّب لهُ المُتعهِّد المُحتال خسائر ماليَّة فادحة، حتَّى إنَّهُ أفلس في نهاية الرحلة. وعندما عاد إلى القاهرة - في شهر نيسان (أبريل) 1933م - بدأ يُواجه مزيدًا من المتاعب، لِأنَّ الحُكومة المصريَّة حرمته من المُساعدة الماليَّة عن تلك السنة، نظرًا لِتغيُّبه عن الموسم المسرحي. بِجانب هذا، فقد تشاجرت معه بديعة وشنَّت عليه حملة في الصُحف، مُتهمةً إيَّاه بِأنَّهُ فنَّانٌ كسولٌ. هذه العوامل وحدها، ضاعفت آلامه وجعلته أشد عداءً لِلمسرح. وفكَّر - مرَّة أُخرى - في الاعتزال بحُجَّة أنَّهُ بدأ يكره المسرح. وفي تلك الفترة، أتاه عرضٌ من أحد الأثرياء الشوام المدعو «إميل خوري»، والمُقيم في فرنسا، يدعوه لِتمثيل فيلم عربي في باريس من إنتاج شركة «إخوان جومون» الفرنسيَّة، فقبل على الفور. وكان الريحاني مُفلسًا تمامًا حتَّى أنَّ خوري أرسل إليه تذكرة السفر، ولمَّا وصل إلى باريس وقَّع عقدًا لِتمثيل أفلام ثلاثة لِمُدَّة ثلاث سنوات سنويًّا. والظاهر أنَّهُ لم يكن ينوي العودة إلى المسرح. وحمل الفيلم الأوَّل عنوان «ياقوت»، وتناول قصَّة موظف مصري طيِّب يشغل وظيفة مُتواضعة، وفجأة يبتسم لهُ الحظ ويُصبح ثريًّا. ووصف الريحاني هذا الفيلم أنَّهُ جاء هزيلًا، وتمَّ بإمكانيَّاتٍ فقيرة. لكنَّ عزاءه الوحيد هو أنَّ الفيلم ملأ جُيوبه الخاوية بالمال. وفي باريس تلقَّى الريحاني برقيَّة تتعجَّل عودته إلى القاهرة، ويعرض عليه مُرسلها العمل بِمسرح «برنتانيا»، ففرح الريحاني فرحًا كبيرًا لِهذه الفُرصة. فقد كان كارهًا للسينما على الدوام، وتضاعف كُرهه لها بعد فيلم «ياقوت»، كما كان يشعر بالحنين إلى المسرح كما قال في مُذكراته: «... فَفَكَّرتُ فِي ذَلِكَ الفَنِّ الجَمِيلِ الذي أَحبَبْتُه مِن كُلِّ قَلبِي، وَتَمَلَّكت هِوَايَتَهُ نَفسِي، وَاحتَلَّ حُبَّهُ فُؤَادِي، حَتَّى صَارَ كَالحَسنَاءِ التي أَخلَصَت لِي وَأخلَصتُ لَهَا. فَهَل أَستَطيعُ هَجرَ هَذهِ المَعبُودَة؟ كَلَّا... وَأَلفُ مَرَّةٍ كَلَّا». من أجل هذا أبحر الريحاني عائدًا إلى مصر في شهر كانون الأوَّل (ديسمبر) 1933م.

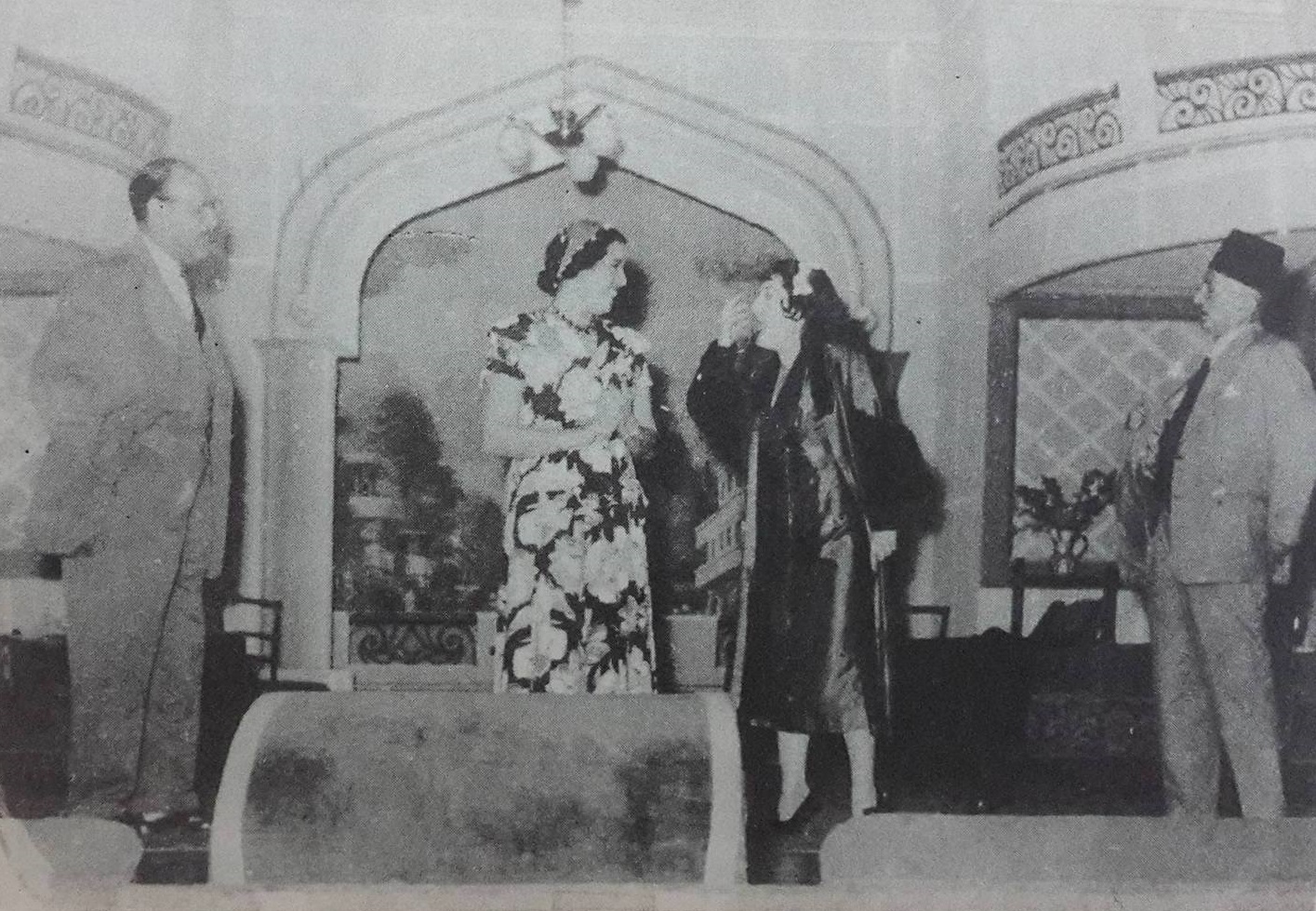
فرقة الريحاني الجديدة: مُحمَّد كمال المصري، وميمي شكيب، وسراج مُنير، في إحدى مسرحيَّات الفرقة.

وفي 11 آذار (مارس) 1934م المُوافق فيه 26 ذو القعدة 1352هـ، عاد الريحاني إلى المسرح بالكوميديا الجديدة: «الدُنيا لمَّا تضحك»، وقد حقَّقت المسرحيَّة نجاحًا طيبًا، كما كان لِعودة الريحاني وقعٌ عظيمٌ في نُفوس المُتفرجين، الذين امتلأ بهم المسرح ليلة الافتتاح، ويصف الريحاني في مُذكراته هذا الحدث قائلًا أنَّ الجُمهُور استقبلهُ بِعاصفةٍ من التصفيق عقدت لسانه، فبكى مُتأثرًا. وغفر الريحاني لِلجُمهُور كُل ما بدر منه، وخفَّت - بِمُرور الوقت - المرارة التي ذاقها بِفشل «الجُنيه المصري». وفي هذا الموسم ضمَّ الريحاني إلى فرقته عدَّة أسماء جديدة، منها: بشارة واكيم الذي كان يتمتَّع بِموهبة الحُضور الكوميدي - على المنصَّة - بِدرجةٍ تلي الريحاني مُباشرةً، كما ضمَّ ماري مُنيب التي تخصصت في أدوار الحماة، بالإضافة إلى فؤاد شفيق، ومحمود رضا، وتوفيق صادق، وحسن فائق، وجُبران نعُّوم، وعبدُ الفتَّاح القصري. وفي الفترة الباقية من الموسم، مثَّل الريحاني - بدلًا من «الدُنيا لمَّا تضحك» - مسرحيَّة من لونه القديم، ثُمَّ اتُفق على إحياء موسم الصيف بِمسرح «لوناپارك» الصيفي بالإسكندريَّة. وهُناك ظلَّت الفرقة تعمل حتَّى نهاية شهر أيلول (سپتمبر). وفي تشرين الأوَّل (أكتوبر)، وقَّع الريحاني عقدًا مع فتاة شاميَّة جميلة هي زينب شكيب التي اشتهرت باسم «زوزو شكيب»، وفي وقتٍ لاحق انضمَّت إلى الفرقة شقيقتها أمينة التي اشتهرت باسم «ميمي شكيب». وفي تلك الفترة تقريبًا انضمَّ استيفان روستي أيضًا إلى الفرقة، وأصبح عُضوًا دائمًا بها. وقد كتب بديع خيري - في صحبة هذه الفرقة القويَّة - كوميديتين جديدتين لِموسم 34 - 1935م، أولاهُما: «الشَّايب لمَّا يدلَّع»، التي اعتبرها الريحاني كوميديا اجتماعيَّ أخلاقيَّة راقية. أمَّا المسرحيَّة التالية فكانت استعراض بِعنوان «الدُنيا جرى فيها ايه؟»، التي مُثِّلت في 23 شُباط (فبراير) 1935م المُوافق فيه 20 ذو القعدة 1353هـ، وقد أحيا فيها الريحاني صيغة «كشكش بك». وقُرب نهاية شُباط (فبراير)، مرُض الريحاني أثناء العرض. وعندما علم الجُمهور أنَّ نُقودهم ستُرد إليهم، أصرّوا على مُواصلة العرض بِدافع من حماسهم الشديد للريحاني. واستمرَّ الريحاني في تمثيل دوره تلك الليلة. لكنَّ الفرقة توقفت في الأيَّام التالية، حتَّى شهر آذار (مارس). ولمَّا استردَّ الريحاني صحته، قدَّم هاتين المسرحيتين في جولةٍ بالأقاليم المصريَّة. وبانتهاء هذا الموسم انتهت تلك المرحلة من حياة الريحاني الفنيَّة، واقترب من قمَّة تطوُّره وعطاءه كفنانٍ ناضج.

### مرحلة الفنَّان الناضج (1935 - 1939م)

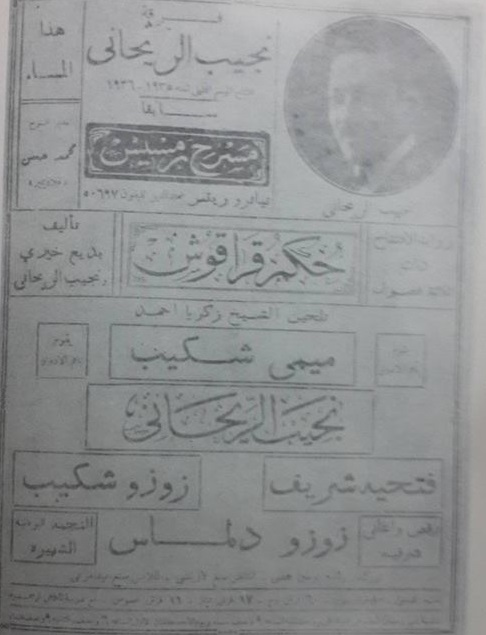
إعلان مسرحيَّة «حُكم قراقوش».

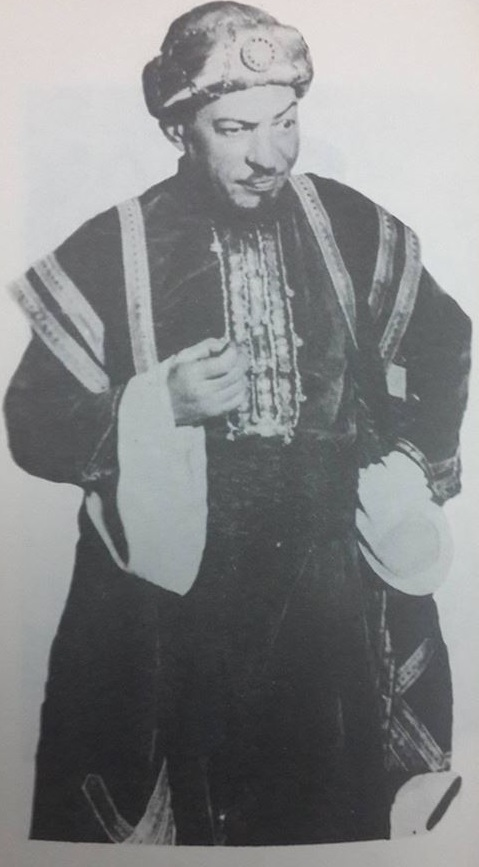
الريحاني بِدور «بُندق» - الإنسان البسيط والفقير - في مسرحيَّة «حُكم قراقوش».

خلال الفترة المُمتدَّة بين عاميّ 1930 و1952م، تعاقبت على مصر عدَّة أزمات اقتصاديَّة نجم عنها الكثير من الأزمات الاجتماعيَّة والمشاكل المعيشيَّة، وفي تلك الفترة نمت البُرجوازيَّة المصريَّة بشكلِ ملحوظ، نتيجةً لانتشار التعليم من جهة، ولِلتوسُّع في إقامة الصناعات من جهةٍ أُخرى. وحتَّى سنة 1930م كانت غالبيَّة دور الصناعة المصريَّة ملكًا للأجانب الأوروپيين، ولكنَّ المصريين أخذوا - بعد سنة 1930م - يملكون العديد من المُنشآت الحديثة. وقد أدَّى اتساع رقعة المُستهلكين الوطنيين لِلسلع الحديثة، إلى تنمية نشاط التُجَّار والماليين المصريين، الذين كونوا مع الصناعيين طبقة غنيَّة. وأصبح صغار الموظفين والعاملين عُرضة استغلال أصحاب الرُتب الكبيرة، كما ترافق كُل ذلك مع فسادٍ سياسيٍّ في دوائر الدولة. فشكَّلت كُل تلك المواضيع مادَّةً دسمةً استند عليها الريحاني في مسرحيَّاته التالية، لِتسليط الضوء على مشاكل المُجتمع العديدة. حملت أولى مسرحيَّات الريحاني لِتلك الفترة عنوان «حُكم قراقوش»، وهي تُعتبرُ ساتيريَّة، وتتحدث عن الاستبداد السياسي الذي جرى في عهد رئيس الوُزراء إسماعيل صدقي باشا، وتسخر منهُ ومن الملك فُؤاد الأوَّل وسائر حاشيته، بعد أن أقدم صدقي على إلغاء النظام الديمُقراطي من خِلال حل البرلمان وإلغاء دُستور سنة 1923م الذي كان يحمي كُل الحُريَّات، واستبدل به دُستورًا آخرًا، وأطلق يد الملك، وعدَّل النظام الانتخابي وأخضعهُ لِرقابةٍ صارمة. ولم تكن الأحزاب السياسيَّة المُتشاحنة تجرؤ على الثورة، خشية أن يؤدي ذلك إلى مزيدٍ من التدخُّل البريطاني. وهكذا انغمس الملك والحُكومة بالصراع على السُلطة مع مُختلف الأحزاب ذات المطامع السياسيَّة، مُتناسين شقاء الجماهير وبؤسها. ومن تلك الشقَّة الهائلة - التي كانت تفصل بين الحاكم والمحكوم - وُلدت الفكرة الرئيسيَّة لِمسرحيَّة «حُكم قراقوش»، التي قُدِّر لها أن تكون دُرَّة أعمال الريحاني المسرحيَّة. أدَّى الريحاني في هذه المسرحيَّة دور «بُندق»، وهو إنسانٌ فقير سيّئ الحظ، يجد نفسه - بِتدخُلٍ من القدر - في قصر السُلطان، حيثُ يؤدي دور الحاكم لِفترةٍ قصيرة. وتجري أحداث المسرحيَّة في أثناء حُكم بهاء الدين قراقوش، الذي عيَّنهُ السُلطان صلاح الدين الأيوبي حاكمًا على القاهرة، في القرن الثاني عشر الميلاديّ، واشتهر بِقسوته وشدَّته حتَّى أصبحت عبارة «حُكم قراقوش» كناية مصريَّة خُصوصًا وعربيَّة عُمومًا يُكنى بها الاستبداد السياسي، مما كان يتناسب مع تلك الفترة من تاريخ مصر. كانت مسرحيَّة «حُكم قراقوش» أقوى ساتيرات الريحاني حتَّى ذلك الوقت، وقد نجحت على الفور، وغصَّت الصالة بالمُتفرجين كُل ليلة. وقد شاهد إسماعيل صدقي باشا هذه المسرحيَّة، وهنَّأ الريحاني عليها شخصيًّا. وقد عُرضت تلك المسرحيَّة على مسرح «ريتس» - الذي عُرف بِمسرح رمسيس سابقًا - الذي انتقل إليه الريحاني مع فرقته واستمرَّ يعمل به حتَّى اعتزاله.

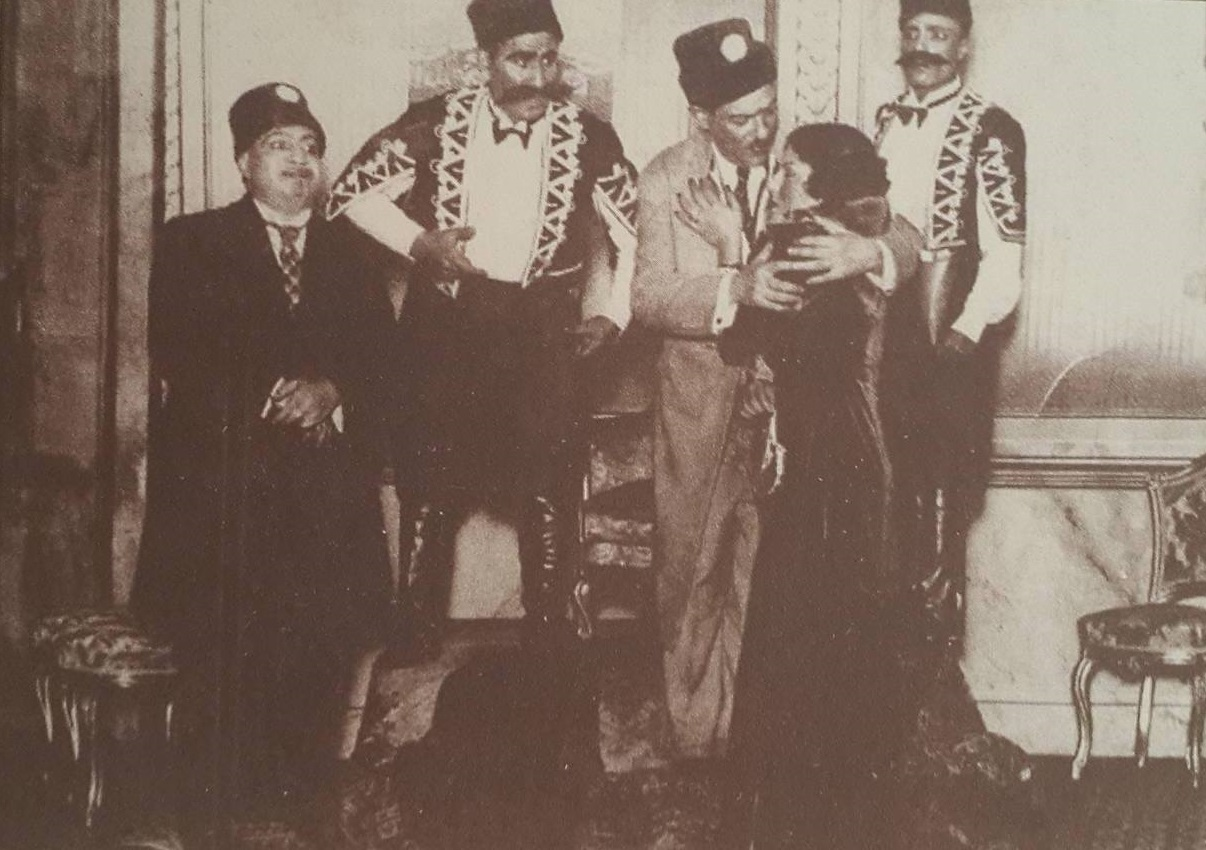
الريحاني وبعض أعضاء فرقته يُؤدون أدوارهم في مسرحيَّة «قسمتي» سنة 1936م.

استمرَّ عرض «حُكم قراقوش» حتَّى 4 كانون الثاني (يناير) 1936م المُوافق فيه 10 شوَّال 1354هـ، وتلتها مسرحيَّتان جديدتان. أولاهُما مسرحيَّة «مين يعاند ست»، التي مُثِّلت في 23 كانون الثاني (يناير) 1936م المُوافق فيه 29 شوَّال 1354هـ. والمسرحيَّة الثانية هي «فانوس أفندي»، التي بدأ عرضها في 16 نيسان (أبريل) 1936م المُوافق فيه 5 صفر 1355هـ. وانتهى الموسم في شهر نيسان (أبريل)، واحتفل الريحاني وخيري بنجاحه بأن قاما بِإجازةٍ قصيرةٍ إلى قبرص. وفي شهر آب (أغسطس) 1936م، وقَّع الريحاني عقدًا مع مسرح «الهمبرا» بالإسكندريَّة. وكانت فرقته تتألَّف حينها من: عبدُ العزيز خليل، واستيفان روستي، وحسن فائق، وفيليپ كامل، وعبدُ اللطيف جمجوم، ومُحمَّد حسن الديب، وبشارة واكيم، ومُحمَّد كمال المصري، وعبدُ الفتَّاح القصري، وماري مُنيب، وميمي شكيب، وزوزو شكيب، وزينات صدقي، ومُحمَّد مُصطفى، وسيِّد سُليمان، ومُحمَّد حلمي، وعبدُ العزيز يُوسُف، ومُحمَّد لُطفي. وقد ظلَّت هذه الفرقة تعمل دون تغييرٍ يُذكر، حتَّى وفاة الريحاني. وفي تشرين الثاني (نوڤمبر) 1936م، افتتح الريحاني موسمه الشتوي بِمسرحيَّةٍ جديدةٍ عنوانها «قسمتي». ولقد أحبَّ الجُمهُور المسرحيَّة الأخيرة، كما أطرى النُقَّاد واقعيَّتها ونكاتها الفكهة المرحة، وقد وُصف الحوار بِأنَّهُ مُضحكٌ لِلغاية «حتَّى إنَّهُ لم يدع لِلمُتفرِّج لحظةً واحدةً يستريح فيها من الضحك المُتصل». ووصف ناقدٌ آخر الحوار الذي جاء بالمسرحيَّة بأنَّ كُل لفظ فيه أتى يحمل معنى ومغزى، وكُل حادثةٍ طوت عبرًا وعظة، مُعتبرًا رواية الريحاني من الروايات العالميَّة. وعقب انتهاء عرض مسرحيَّة «قسمتي»، مُثِّلت مسرحيَّة جديدة بِعنوان «مندوب فوق العادة»، وكما حدث لِمسرحيَّة «قسمتي»، فقد أثنى عليها النُقَّاد ثناءً عطرًا لِنكاتها وحوارها الذكي، وأشار كُل من شاهد المسرحيَّة أنَّ تمثيل الريحاني يقترب من الطبيعة. وقد أثنى نُقَّادٌ آخرون على الريحاني من أجل اللون المحلِّي الصادق الذي انفردت به مسرحيَّاته، وسمات شخصيَّاته الواقعيَّة. كذلك امتدحت كُل المقالات النقديَّة الريحاني المُمثِّل، كما امتدحت المسرحيَّة. حتَّى صحيفة «المنبر» - التي كانت قد هاجمته بِقوَّة في أوائل العشرينيَّات - عادت فلقَّبته «أُستاذ الكوميديا في مصر». وقد كان لِنجاح هذه المسرحيَّات أبلغ الأثر في رفع الروح المعنويَّة لِلريحاني، ممَّا جعلهُ أن يُقرر أن يستضيف جُمهُوره لِمُشاهدة استعراض مُمتع حول شخصيَّة «كشكش بك» المحبوبة. وهذا الاستعراض بِعنوان «الدُنيا على كف عفريت»، وهو عبارة عن كوميديا موسيقيَّة كاملة، مكتوبة على طريقة استعراضات العشرينيَّات، وفيها طرق الريحاني موضوع المال من جديد، فشنَّ عليه أعنف حملاته مُبينًا كيف أنَّهُ المسؤول عن جميع الشُرور بالمُجتمع، وأنَّهُ مسؤولٌ عن انحراف العدالة. وقد ظفرت هذه المسرحيَّة بِثناء النُقَّاد. وبانتهاء عرض «الدُنيا على كف عفريت»، انتهى موسم 36 - 1937، الذي كان من أنجح المواسم التي قدَّمها الريحاني، ونال عنهُ الريحاني تقدير الجُمهُور والنُّقَّاد كفنَّانٍ موهوب. وفي سنة 1937م أيضًا، انتهى الريحاني من كتابة مُذكراته، وكان قد بدأ بِنشرها مُسلسلة بِمجلَّة «الاثنين» مُنذ سنة 1936م.

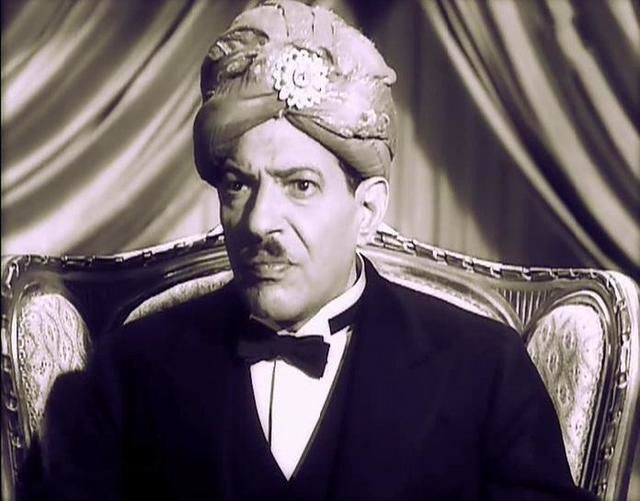
نجيب الريحاني يُؤدي دور السُلطان في فيلم «سلامة في خير»، إنتاج سنة 1937م.

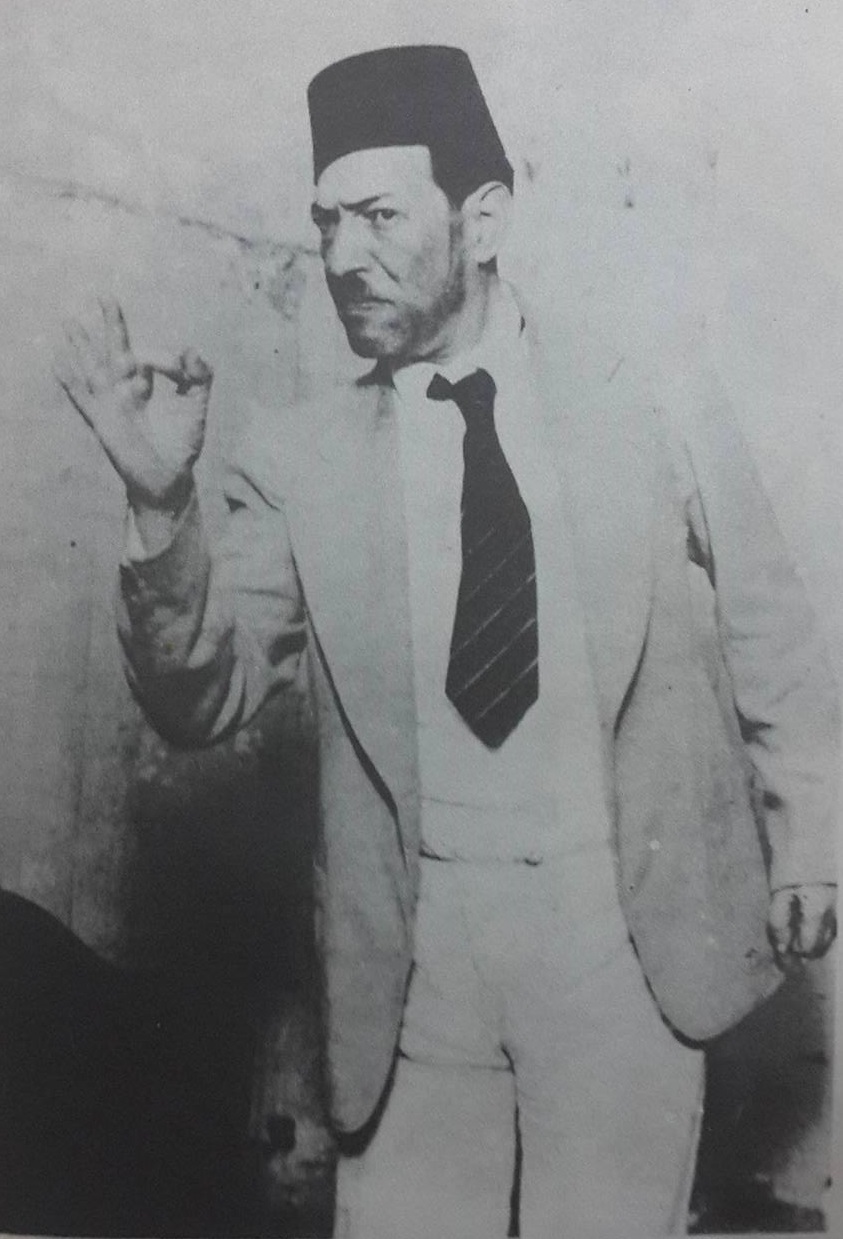
الريحاني بِدور شحاته أفندي في مسرحيَّة «لو كُنت حليوه».

وفي موسم 37 - 1938، عاد الريحاني إلى السينما. وكان يكره هذا الفن، لكنَّهُ كان يرى فيه غولًا يجب اللحاق به. ومن ثُمَّ، كان عليه أن يُواجه تحدِّي العمل في مجالٍ آخر. وكان فيلمه السابق حامل عنوان «بِسلامته عايز يتجوز» والذي أُنتج سنة 1934م، قد أثبت أنَّهُ مُمثلٌ عاديّ، وأشار الريحاني في مُذكراته أنَّ ذاك الفيلم كان فاشلًا للغاية، حتَّى أنَّهُ كان يود أن يضرب الريحاني لو كان هو مُتفرجًا. وفي الوقت نفسه لم يكن يُريد أن يُقال عنه أنه فشل كمُمثل سينمائيّ، لِذلك قرَّر خوض هذا المجال مرَّة أُخرى. حمل الفيلم التالي عنوان «سلامة في خير»، وتعاون الريحاني مع بديع خيري على كتابته، مُعتمدان في ذلك على نص مسرحيَّة «قسمتي». وقد ترك المُخرج للريحاني مُطلق الحُريَّة في أثناء التصوير، حتَّى يرضى عن الفيلم. أشاد الناقدون بِهذا الفيلم نظرًا لِمهارة اقتباس القصَّة للشَّاشة، وإلى ارتفاع مُستوى الإخراج، وإجادة المُمثلين أدوارهم بشكلٍ كبير، بما فيهم الريحاني الذي أظهر تفوُّق أدائه الكوميدي الواقعي، من خلال عدَّة أُمور، فقد صرَّح مُعاصروه - الذين عملوا معهُ في الفيلم - أنَّ الريحاني لبس بِالفعل حذاءً ضيقًا في مشهد كان يتطلَّب منه أن يبدو مُنزعجًا من الحذاء الجديد الذي لم يعتد أن يلبس مثله، كما كان يتعمَّد ضبط عمامته الهنديَّة - التي يتخذها السُلطان في الفيلم غطاءً لِرأسه - كما لو كانت طربوشًا، وهو الغطاء الذي تعوَّد أن يُغطِّي به رأسه في حياته اليوميَّة كمُوظف بسيط. وفي أثناء تصوير فيلم «سلامة في خير» - الذي فُرغ من تمثيله في شهر تشرين الثاني (نوڤمبر) 1937م - كان الريحاني يعمل بِأحد المسارح الصيفيَّة بِالإسكندريَّة. وعندما حان موعد افتتاح موسم 37 - 1938 بِمسرحه، لم يكن لديه مسرحيَّة جديدة لِيُقدمها، فاضطرَّ إلى تقديم عرض «قسمتي» في الافتتاح، وقد ظلَّ المسرح طوال عرضها كامل العدد. وأخيرًا مثَّل الريحاني في 6 كانون الثاني (يناير) 1938م المُوافق فيه 5 ذو القعدة 1356هـ، واحدة من أكثر كوميدياته شعبيَّة هي «لو كُنت حليوه»، التي تعتمد في موضوعها على كوميديا فرنسيَّة بِعنوان «بيشون» (بالفرنسية: Bichon)‏ لِجان فيليكس ديلوتراز. وفي تلك المسرحيَّة سلَّط الريحاني الضوء على نظام الوقف في مصر لِيُبرهن أنَّ إدارة الوقف وتوزيع إيراداته، كانت تتم بِطريقةٍ مُريبة، ولِعب في المسرحيَّة دور كاتب حسابات بسيط هو «شحاته أفندي». وقد جاء في إحدى المقالات النقديَّة أنَّ المُتفرِّج كان يشعر في وُجود شحاته أفندي - الكاتب البائس - أنَّهُ أمام شخصيَّة يراها كُل يوم. وفي تلك الفترة، بلغ الريحاني مكانةً رفيعةً جدًا بين جميع الفنانين المصريين، حيثُ أنَّهُ أخذ يُدعى إلى البلاط الملكي لِلتمثيل أمام الأُسرة الحاكمة، وكانت أوَّل مرَّة له في شهر شُباط (فبراير) من نفس السنة، عندما دُعي لِتقديم عرض في مُناسبة عيد ميلاد الملك فاروق. وقد أشارت الصحافة المصريَّة إلى هذا الحدث باعتباره أوَّل مرَّة ينال فيها فنان مصري مثل هذا الشرف.

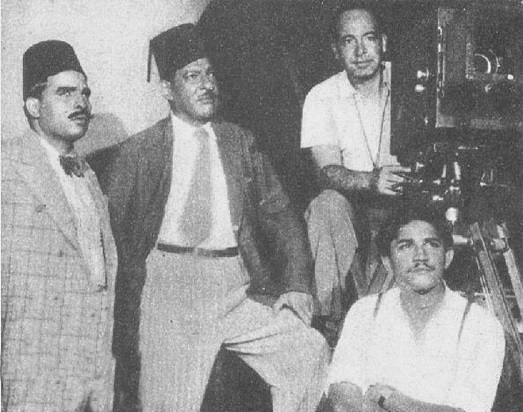
نجيب الريحاني وعبدُ الفتَّاح القصري في كواليس فيلم «سي عُمر».

وفي شهر نيسان (أبريل) 1938م، كتب الريحاني وخيري مسرحيَّة جديدة بِعنوان «الستَّات ما يعرفوش يكدبوا». وهي كوميديا خفيفة، تعتمد على مواقف وشخصيَّات مغلوطة، وتقول فكرتها الأساسيَّة أنَّ النساء كاذبات بالفطرة. وفي تشرين الثاني (نوڤمبر)، أخرج الريحاني ساتيرته التالية حاملة عنوان «استنَّى بختك». وفيها حوَّل الريحاني دفَّة الهُجوم إلى السياسة الداخليَّة والمُعاملات التجاريَّة المشبوهة، في مجالات الصناعة والتجارة النامية. بعد ذلك أخرج الريحاني مسرحيَّةً جديدةً بِعنوان «الدلُّوعة»، وهي تسخر من فتاة غنيَّة خليعة، كما تُصوِّر فساد الجهاز البيروقراطي وتعنُّت صغار الموظفين. وفي أثناء عرض المسرحيَّة، مرُض الريحاني مرضًا شديدًا، نُقل على أثره إلى المُستشفى لِعلاجه. وبعد شفائه، وقَّع عقدًا لِتمثيل فيلمٍ آخر باستُوديو مصر عنوانه «سي عُمر». وظلَّ يعمل بِالفيلم خِلال صيف سنة 1939م، حتَّى انتهى من تصويره مع بداية الخريف. وعلى الرُغم من انشغال الريحاني في تصوير فيلم «سي عُمر»، فقد استطاع أن يشترك مع بديع خيري في كتابة مسرحيَّة جديدة، لِيفتتح بها موسم 39 - 1940. وقد مُثِّلت المسرحيَّة في صورة استعراض بِعنوان «ما حدِّش واخد منها حاجة»، انتقد فيها الريحاني بعض تقاليد الحياة المصريَّة، كاحتفالات الزواج والمآتم.

### الأعمال الأخيرة (1939 - 1949م)

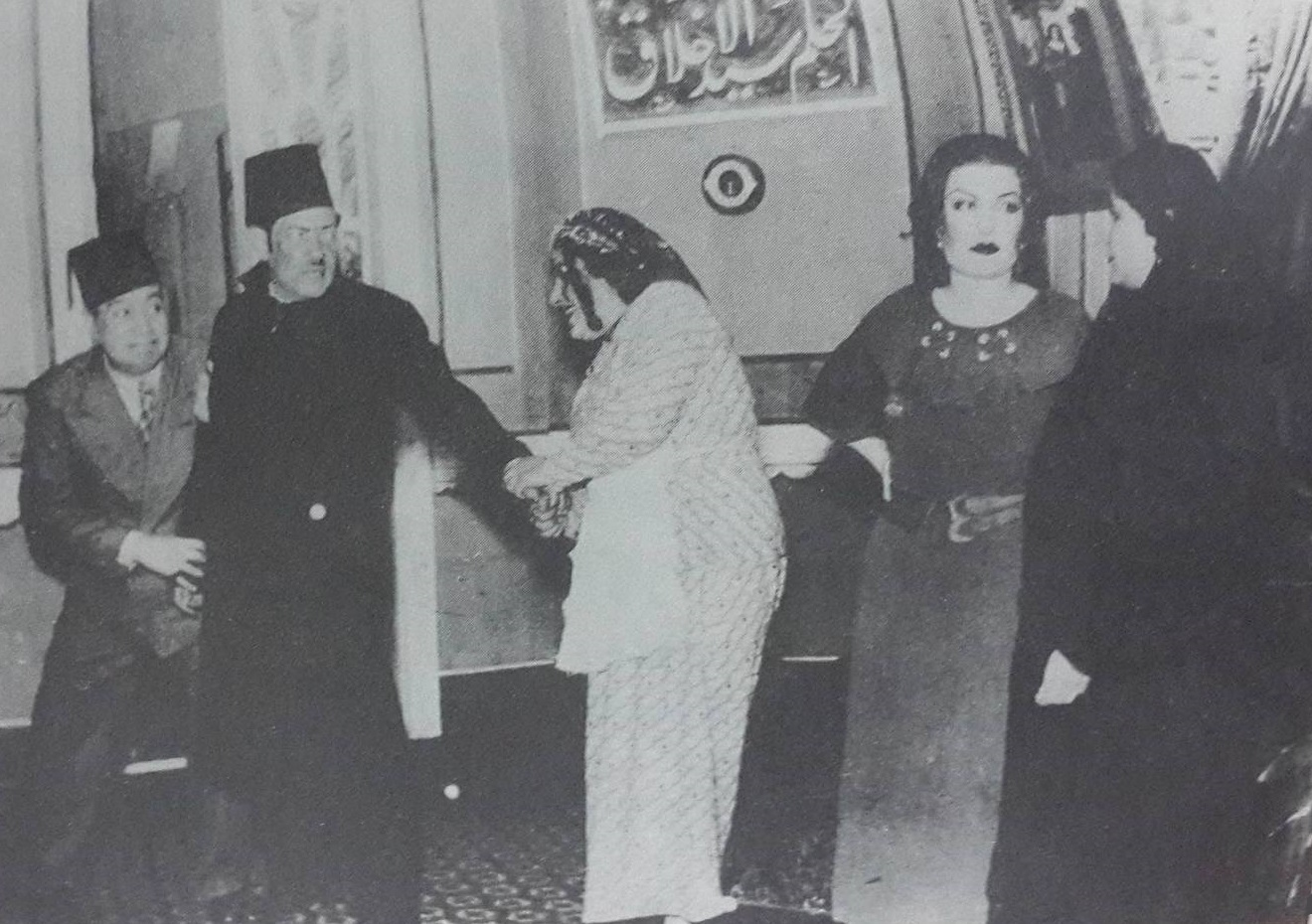
الريحاني مع ميمي شكيب وسائر أعضاء الفرقة خِلال تمثيل مسرحيَّة «ثلاثين يوم في السجن».

عقب الاستعراض الأخير، مثَّل الريحاني في 6 نيسان (أبريل) 1940م المُوافق فيه 28 صفر 1359هـ مسرحيَّة بِعنوان «حكاية كُل يوم»، وتلتها مسرحيَّة «مدرسة الدَّجَّالين» في نهاية سنة 1940م. وفي المسرحيَّة الأخيرة، يسخر الريحاني من صناعة السينما في مصر. بعد ذلك أخرج مسرحيَّة «ثلاثين يوم في السجن»، التي كتبها الريحاني من خلال موضوع اقتبسه عن مسرحيَّة فرنسيَّة بِعنوان «عُشرون يومًا في الظل» (بالفرنسية: Vingt Jours à L' Ombre)‏. وتلى هذه المسرحيَّة ساتير آخر بِعنوان «ياما كان في نفسي» أُخرج في شهر كانون الثاني (يناير) 1942م، ومُثِّل بِدار الأوپرا. بعد ذلك، استضافت دار الأوپرا فرقة الريحاني في عدَّة مُناسبات، منها افتتاح المسرحيَّة الجديدة «حسن ومُرقص وكوهين» التي مُثِّلت في 9 آذار (مارس) 1943م المُوافق فيه 3 ربيع الأوَّل 1362هـ. واعتُبرت تلك المسرحيَّة إحدى أروع مسرحيَّات الريحاني على الأطلاق، وكانت أبرز دليل على بُلوغه قمَّة تطوُّره كساتيرست اجتماعي. ويُبرهن فيها الريحاني على أنَّ كُل الفُروق - حتَّى الفُروق الدينيَّة - تتلاشى بِتأثير المال. وقال بديع خيري أنَّ الفكرة خطرت للريحاني عندما ذهب وإيَّاه في إحدى المرَّات لِزيارة مريض في مُستشفى بِالفجالة. وفي أثناء سيرهما - بعد خُروجهما من المُستشفى - جذبت انتباه الريحاني لافتة متجر قريب كان ملكًا لِمسيحيّ ومُسلم. وفكَّر الريحاني مليًّا أمام هذا المتجر. فقد لاحظ كيف أنَّ الفُروق الدينيَّة ذابت بسُهولة وسط مصالح العمل، وأضاف قائلًا، إنَّ الأمر أدعى للتسلية حتمًا، لو كان للمسيحي والمُسلم شريك يهودي. وقد حقَّقت مسرحيَّة «حسن ومُرقص وكوهين» شعبيَّة ضخمة، فقد ظلَّت تُمثَّل بِدار الأوپرا طوال شهر آذار (مارس). وفي نيسان (أبريل) انتقل عرضها إلى مسرح «ريتس». وفي نهاية أيَّار (مايو)، سافر الريحاني لِيُمثل المسرحيَّة بِفلسطين، ثُمَّ بالإسكندريَّة وبِمُختلف مُدن الأقاليم المصريَّة بعد ذلك.

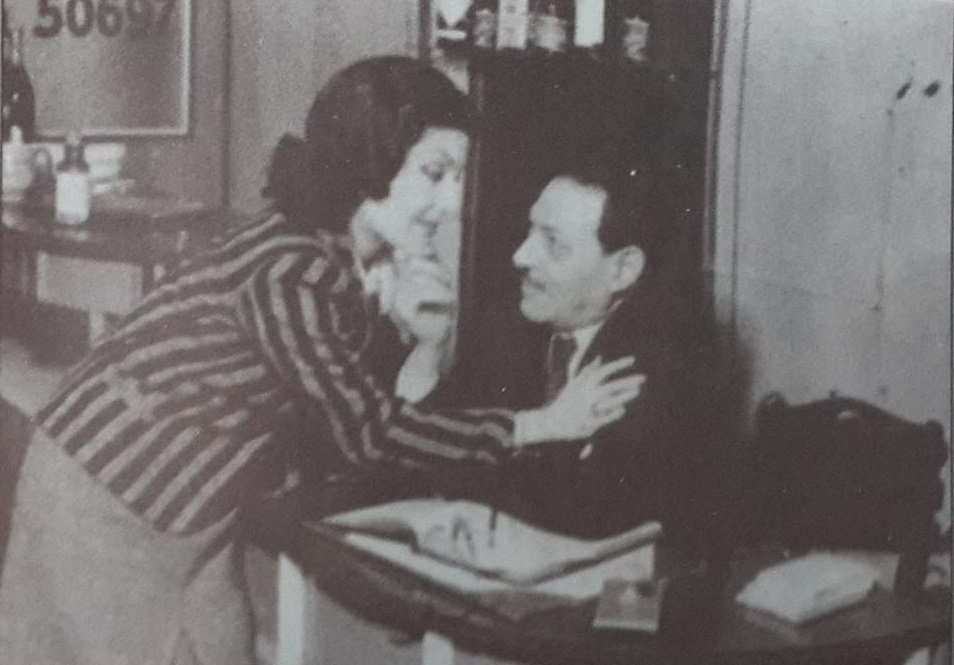
الريحاني في مشهد من مسرحيَّة «حسن ومُرقص وكوهين».

وفي 29 أيلول (سپتمبر) 1943م المُوافق فيه 30 رمضان 1362هـ، افتتح موسمه الجديد بِمسرحيَّاتٍ قويَّة شيِّقة. وكانت المسرحيَّة منها تُستبدَّل كُل ثلاث أو أربع ليالٍ. وبدأت - خِلال تلك الفترة - تظهر علامات الاعتلال على صحَّة الريحاني، ممَّا اضطرَّهُ إلى غلق أبواب مسرحه فجأة، في 20 شُباط (فبراير) 1944م المُوافق فيه 26 صفر 1363هـ، وظلَّ المسرح مُغلقًا حتَّى شهر آذار (مارس). وعندما استردَّ الريحاني صحته، قدَّم عرضًا بِدار الأوپرا. وانتهى الموسم في 11 أيَّار (مايو) 1944م المُوافق فيه 19 جُمادى الأولى 1363هـ. وفي 30 أيَّار (مايو)، وقَّع عقدًا لِتُمثِّل فرقته بِمسرحٍ صيفيّ - بالقاهرة - أنشأته دولت أبيض، زوجة المُمثل الكبير جورج أبيض. وظلَّ طوال الصيف يُمثِّل مسرحيَّة مُختلفة كُل ليلتين أو ثلاث. وعلى الرُغم من أنَّ الريحاني كان يُعيد تمثيل مسرحيَّاته القديمة، فإنَّ المسرح كان يمتلئ بِالجُمهُور كُل ليلة. وفي أغلب الأحيان، كان المُتفرجون يُشاهدون المسرحيَّة الواحدة أكثر من مرَّة. وبلغ من إقبال الجُمهُور على المسرح، أن ارتفعت مُدَّخرات الريحاني إلى نصف مليون جُنيه تقريبًا. وفي 2 تشرين الأوَّل (أكتوبر)، عاد الريحاني إلى مسرح «ريتس». فأخذ - مُنذ ذلك التاريخ - يُقدِّم مسرحيَّاته القديمة، حتَّى شهر آذار (مارس) التالي. وفي 4 آذار (مارس) 1945م المُوافق فيه 20 ربيع الأوَّل 1364هـ، قدَّم مسرحيَّةً جديدةً بِعنوان «إلَّا خمسة»، التي ظلَّت تُعرض بِنجاح حتَّى 18 حُزيران (يونيو). كما مُثِّلت بالأوپرا بِحُضور الملك فاروق. وبِهذه المسرحيَّة انتهى موسم الريحاني. وبعد إجازةٍ أمضاها في أوروپَّا، افتتح الريحاني موسم 45 - 1946 بِآخر مسرحيَّة مُبتكرة له هي «سلاح اليوم»، التي تتضمَّن ألذع هُجوم على القيم الماديَّة لِلمُجتمع، ولم تكن تلك المسرحيَّة من اللون الكوميدي، بل كانت جادَّة، وجوُّها سادته الجديَّة، ودلَّت بِشكلٍ أو بآخر على الصراع الداخلي عند الريحاني، ومسيرة حياته حتَّى تلك النُقطة: إنسانٌ شابٌ يمر في مرحلة الفقر والعوز دون أن يتلقَّى الضربات التي يُسددها لهُ المُجتمع، بل يُواصل نضاله بِصبرٍ وجَلَد حتَّى يبلغ النجاح. ولم تنجح «سلاح اليوم»، لِأنَّ الجُمهُور لم يتذوَّقها. لكن قلَّة - من أمثال طٰه حُسين - هي التي أدركت مضمونها وأوفتها حقها من التقدير.

الريحاني وبعض نُجوم فيلم «غزل البنات» في الكواليس.

تميَّزت السنوات الثلاثة الأخيرة من حياة الريحاني بالنجاح والتقدير المُزايد. وافتتح الريحاني موسم 47 - 1948 في 2 كانون الأوَّل (ديسمبر) بِمسرحيَّاتٍ قديمةٍ يُحبُّها الجُمهُور. وظلَّ يُمثلُ طوال الموسم بِمسرح «ريتس». وفي صيف سنة 1948م، انتقل مع فرقته إلى مسرح مُحمَّد علي بالإسكندريَّة، وبعدها أمضى شهرين بِأوروپَّا، ثُمَّ عاد إلى القاهرة في تشرين الأوَّل (أكتوبر) 1948م. وفي تلك الفترة، وقَّع الريحاني عقدًا لِتمثيل فيلمٍ جديد بِعنوان «غزل البنات» الذي قُدِّر له أن يكون آخر أفلامه وعلامة بارزة في تاريخ السينما العربيَّة والمصريَّة. وشارك نجيب الريحاني البُطولة في هذا القيلم كُلٌ من ليلى مُراد وأنور وجدي - الذي تولَّى الإخراج أيضًا - وسُليمان بك نجيب وعبد الوارث عسر ويُوسُف بك وهبي، كما ظهر المُطرب مُحمَّد عبد الوهَّاب في آخر الفيلم مُؤديًا إحدى أُغنياته. أدَّى الريحاني في هذا الفيلم دور مُدرِّس لُغة عربيَّة بسيط يُدعى «حمام» يُغرم بابنة باشا ثري، ويتراجع عن حُبِّه لها في آخر الفيلم كي لا يقف حجر عثرة في درب سعادتها، وأظهر مقدرته الكبيرة على التنقل بين الكوميديا والدراما في عدَّة مشاهد، منها أحد المشاهد الأخيرة التي كان عليه أن يبكي فيها لِفُراقه ليلى مُراد بعد أن تعلَّق بها، فبدل أن يستخدم عقار الغليسرين لِإثارة دُموعه، بكى بُكاءً حقيقيًّا على الشاشة، وقال لاحقًا أنَّهُ تمكَّن من فعل ذلك بِأن ذكَّر نفسه بِشقيقه الذي خرج قديمًا من منزلهم ولم يعد. وبتاريخ 29 كانون الثاني (يناير) 1949م المُوافق فيه 30 ربيع الأوَّل 1368هـ، بدأ الموسم الشتوي الجديد. وفي 23 أيَّار (مايو) انتقل الريحاني إلى مسرح مُحمَّد علي بالإسكندريَّة لِإحياء موسم الصيف. لكنَّهُ أُصيب بِالتيفوئيد في 29 أيَّار (مايو)، ونُقل إلى القاهرة لِعلاجه.

## وفاته

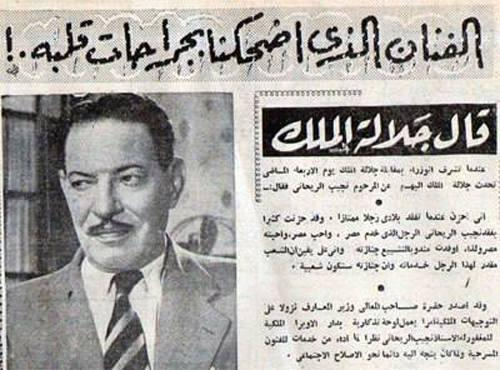
نعي الملك فاروق الأوَّل لِنجيب الريحاني.

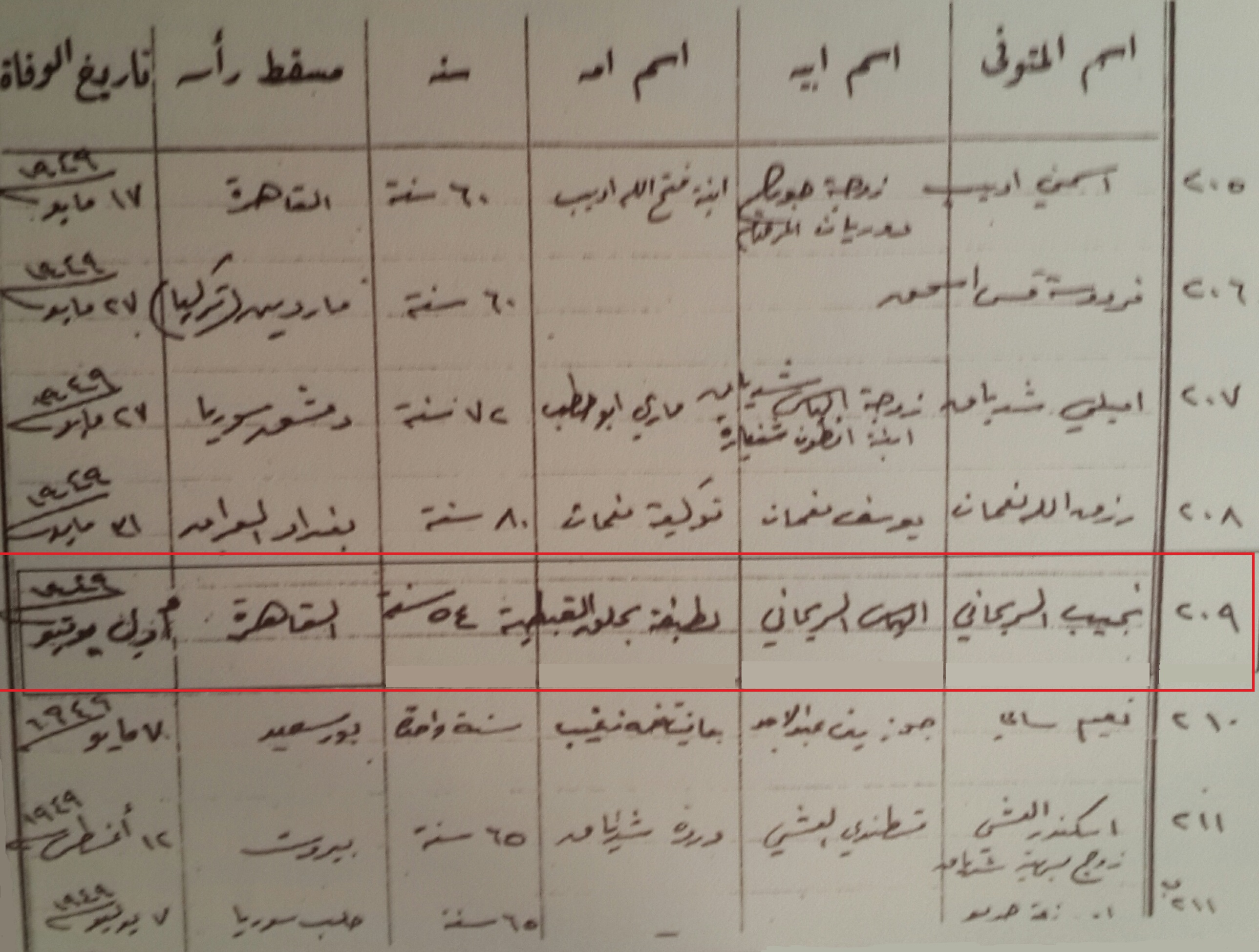
صفحة سجل الوفيَّات المُتضمِّنة وفاة نجيب الريحاني سنة 1949م (بالمُستطيل الأحمر).

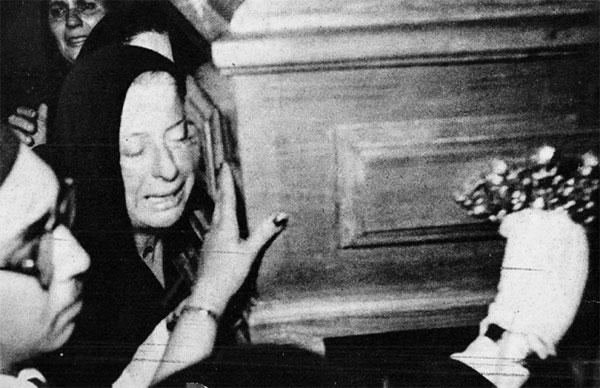
بديعة مصابني تبكي على تابوت زوجها السَّابق خِلال مراسم الصلاة عليه.

تُوفي نجيب الريحاني في 8 حُزيران (يونيو) 1949م المُوافق فيه 12 شعبان 1368هـ، عن عمر ناهز الستين عامًا، بعد أن تفاقمت حالته بسبب التيفوئيد، والذي أثر سلبًا على صحة رئتيه وقلبه وكان سببًا أساسيًا في وفاته في المستشفى اليوناني بالعباسيَّة. وقد تضاربت الأقاويل حول مدى لحاق الريحاني بتصوير مشاهده في آخر أعماله «غزل البنات»، مما اضطر مخرج العمل، أنور وجدي، بعمل تغيير بنهاية العمل.
جاءت وفاة الريحاني بمثابة الصدمة للكثيرين، حيث أن مرض التيفوئيد لم يكن له علاج وقتها في مصر، وقد قيل أن رئيس الوزراء مُصطفى النحَّاس باشا أمر بإحضار الحقن المُخصصة لِلعلاج من الخارج وتمَّ إحضارها بالفعل. فيما كشف الناقد المسرحي أحمد سخسوخ، العميد الأسبق لمعهد الفنون المسرحيَّة، عن أنَّ وفاة الريحاني كانت بسبب إهمال مُمرضته بالمُستشفى اليوناني، حيث أعطته جرعة زائدة من عقار الأكرومايسين ليموت بعدها بِثوانٍ. وكانت زوجة الريحاني الألمانيَّة لوسي دي فرناي قد قدمت إلى مصر للوُقوف إلى جانب زوجها، وأشارت جينا الريحاني - ابنتهما - أنَّ والدها توفي في أثناء غياب والدتها عند مُدير المُستشفى لِتطلب وُجود أحد الأطباء إلى جانبه بعد أن زادت صحته سوءًا، فلمَّا عادت وجدت إحدى المُمرضات تبكي خارج الحُجرة، فدخلتها لِتجد بأنَّ زوجها قد أسلم الروح. وقد أغلق الأطباء الحُجرة على الجُثمان ومنعوا أيًّا كان من دُخولها كي لا يُصاب بالعدوى، ثُمَّ نُقل الجُثمان إلى مكانٍ آخر. وكان لِنبأ وفاة الريحاني وقعٌ أليم في أنحاء مصر، وُصف بأنَّهُ «لا يقل في أثره عن وقع كارثة قوميَّة»، واشتركت الأُلوف في تشييع جنازته، ورثاه الملك فاروق الأوَّل وعميد الأدب العربي الدُكتور طٰه حُسين، فقال الأخير في رثائه:
| نجيب الريحاني | أرسل الريحاني نفسه على سجيَّتها، فملأ مصر فرحًا ومرحًا وتسليةً وتعزية. ولو قد فرغ الريحاني لِنفسه، عكف على فنِّه، واستأنى في الإنتاج، لكان آيةً من آيات التمثيل، لا أقولُ في الشَّرق، بل أقولُ في العالم كُلِّه. فقد كان الريحاني مُمثلًا عبقريًّا ما في ذلك شك، ولكنَّهُ مُنع الرَّاحة، وحُرِّمت عليه الأناة، وحيل بينهُ وبين التمهُّل. رأى النَّاس محزونين يلتمسون عندهُ لبعزاء والرِّضا والتخفُّف من أعباء الحياة، حين يتقدَّمُ النهار وحين يُقبلُ الليل، فمنحهم ما كانوا يلتمسون فيه في غير بُخلٍ، ولا تردُّدٍ، ولا تفكيرٍ في العاقبة. | نجيب الريحاني |

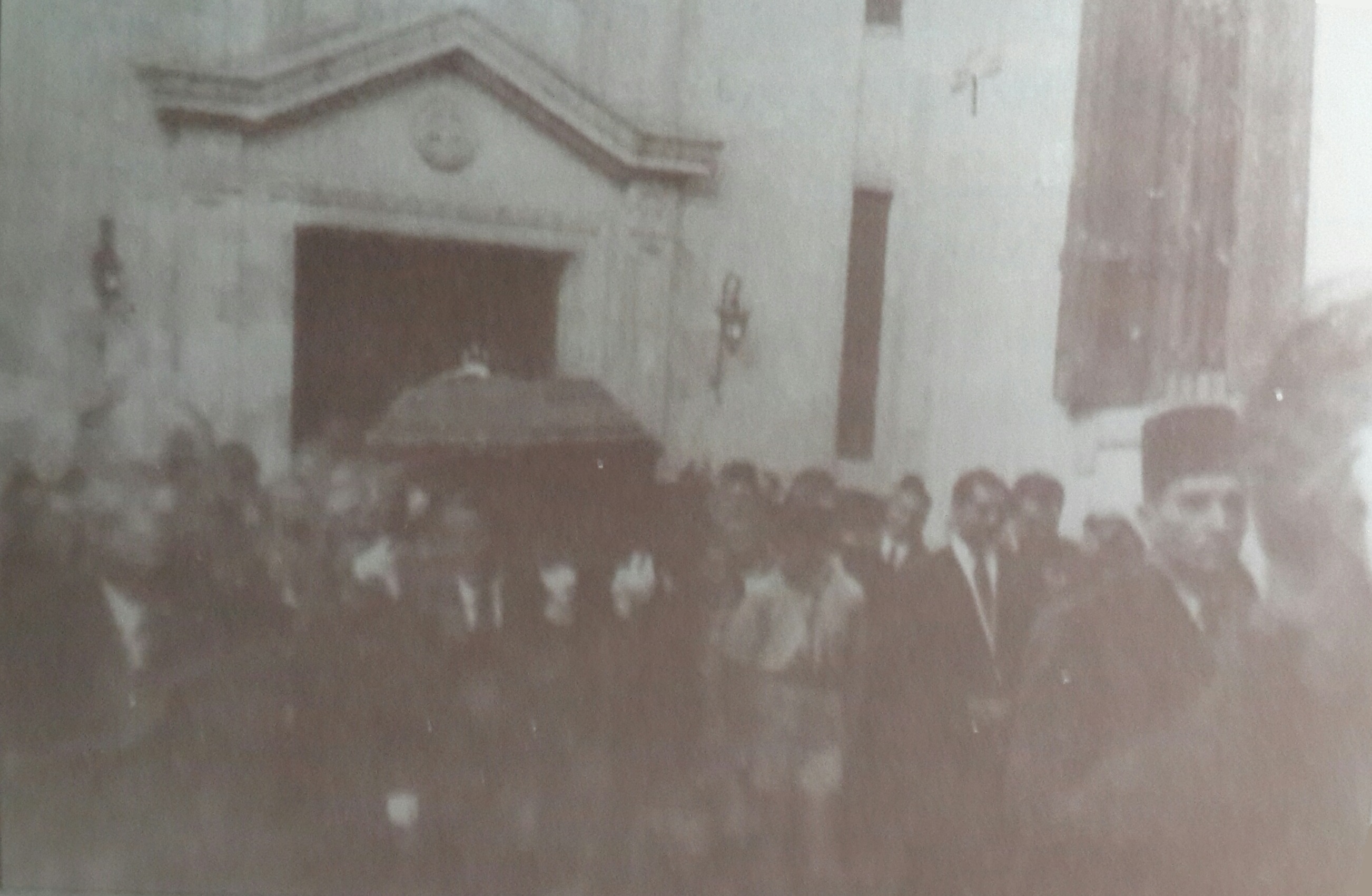
تشييع نجيب الريحاني إلى مثواه الأخير.

ومن الأُمور الطريفة الجديرة بِالذكر، أنَّ الريحاني كان قد رثا نفسه قبل وفاته بِخمسة عشر يومًا بِطريقةٍ فُكاهيَّة فيها نفحة من الألم، فقال: «مات نجيب. مات الرَّجُل الذي اشتكى منهُ طوب الأرض وطوب السَّماء إذا كان للسماء طوب.. مات نجيب الذي لا يُعجبه العجب ولا الصيام في رجب... مات الرَّجُل الذي لا يعرفُ إلَّا الصراحة في زمن النفاق.. ولم يعرف إلَّا البحبوحة في زمن البُخل والشُّح.. مات الريحاني في 60 ألف سلامة». وبعد وفاة الريحاني، انتقل شقيقه يُوسُف للعيش في شقة نجيب بِعمارة الإيموبليا ليندلع الصراع بينه وبين بديعة مصابني، أرملة نجيب، على التركة وتحجز المحكمة على التركة والشقة لِصالح بديعة. إلَّا أنَّ يُوسُف نجح بدوره في إثبات وقوع الطلاق بين بديعة ونجيب قبل وفاته لِتُصبح التركة من نصيب يوسف الريحاني. وفي نفس عام الوفاة، قام طلعت حسن، مُدير مسرح الريحاني، ببيع كُل ما يملكه الريحاني بِالمسرح لتجار الروبابيكيا بما فيها الملابس التي كانت بحوزة خيَّاطة فرقة الريحاني يونانيَّة الجنسية. وفي سنة 1961م، تم بيع مقتنيات شقة الريحاني بالمزاد العلني لسداد مبلغ 200 جنيه مُستحقات الضرائب. ولم يُحاول أحد تدبير هذا المبلغ سواء يُوسُف الريحاني الذي رحل عن الحياة بعد أيام قليلة من هذا المزاد، وتحديدًا يوم 22 آب (أغسطس) 1961م، أو بديع الريحاني الذي كان قد سافر إلى بريطانيا لدراسة الهندسة وتزوج من فتاة بريطانيَّة، تُدعى مرگوري فرانك روبين، وعادت معه لِمصر ليعيش في منزل من طابقين بِالمعادي، حيثُ نقلا إليه كُل ما تبقى من مُقتنيات عمِّه نجيب الريحاني ومُعظمها كان أُصول مسرحيَّات ولوحة كبيرة للراحل بألوان الگواش، رسمها الفنان الإيطالي بابادوبلو عام 1918م وأمامه شخصية كشكش بك التي اشتهر بها في المسرح. وقد أهدى بديع الريحاني هذه اللوحة لدار الأوپرا في بداية التسعينيَّات وما زالت موجودة في متحف الأوپرا.

## منزله ومُقتنياته

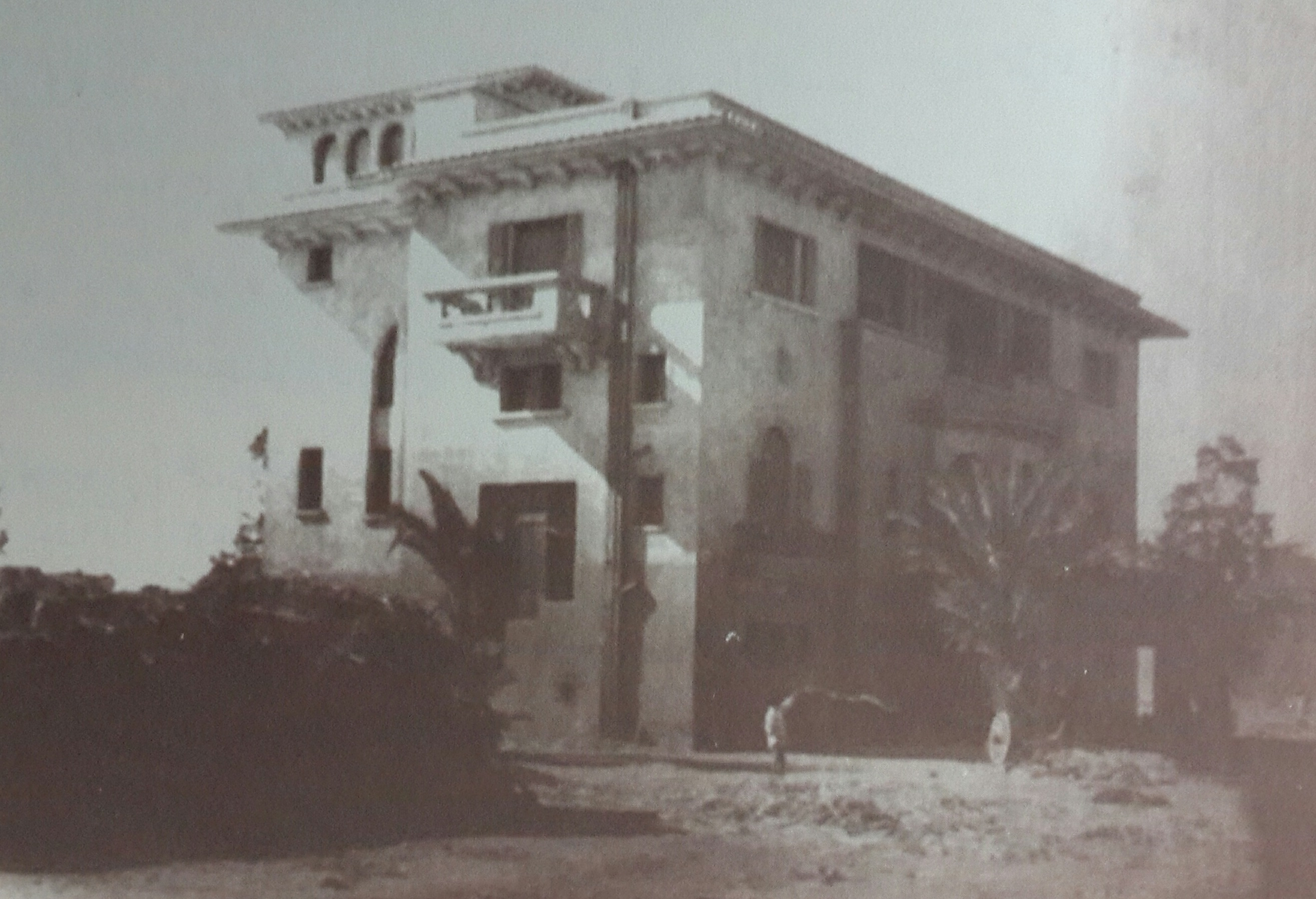
دارة نجيب الريحاني التي بناها ولم يمتد به العُمر لِيسكُنها.

أما منزل نجيب الريحاني بحدائق القبَّة، الذي قال بديع خيري في مُقدمة مُذكرات الريحاني، أنَّه بناه وقرَّر في داخلته أن يجعلهُ مقرًا للمُسنين من الفنانين. إلَّا أنَّ الريحاني نفسه لم يدخل هذا البيت ورحل عن الدُنيا قبل أن يسكنه. وقد أُغلق هذا البيت عقب وفاة الريحاني. وقد اختلف شكل هذا القصر كثيرًا عن أوَّل صُورة فوتوغرافيَّة التُقطت له في سنة 1949م، بعدما انتهى المُهندس الإيطالي شارل عيروط من تصميمه وبنائه علي الطراز الإيطالي. وكانت تُحيط به حديقة كبيرة حولها أرض فضاء تحولت إلى كُتلٍ إسمنتيَّة، بناها سُكَّانُ الحي بعدما اشتروها من بديع الريحاني بالتقسيط، إلَّا أنهم توقفوا عن دفع الأقساط بعد القسط الثاني وأنكروا وجود دُيون عليهم لِوارث نجيب الريحاني، بل وصل بهم الأمر حدّ أنهم اعتدوا عليه بالضرب، ممَّا دفعه إلى إغلاق المنزل أكثر من عشرين عامًا حتى استأجرته وزارة الثقافة في سنة 1970م وحوَّلته إلى قصر ثقافة الريحاني. وبحسب أوراق هيئة قُصور الثقافة، فرع ثقافة القاهرة، فإنَّ الوريث الشرعي الوحيد لِنجيب الريحاني هو ابن شقيقه بديع توفيق الريحاني، والذي يُودع باسمه سنويًا في حساب خاص ببنك القاهرة ما قيمته 400 جُنيه مصرى فقط لا غير، تزيد بنسبة 2% سنويًا، منذ سنة 1970م. وبعد وفاة بديع الريحاني، تحوَّل المبلغ إلى أرملته مرگوري فرانك روبين.
ومن أشهر مُقتنيات الريحاني المفقودة پورتريه من النُحاس البارز صممها له فنَّانٌ فرنسيّ، وكانت بشقَّة الريحاني. وبمُناسبة معرض تأبينه بدار الأوپرا في ذاكره الأربعين، طلبها رئيس الدار، وقتها سُليمان نجيب، من يُوسُف الريحاني. وقد ظلَّت اللوحة بِالدار حتَّى احتراق الأوپرا في سبعينيَّات القرن العشرين؛ إلا أنَّ اللوحة قد بيعت من بقايا حريق لِتاجر قُمامة، قام بفرزها لِيستخرج اللوحة وعدد من الصُلبان من مُقتنيات الدار في الحريق ويبيعها في جوال من الخيش بالكيلو لِراهب بأحد كنائس القاهرة، ثم تنقلت هذه اللوحة على مدار عدَّة سنوات حتى وصلت إلى أحد هُواة المُقتنيات، الذي احتفظ بها، بِالإضافة إلى الفيلم الوحيد لِجنازة الريحاني، ومُدَّته 18 دقيقة، والذي كان من مُقتنيات قصر عابدين، وقد تم تصويره بناءًا على طلب من الملك فاروق لِعرضه على ملوك أوروپَّا، نظرًا لِكون جنازة نجيب الريحاني من أكبر الجنازات التي شُيعت في تاريخ مصر المعاصر، حيث سار في جنازة الريحاني قرابة 5 ملايين مصري وأجنبي من كُل الأطياف والشخصيَّات والمناصب. أمَّا كُرسي الريحاني، والذي كان يجلس عليه في مسرحه، قبل أن يدخل إلى خشبة المسرح، فقد وصل إلى جمعيَّة مُحبي الريحاني بالإسكندريَّة، التي أسستها جينا الريحاني. أمَّا في المركز القومي للمسرح والموسيقى والفنون الشعبية بحي الزمالك، فلم يتم العُثور إلَّا على بعض من مخطوطات أُصول مسرحيَّاته بِخط يده، هو وبديع خيري؛ في حين يحتفظ جامع المقتنيات المعروف علوي فريد في متحفه الخاص بمدينة فايد بإسطوانات صوتيَّة لعدد من مسرحيَّات كشكش بك لِنجيب الريحاني.

## ميراثه الفني

### إرثه
خلال مسيرة فنية امتدت على مدار 30 عامًا، ترك الريحاني، بصمة فارقة في تاريخ المسرح والسينما العربية، من خلال أعمال جمعت بين الفكاهة والدراما، والتي عكست بدورها ملامح الحقبة التي عاش فيها، لتمنحه بجدارة لقبي زعيم المسرح الفكاهي والضاحك الباكي. والذي أصبح يجذب انتباه المؤلفين لإنتاج عمل تلفزيوني يحمل هذا الاسم. بدأ إنتاج الريحاني المسرحي من خلال أعمال مسرحية بسيطة قدمها في الملاهي الليلية بداية من شخصية  كشكش بك، ليسطع نجمه فيما بعد، بينما لم يتجاوز إنتاجه السينمائي عشرة أفلام، إلا أنه استطاع أن يخلد اسمه على المستوى الفني والجماهيري. وقد استطاع أن يُسلط الضوء على الأوضاع الاقتصادية الصعبة للبلاد من خلال أسلوب فني ساخر.

### قائمة مسرحيَّاته
تطور فن الريحاني وتراجعت شخصية كشكش بيه التي صارت نموذجًا باليًا، ورمزًا للنظام الاجتماعي القديم، لتبدأ معها مرحلة التقلص التدريجي للمساحة المخصصة للرقص والغناء في مسرحياته لصالح الكوميديا الناضجة المتماسكة. وعلى الرغم من رصيده المسرحي الكبير، إلا أنه لم تسجل أي من هذه المسرحيات، إلا أن السينما خلدته، لكنه لم يرقى لإنتاجه المسرحي الهائل. وكانت معظم مسرحياته تعالج مشكلات المجتمع من خلال فكاهة راقية.
جاء تأسيس فرقة الريحاني بعد بدايته الفنية مع صديقه محمد سعيد، الذي عرض عليه تكوين فرقة مسرحية لتقديم الاسكتشات المسرحية الخفيفة، مسرحيات الفصل الواحد، لجماهير الملاهي الليلية. وكان يتم عرضها بين فواصل المسرحية الرئيسية لتسلية الجمهور وقت الاستراحة. حتى أسس فرقته المسرحية التي عمل بها مؤلفًا ومخرجًا مسرحيًا وبطلًا لها قبل أن يتحول إلى كاتب ومخرج وممثل سينمائي، أيضًا فيما بعد، عند ظهور السينما. قام الريحاني بتأليف 33 مسرحية، أخرجها وقام ببطولتها جميعًا. وقد استشعر منذ اللحظة الأولى إلى حاجته الملحة إلى الاستعانة بشاعر عامية شهير. فاستعان بعدها بالشاعر الأشهر في عصره بديع خيري، صديق عمره وتوأمه الفني، حيث شكلا أهم دعائم المسرح الكوميدي. وكان خيري يقوم بمراجعة جمل الحوار في مسرحيات الريحاني، ومن ثم يقوم باختصار جمل الحوار المطولة إلى جمل أقصر وتطويع جمل الحوار الأقرب إلى الفصحى إلى عامية البسطاء. وقبل ذلك، قام الريحاني بكتابة أربعة مسرحيات قبل وجود خيري. غلب على أداء الريحاني شخصية الموظف البسيط، والكادح الذي لا تريد الدنيا أن تبتسم له، حيث قدمها في شكل كوميدي ساخر، يُجبر المشاهد على الابتسام حتى في لحظات التراجيديا. واعتزل الريحاني المسرح عام 1946 ليتفرغ للسينما تاركًا رصيدًا عذبًا من المسرحيات التي تحول جزء كبير منها إلى أفلام منها. ونافس بمسرحه كل من علي الكسار وفوزي الجزايرلي وأيضًا يوسف وهبي.
وبعد وفاته، تم تقديم الكثير من مسرحياته كأفلام سينمائية قام ببطلاتها إسماعيل ياسين ومحمد فوزي وعباس فارس وفريد شوقي وشكري سرحان وعادل خيري وحسن فايق وبشارة واكيم مثل أفلام حماتي ملاك وحماتي قنبلة ذرية وحسن ومرقص وكوهين ولو كنت غني والستات ما يعرفوش يكدبوا ودلع البنات والفرسان الثلاثة وأم احمد. كما أعاد فؤاد المهندس تقديم بعض مسرحياته في الستينات وحققت نجاحًا ساحقًا بعد أن غير أسماءها مثل مسرحية البرنسيسية، التي قدمها باسم سيدتي الجميلة؛ مسرحية الجنيه المصري، التي قدمها باسم السكرتير الفني؛ مسرحية قسمتي، تحت أنا وهو وهي؛ مسرحية الدنيا بتلف، باسم أنا وهي وسموه؛ ومسرحية علشان سواد عينيها، التي تم تقديمها باسم علشان خاطر عينيها.
| السنة | المسرحية                 | الدور                                                             | ملاحظات |
| ----- | ------------------------ | ----------------------------------------------------------------- | --- |
| 1931  | الجنيه المصري            | ياقوت بك                                                          | كوميديا اجتماعية مثلتها فرقة الريحاني على مسرح الكورسال في شهر يوليو عام 1931. وتألقت في عكس مضمون المسرحية، التي ناقشت تأثير المال على الفرد والجماعات، حين يُسمح له بأن يفسد الضمائر وينتهك الأخلاق والمبادئ. وشن الريحاني بها هجومًا عنيفًا على مظاهر الفساد في المجتمع الحديث، إلا أن المسرحية لم يُكتب لها النجاح. والمسرحية مأخوذة من نص توباز للكاتب الفرنسي مارسيل بانيول. وقد شكلت هذه المسرحية نقطة تحول في حياة كل من نجيب الريحاني وبديع خيري. |
| 1934  | الدنيا لما تضحك          |                                                                   | المسرحية من تأليف الثنائي الفني بديع خيري والريحاني. |
| 1934  | الرجالة مايعرفوش يكدبوا  |                                                                   | [ 168 ] |
| 1961  | الستات مايعرفوش يكدبوا   |                                                                   | تأليف الثنائي الفني بديع خيري والريحاني. |
| 1935  | حكم قراقوش               | بندق أبو غزالة                                                    | كوميديا رومانسية حاول أن يعكس بها الريحاني الأحداث التي كانت تشغل المجتمع المصري في ذلك الوقت بالسخرية من الملك فؤاد الأول وحاشيته، خاصة إسماعيل صدقي رئيس الوزراء، الذي ألغى الدستور وأطلق يد الملك. لعب الريحاني شخصية بندق التي تواجد مصادفة في قصر السلطان وتضطر إلى تأدية دور الحاكم السلطاني لمدة أسبوع. وتتم معالجة تاريخية لقضايا الشعب؛ حيث كان قراقوش يعيش في عزلة تامة عن الشعب، ولا يتخيل أن هناك من يتحدى إرادته. |
| 1936  | قسمتي                    | تحسين                                                             | لعب الريحاني في هذه المسرحية دور المدرس البائس الساخر سيئ الحظ، الذي يحاول أن يواجه ويسخر من أوجه الزيف والفساد والمظاهر الجوفاء في المجتمع. وقد قدمها فؤاد المهندس باسم أنا وهو وهي. |
| 1962  | لو كنت حليوة             | شحاتة                                                             | تأليف الثنائي الفني الريحاني وبديع خيري. ولعب الريحاني دور الكاتب الداهية شحاتة في إدارة الوقف. |
| 1939  | الدلوعة                  | أنور                                                              | لعب الريحاني دور أنور الموظف الصغير في مواجهة فتاة ثرية رعناء أفسدها التدليل. ومن تأليف كل من الريحاني وخيري. |
| 1965  | حكاية كل يوم             |                                                                   | تأليف كل من الريحاني وخيري. |
|       | الدنيا بتلف              |                                                                   | قدمها فؤاد المهندس بإاسم أنا وهي وسموه. |
| 1943  | إلا خمسة                 |                                                                   | تأليف كل من الريحاني وخيري. تم عرضها عام 1963. وتدور أحداثها حول محام فقير يُدعى سليمان الزعفراني تتراكم عليه الديون يضطر لبيع مقتنيات منزله لبائع روبابيكيا. وبالمصادفة يقع تحت يديه كتاب في داخله خريطة لمنزل، ومكتوب على الخريطة أنها تقود لكنز ذهبي ضخم مخفي في أحد جدران فيلا ضخمة تسكن فيها سيدة عجوز، التي لعبت دورها ماري منيب. |
| 1945  | حسن ومرقص وكوهين         |                                                                   | قدم مسرح الريحاني هذه المسرحية في أربعينات القرن الماضي، التي تحولت إلى عمل سينمائي يحمل نفس الاسم في عام 1954. كان العمل في ذلك الحين يهدف إلى طرح صورة النسيج الوطني كما تراها مصر متكونًا من مسلمين ومسيحيين ويهود، إلا أنه منذ ذلك الحين تم فقد «كوهين» بشكل ما ولم يتم العثور عليه. وواجه كل من الريحاني وخيري اعتراضات كل من الأزهر والكنيسة والحاخامية على الأسماء الثلاثة، باعتبارها رموزا دينية في الأديان الثلاثة. كان حسن يُمثل الإسلام، ومرقص يُمثل الدين المسيحي، بينما يُجسد كوهين الديانة اليهودية. ويتشارك الثلاثة في امتلاك مخزن أدوية وفي عميلة نصب يروح ضحيتها عامل بسيط في المخزن. |
| 1916  | تعالي لي يا بطة          |                                                                   | مسرحية قصيرة من تأليف وإخراج الريحاني. |
| 1916  | بكره في المشمش           |                                                                   | مسرحية قصيرة من تأليف وإخراج الريحاني. |
| 1916  | كشكش بك في باريس         |                                                                   | مسرحية قصيرة من تأليف وإخراج الريحاني. |
| 1917  | وصية كشكش بك             |                                                                   | مسرحية قصيرة من تأليف وإخراج الريحاني، تم تقديمها في مسرح الرينيسانس. |
| 1916  | خلي بالك من إبليس        |                                                                   | كانت بمثابة أول عمل بين الريحاني وبديع خيري، وقد حققت هذه المسرحية نجاحًا باهرًا، ولعب بها الريحاني دور البطل مع خيري. |
| 1921  | ريا وسكينة               |                                                                   | ميلودراما من إخراج الريحاني. وتتناول هذه المسرحية قصة عصابة القتل التي تم اكتشافها في العام نفسه، وكانت تتزعمها ريا وسكينة علي همام، اللتان كانتا تستدرجان النساء إلى وكرهما، حيث تسرقان حليهن، ثم تقتلاهن بالتعاون مع زوجيهما. وقد حققت المسرحية نجاحًا باهرًا، وقال عنها الريحاني أنه كان يسمع النحيب والبكاء صادرين من الناس عند العرض. |
| 1908  | ضربة مقرعة               | دور ثانوي صغير                                                    | رواية مترجمة عن الفرنسية. وتم تقديم دور ثانوي صغير مع فرقة عزيز عيد على مسرح إسكندر فرح. |
| 1908  | الابن الخارق للطبيعة     | دور ثانوي صغير                                                    | رواية مترجمة عن الفرنسية. وتم تقديم دور ثانوي صغير مع فرقة عزيز عيد على مسرح إسكندر فرح. |
| 1908  | ليلة الزفاف              | دور ثانوي صغير                                                    | رواية مترجمة عن الفرنسية. وتم تقديم دور ثانوي صغير مع فرقة عزيز عيد على مسرح إسكندر فرح. |
| 1908  | عندك حاجة تبلغ عنها      | دور ثانوي صغير                                                    | رواية مترجمة عن الفرنسية. وتم تقديم دور ثانوي صغير مع فرقة عزيز عيد على مسرح إسكندر فرح. |
| 1908  | شارلمان الأول            | الإمبراطور الإفرنجي شارلمان                                       | دور ثانوي مع فرقة سليم عطا الله. |
| 1915  | خلي بالك من إميلي        |                                                                   | إحدى فارسات جورج فيدو، ومن ترجمة أمين صدقي. وقام الريحاني بتقديمها مع فرقة الكوميدي العربي بالاشتراك مع عزيز عيد. |
|       | كشكش بيه وشيخ الغفر زعرب |                                                                   | إحدى المسرحيات التي حققت نجاحًا مدويًا، يقرر على إثرها الخواجه روزاني إعطاء الريحاني 5% من الدخل إضافة إلي الستين قرشًا اليومية. |
| 1917  | ابقى قابلني              |                                                                   | مسرحية قصيرة من تأليف وإخراج الريحاني، تم تقديمها في مسرح الرينيسانس. وكانت عبارة عن تسلية بريئة، وسُمح بدخول العائلات والسيدات. وعُدت بمثابة تهجم علني على تصرفات الخواجة روزاتي، الذي كان يُريد منع استكمال شخصية كشكش بيه. |
| 1917  | أم أحمد                  |                                                                   | من تأليف أمين صدقي وإخراج الريحاني، وتقع في ثلاثة فصول، بينما يحتوي كل فصل على أغنيتين. وتم تقديمها على مسرح الإجپسيانا وتدور أحداثها حول كشكش بك الذي تخلى عن دوره التقليدي، عُمدة القرية، لِيُؤدي دور كاتب بسيط، وكانت الأحداث تمضي في عالم ألف ليلة وليلة. |
|       | دقة بدقة                 |                                                                   | |
| 1918  | حمار وحلاوة              |                                                                   | استمر عرضها أربعة أشهر وحققت نجاحًا باهرًا. |
| 1917  | حماتك بتحبك              | تم تقديمها بعد مسرحية أم أحمد، وكلاهما مسرحيات ذات طابع استعراضي. | |
| 1917  | على كيفك                 |                                                                   | رواية استعراضية تم تقديمها بالتشارك بين الريحاني وبديع خيري وسيد درويش، وتمت الاستعانة، وقتها، بفتحية أحمد، واحدة من أشهر المطربات. |
| 1917  | فيروز شاه                |                                                                   | استعراض غنائي كتبه عبد الحليم دلاور. |
| 1924  | البرنسيس                 |                                                                   | أوپريت غير مقتبس من ألف ليلة وليلة أقرب إلى الكوميديا الخالصة من الميلودراميا. تتناول قصتها الخيانة وأهمية المال لتحقيق السعادة الزوجية، وهو بدوره ما عكس اهتمام الريحاني البالغ بمسائل الثراء والزواج والخيانة. |
| 1924  | الفلوس                   |                                                                   | أوپريت من إخراج الريحاني على مسرح برنتانيا. |
| 1924  | لو كنت ملك               |                                                                   | أوپريت من إخراج الريحاني على مسرح برنتانيا. |
|       | مجلس الأنس               |                                                                   | أوپريت من إخراج الريحاني على مسرح برنتانيا. |
| 1925  | قنصل الوز                |                                                                   | أوپريت فرنسي باسم الليل والنهار من ترجمة أمين صدقي، وتم تقديمها على مسرح دار التمثيل العربي. |
| 1925  | مراتي في الجهادية        |                                                                   | أوپريت فرنسي من ترجمة أمين صدقي، وتم تقديمها على مسرح دار التمثيل العربي. |
| 1927  | ليلة جنان                |                                                                   | استعراض فرانكوعربي. |
| 1927  | مملكة الحب               |                                                                   | استعراض فرانكوعربي. |
| 1927  | الحظوظ                   |                                                                   | استعراض فرانكوعربي. |
| 1927  | عشان بوسة                |                                                                   | تأليف الريحاني وبديع خيري، وحققت نجاحًا عظيمًا. |
| 1928  | آه من النسوان            |                                                                   | مسرحية فارسة. |
| 1928  | ابقى اغمزني              |                                                                   | مسرحية فارسة. |
|       | أنا وإنت                 |                                                                   | كتبها عادل خيري. |
|       | عشان سواد عينيها         |                                                                   | |
| 1929  | مصر في سنة 1929          |                                                                   | [ 185 ] |
| 1929  | اتبحبح                   |                                                                   | هزليات غنائية استعراضية، بطلها كشكش بك. |
| 1928  | ياسمينة                  |                                                                   | هزليات غنائية استعراضية، بطلها كشكش بك. وقد حقق هذا العمل نجاحًا عظيمًا، وأثنى عليها النقاد نظرًا لتعاون الريحاني مع بديعة مصابني، ولروعة ملابسها وتصاميمها. |
| 1929  | نجمة الصبح               |                                                                   | هزليات غنائية استعراضية، بطلها كشكش بك. |
| 1935  | المحفظة يا مدام          |                                                                   | [ 186 ] |
|       | الرفق بالحموات           |                                                                   | |
| 1946  | يا ما كان في نفسي        |                                                                   | [ 186 ] [ 187 ] |
| 1946  | والدنيا على كف عفريت     |                                                                   | [ 186 ] |
| 1920  | العشرة الطيبة            |                                                                   | أوبريت من إنتاج الريحاني من تلحين سيد درويش، وتأليف محمد تيمور، وقد تم تقديمه خلال ثورة 1919. |

### أعماله السينمائيَّة
اتجه بعد ذلك إلى السينما وله فيها عشرة أفلام. ونقل إليها شخصية كشكش بك، إلا أن تجاربه السينمائية لم تنجح بنفس القدر الذي نجحت به مسرحياته. وقد اقتبس محمد صبحي مسرحيته لعبة الست مع سيمون من فيلم الريحاني، إضافة إلى مسرحيته غزل البنات، المأخوذة من آخر أفلام الريحاني الذي يحمل نفس الاسم.
| السنة | اسم الفيلم           | الدور                       | ملاحظات |
| ----- | -------------------- | --------------------------- | --- |
| 1931  | صاحب السعادة كشكش بك | كشكش بك، عمدة كفر البلاص    | لعب فيه الريحاني دور كشكش بك الذي يهوى تربية الخيول العربية، جنبًا إلى جنب مع جاره، وقد ظلا يتنافسان على ذلك. وفي ذلك الحين، تغمره الشعادة عقب حصوله على دعوة للمشاركة في مسابقة كبرى للخيول. بينما يحاول جاره منعه من المشاركة به، فيحيك له بعض المكائد بتضليله تارة عن الطريق وتارة عن لجنة التحكيم، إلا أنه ينجح بالمشاركة في نهاية الأمر، ويحصل على المركز الأول بالمسابقة. |
| 1934  | حوادث كشكش بك        | كشكش بك، عمدة كفر البلاص    | يستمر الريحاني في دوره بوصفه عمدة كفر البلاص ويُسافر إلى القاهرة لإنهاء بعض مصالحه. وهناك يذهب إلى أحد الملاهي الليلية لتتسابق عليه فتيات الليل لثرائه وإنفاقه الأموال بدون حساب. إلا أنه يًصاب في حادث ويدخل إلى المستشفى، حيث يجد نفسه بين جموع المجانين، الذين يدًّعون أنه يُمثل إحدى الشخصيات التاريخية، إلا أنه ينزعج من الأمر ويقرر الهروب من المستشفى. |
| 1934  | ياقوت                | ياقوت أفندي                 | يعمل ياقوت أفندي محصلًا في دائرة ورثة أبو عوف، حيث تسكن الفتاة الفرنسية، رودي، ابنة ملكة الكبريت. وفي أحد جولات جمع الإيجار، يتوجه ياقوت إلى مسكن رودي لتحصيل الإيجار فلا يجدها. وانصياعًا إلى مطلب الباشكاتب بعدم العودة دون تحصيل الإيجار، قرر ياقوت أفندي أن ينتظر ريثما تعود رودي، التي عادت متأخرة، ووجدته نائمًا أمام منزلها. وقررت أن تعوضه بدفع مبلغ أربعمائة جنية، إلا أنه رفض لتبدأ رحلة الالتقاء العاطفي بينهما ويقررا الزواج والسفر إلى باريس، حيث الحياة التي لم يقدر عليها ياقوت أفندي، مما أرغمه على العودة. بيد أن ظروف رودي وانتحار أبيها تدفعه إلى العدول عن قراره والبقاء إلى جانبها. |
| 1936  | بسلامته عايز يتجوز   | كشكش بك، عمدة كفر البلاص    | تتواصل شخصية الرجل المزواج، كشكش بك، عمدة كفر البلاص، والذي ينصرف عن شئون البلدة إلى شئونه الخاصة. ويكلف سكرتيره عزت بالبحث عن عروسة قاهرية، ثم يلحقه حينما يعثر عليها. إلا أنه حكيت ضده المكائد بالاتفاق بين رجلًا يريد خطبة هذه الفتاة وسكرتيره الخاص على عرقلة هذه الخطبة بالادعاء أن الفتاة سيئة الخلق من جهة، ومن جهة أخرى، أن كشكش بك هو رجل غارق في الديون. وبنهاية الأمر، ينجح المخطط ويعود العمدة إلى بلدته. |
| 1937  | سلامة في خير         | سلامة                       | تدور القصة حول سلامة، الساعي، الذي يعمل في أحد المحلات التجارية، ويتم إرساله إلى البنك لإيداع مبلغ نقدي، ولكنه يتأخر عن الميعاد فيغلق البنك. ويعود إلى المحل ليجده مغلقًا، ليقرر الذهاب إلى أحد الفنادق لينام، ويقوم بحفظ النقود في خزينة الفندق. ويتصادف أن يتم الخلط بينه وبين أمير قندهار، الذي يُعجب به ويُصر على إكمال هذا الخلط ليكشف أعدائه. |
| 1941  | سي عمر               | جابر شهاب الدين/ عمر الألفي | يعمل جابر موظفًا في عزبة عمر الألفي، ويتم طرده من وظيفته بعد أن يكتشف الكثير من التلاعب والتزوير في إيرادات ومصروفات العزبة. ويصل إلى القاهرة بحثًا عن عمل، إلى أن تقوده الصدفة البحتة للوصول إلى منزل عائلة عمر الألفي، والذي يعتقد أفراد عائلته أنه هو ابنهم عمر، الغائب عنهم منذ فترة طويلة نظرًا للتشابه الكبير بينهما. |
| 1946  | لعبة الست            | حسن أبو طبق                 | تقع أحداث الفيلم في القاهرة خلال الحرب العالمية الثانية، حيث يلتقي حسن أبو طبق بالفتاة لعبة، حيث يتملك الحب من كليهما. وفي الوقت الذي يُكافح فيه حسن للعثور على عمل، تظهر أمام لعبة فرصة كبرى لتصير نجمة سينمائية. |
| 1946  | أحمر شفايف           | إبراهيم أفندي               | يعيش إبراهيم أفندي، الموظف البسيط بمصنع المشروبات، حياة سعيدة هادئة مع زوجته وابنه، إلى أن يتعرف على فتاة اسمها قمر، ويُحضرها للعمل كخادمة بمنزله، والتي تتسبب في الوقيعة وبين زوجته، وعلى إثرها تترك زوجته المنزل، لتنقلب حياته رأسًا على عقب. |
| 1947  | أبو حلموس            | شحاتة أفندي                 | يعمل شحاتة أفندي محاسبًا في دكان لبيع الطيور، مما يجعله ناقمًا على عمله وحياته، وكان عليه أن يتحمل فظاظة صاحب الدكان حيث لا عمل متاح غيره. إلى أن يصله خطابًا يحمل خبر قبوله في وظيفة جديدة كمحاسب في أملاك موقوفة، تم التلاعب بها من قبل ناظر الوقف في الحسابات، وهي العملية التي يكتشفها شحاتة أفندي، إلا أن هذا الناظر كان يستغل مواهبه في تغطية سرقاته. ويتعرف شحاتة على ابنة الناظر ويقع في حبها، ولكنها كانت ترفض حبه لارتباطها بموظف آخر يعمل عند والدها، والذي رفض الزواج منها وتخلى عنها. وتتصاعد الأحداث بادعاء إحدى الراقصات بأنها لديها طفلًا من ابن ناظر الوقف وتتركه له. ويظهر للجميع وجود طفل اسمه حلموس دون معرفتة أبويه. وفي هذه الأثناء، كانت ابنة الناظر تخطط للزواج من شحاتة، وفي نفس الوقت، تريد الحفاظ على علاقتها بالموظف الآخر. ولذلك تدَّعي أنها أم هذا الطفل وأن أبوه هو شحاته. ويعترض الناظر على ذلك، لكن شحاتة يذكره بدليله على سرقة الوقف وتزوير إمضاءات الحسابات. ولاحقًا يعرف شحاتة أفندي بالأمر ويشعر بقلة قيمته، ولكن بالوقت نفسه، يلعب الحظ معه ويُصبح ثريًا من خلال ورقة يانصيب، فتتبدل معاملة عائلة ناظر الوقف له، كما تحبه ابنة ناظر الوقف وترتضيه زوجًا لها. |
| 1949  | غزل البنات           | حمام مدراس اللغة العربية    | فيلم سينمائي مصري، تم اختياره كتاسع أفضل 100 فيلم في تاريخ السينما المصرية. ويُعتبر آخر أفلام الريحاني، حيث تُوفي بعد إكماله وقبل عرضه بدور السينما، وقبل أن يحتفل مع طاقم العمل بنجاحهم الفني، كما احتفل معهم خلال كواليسه. ويُقال أن منتج ومخرج الفيلم أنور وجدي كان قد استغل وفاة الريحاني ضمن حملة الدعاية التي سبقت العرض. يدور الفيلم حول الأستاذ حمام، مدرس اللغة العربية الفقير والذي كان يعمل في مدرسة خاصة، إلا أنه ولسوء حظه يتم طرده مها من قبل الناظر، ليصبح بعدها المدرس الخصوصي لابنة باشا ثري. ويقع بدوره في حبها، إلا أن قلبها كان معلقًا بشابًا آخرًا، كان يطمع في ثروتها. فيحاول حمام، بكل ما أوتي من قوة، أن ينقذها منه، ويستنجد بالضابط وحيد ليخلصها منه. ولكنه بالوقت نفسه، كان يدرك استحالة حبه لها، فكان عليه أن يرضى بالأمر الواقع. |

### مذكرات الريحاني

احتفت گوگل بالذكرى السابعة والعشرين بعد المائة (127) لميلاد نجيب الريحاني في 21 كانون الثاني (يناير) 2016م.

دون الريحاني مذاكراته عام 1946 وقد نُشرت بعد رحيله بعشر سنوات. وقد كتبها بلغة سينمائية قادرة على رصد التفاصيل ورسم المشهد الكلي. فهو لم يرصد بها محطات نجاحه فحسب، بل توقف كثيرًا أمام لحظات الإخفاق والتعثر. فيبدأ مذاكراته من بدايات خطاه ودراسته في مدرسة ألفرير بالخرنفش، وتقلده لوظائف صغيرة وعادية انتهت كلها بالرفت. ليمر مع قرائه في رحلته الفنية المثيرة ويعرفهم على سيد درويش وبديع خيري وعزيز عيد وبديعة مصابني، والكثير من رجال ونساء عصره، الذين التصق بهم وارتبط بهم في أعماله المسرحية المتتالية. فلذلك، تبدو مذكراته وكأنها سجلًا حافلًا لتاريخ المسرح المصري خلال واحدة من أزهى فترات المسرح ازدهارًا. وقد عكست هذه المذكرات ملامح وجه الريحاني الكوميدي والدرامي والثوري والإنساني.

### في الإذاعة والسينما والتلفزيون
- مسلسل إذاعي قصة حياة نجيب الريحاني سنة 1900 من تأليف محمود السعدني وإخراج محمد علوان.[203]
- فيلم بديعة مصابني سنة 1975، عن قصة حياة بديعة مصابني، من بطولة نادية لطفي وأدى دوره فؤاد المهندس.
- مسلسل أبو ضحكة جنان سنة 2009، عن قصة حياة إسماعيل ياسين بطولة أشرف عبد الباقي وأدى دوره سمير غانم.
- مسلسل كاريوكا سنة 2012، عن قصة حياة تحية كاريوكا، ومن بطولة وفاء عامر وأدى دوره حسن العدل.
- مسلسل الضاحك الباكي سنة 2022.

### الضاحك الباكي/زمن نجيب وبديعة
في سنة 2010، قام التليفزيون المصري بالإعلان عن إنتاج مسلسل تليفزيوني عن حياة نجيب الريحاني تحت اسم الضاحك الباكي. وكان قد تقرر أن يقوم بالدور الفنان السوري عابد فهد. وكان مقررًا عرضه في شهر رمضان 2010. إلا أنه لم ير النور وقتها لخلافات عدة وقعت بين الكاتب والإعلامي ومؤلف المسلسل محمد الغيطي ومخرجه محمد أبو سيف بسبب اعتراض الأخير على الشكل الذي تم به صياغة العمل. ثم كان من المفترض أن يتم تقديمه في سنة 2011، على أن يتولى بطولته صلاح عبد الله، وينتجه صادق الصباح، ولكن تم تأجيل العمل وقتها بشكل مفاجئ، حتى قام مؤلفه بتسويقه لمدينة الإنتاج الإعلامي والمنتج عادل حسني. وقد دفعت الأزمة الاقتصادية، التي مرَّت بها مصر حينذاك، إلى تأجيله للمرة الثانية بعد عدم اتفاق مدينة الإنتاج الإعلامي، والمنتج عادل حسني، على الميزانية الخاصة بالعمل، وهو الأمر الذي أجبر المدينة على تأجيله.
كان العمل، في بداية الأمر، يحمل اسم زمن نجيب وبديعة، وكان يُسلط الضوء على حياة نجيب الريحاني وزواجه من الراقصة بديعة مصابني، إلا أن أشرف عبد الباقي، الذي كان من المقرر أن يُجسد شخصية الريحاني ضمن أحداث العمل، قام بمشاركة المخرج السابق للعمل سعيد حامد بإضافة تعديلات عديدة على السيناريو الذي كتبه الغيطي، وقررا تسمية المسلسل بالضاحك الباكي. وأراد عبد الباقي أن تستحوذ شخصية الريحاني على معظم أحداث المسلسل وتهميش شخصية بديعة، وهو ما تسبب في نشوب خلافات عديدة بينه وبين الجهة المنتجة وهي مدينة الإنتاج الإعلامي والمنتج عادل حسني، قبل أن تتوقف التحضيرات ويتم تأجيلها. وتقرر استبعاد المخرج سعيد حامد والاستعانة بمجدي أبو عميرة، وإعادة السيناريو القديم الذي حمل اسم زمن نجيب وبديعة، ومعها الاستغناء عن عبد الباقي والاستعانة بهشام إسماعيل، فيما تم ترشيح التونسية لطيفة للعب دور بديعة مصابني.
وزعم الغيطي، الذي يقوم بكتابته بناءً على مذكراته ومذكرات بديع خيري ويوسف وهبي، أن الريحاني قد أسلم ووحد بالله، وهو ما أثار حفيظة ابنته جينا بشدة وجعلها تتخذ الإجراءات القانونية ضد المسلسل. وبالمثل، كشف الغيطي أن الريحاني كان عقيمًا وليس لديه أبناء.

## حياته الشخصيَّة

### زوجاته وأولاده

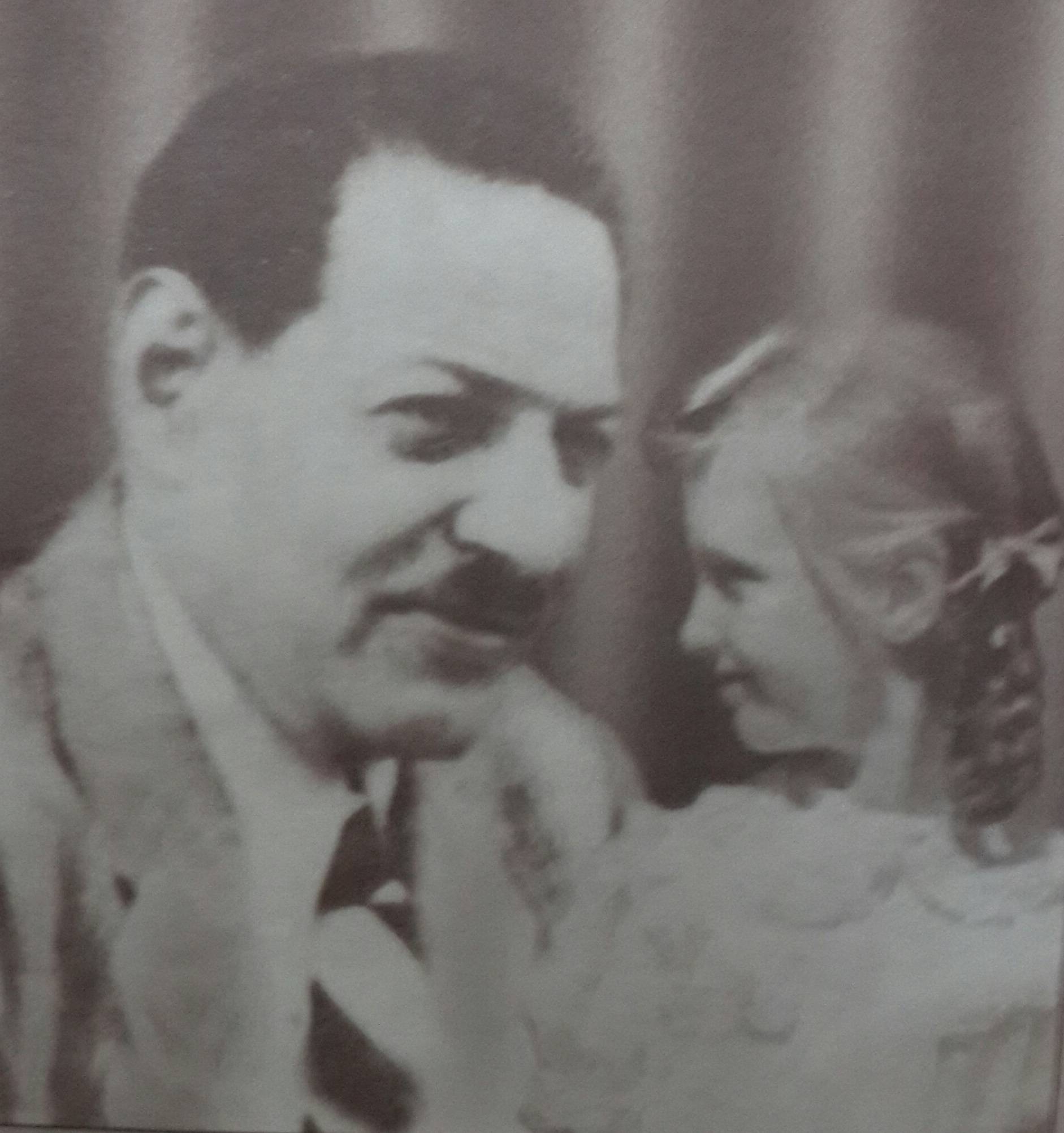
صُورة مُركَّبة لِنجيب الريحاني مع ابنته جينا، من زوجته الألمانيَّة لوسي دي فرناي.

تزوج من الراقصة اللبنانية بديعة مصابني، التي أُعجب بجمالها بعد عدة لقاءات فنية وعاطفية بينهما. وطالعت مجلة التياترو جمهورها بعددها الصادر في أيلول (سپتمبر) عام 1924 بخبر زواج قطبي الرقص والكوميديا بديعة حبيب مصابني ونجيب إلياس الريحاني بكنيسة السرايا. وقد حمل العقد توقيع الريحاني باللغة العربية، بينما وقعت العروس بالحروف اللاتينية. كما نشرت المجلة تقريرًا عن العروسين ملحقًا بصورة زفافهما، وفيها ظهر الريحاني بادي النحافة واقفًا بجوار عروسه ذات الفستان والطرحة البيضاء.
وبعد الزفاف سافر العروسان مع فرقتهما إلى أمريكا الجنوبية لتقديم عروضًا مسرحية هناك، إلا أن السعادة الزوجية بينهما لم تدم طويلًا؛ فالخلاف بينهما كان واضحًا، حيث كانت بديعة اقتصادية والريحاني مسرف، هي سيدة أعمال وهو فيلسوف، هي تحب حياة الأسرة وهو يعشق الانطلاق، بالإضافة إلى عدم قدرتهما على الإنجاب مما دفع بديعة إلى تبني فتاة يتيمة صغيرة تُدعى جولييت وأعطاها الريحاني اسمه رسميًا، ومع ازدياد الخلاف بينهما طلبت الزوجة الطلاق، حيث آثرت الاهتمام بفنها، وحاول الريحاني إرضائها بشتَّى الطُرق، ولكن دون جدوى. ثم عاودا الارتباط لفترة لينتهي بهما الحال إلى الطلاق إذ كانت بديعة تعتبر الزواج عائق بوجه طموحاتها وأن غيرة نجيب الريحاني تزيد الطين بلة. حيث لجأ الطرفان إلى الكنيسة بالقاهرة لتطليقهما، وهو ما تم رفضه بشدة لأن المذهب الكاثوليكي لا يسمح بالطلاق. فاتفق الزوجان على استمرار الزواج، ولكن شريطة الانفصال الجسدي بينهما بناءًا على طلب بديعة، واضطر الريحاني إلى قبول شرطها. وتركت بديعة بعد ذلك بيت الزوجية وفرقته المسرحية، لتؤسس صالتها الليلية التي حققت بها نجاحًا مذهلًا واستقطبت من خلالها العديد من النجوم مثل: محمد فوزي وإبراهيم حمودة وإسماعيل ياسين وغيرهم. كما تزوج الريحاني أيضًا من نجمة الاستعراضات بفرقته، لوسي دي فرناي، الفرنسية من أصل ألماني، بين عامي 1919 و1937م، في شقة بحي هيليوپوليس، وأنجب منها ابنته جينا، ولكنها نُسبت في الوثائق إلى شخص آخر، كان يعمل ضابطًا في الجيش الألماني بسبب قوانين هتلر التي تمنع زواج أي ألمانية من شخص غير ألماني.

### حقيقة إسلامه
بعد ساعات من رحيله، دخل محرر آخر ساعة شقته بعمارة الإيموبليا ليسجل ما بقي من أغراضه، فوجد أربعة وأربعين بذلة وعشرين بيجامة وجلبابًا وخمسة عشر حذاءً، ومصحفًا وإنجيلًا وصورة للقديسة تريزا، التي كان يتخذها شفيعة له، إضافة إلى مذكرات تشرشل بالفرنسية وكتاب حسن البيان في تفسير مفردات القرآن، وألفية ابن مالك[بحاجة لمصدر]، وبعض مسرحيات روايات لشكسبير. بالإضافة إلى وجود كلبته ريتا، التي امتنعت عن الطعام حزنًا على فراقه، وما لبث إلَّا أن نفقت بعده بيومين أو ثلاثة.
وعن وجود القرآن في منزله وإلى جانب منضدته بالمستشفى، أشار الفنان التشكيلي حمدي الكيَّال نقلًا عن بديع خيري أن الريحاني أخبره أنه سيُشهر إسلامه قبل وفاته وأنه قرأ جميع الكُتب السماويَّة وقرَّر أن يُشهر إسلامه. وأردف قائلًا عن وجود نسخة من القرآن على المنضدة المجاورة لسريره في المستشفى قبل وفاته. وأشار إلى أنه سأل شيخ الأزهر حينها عن موقف الريحاني، حيث أخبره بأنه تُوفي مسلمًا، فيما أكدت ابنته جينا أنه مات مسيحيًا، وأنها تعرف والدها أكثر من أي شخص آخر، فنفت حقيقة إشهاره لإسلامه وأنها ما هي إلا مجرد إدعائات يُروجها بعض المُتخصصين في هذا النوع من التفضيل بين الأديان في مصر بصورة عُنصريَّة تعتمد المُنافسة بين الأديان كأُسلوب حياة. وتبقى مسألة إشهار الريحاني إسلامه مُبهمة رُغم تعدد الأقاويل.

## حواشٍ
- 1: كانت مصر ولايةً عُثمانيَّة مُنذ أن ضمَّها السُلطان سليم الأوَّل مع سائر المشرق العربي إلى الدولة العُثمانيَّة سنة 1517م، وكان الباب العالي يتولَّى تعيين الوُلاة وعزلهم، حتَّى سنة 1840م عندما أصدر السُلطان عبدُ المجيد الأوَّل فرمانًا منح بواسطته الوالي مُحمَّد علي باشا الحق في أن تكون ولاية مصر وراثيَّة في نسله من بعده، بسبب العديد من المُستجدات السياسيَّة والاعتبارات الدُوليَّة آنذاك.[222] ومُنذ ذلك الحين أخذت السيادة العُثمانيَّة على مصر تُصبح إسميَّة رُويدًا رُويدًا، لكنَّ تعيين وخلع الوُلاة والخديويين (لاحقًا) بقي لا يتم إلَّا بِفرمانٍ سُلطانيّ صادر عن الباب العالي، واستمرَّ الدُعاء للسلاطين على منابر المساجد بوصفهم خُلفاء المُسلمين، ولم تُفصل مصر عن الدولة العُثمانيَّة تمامًا إلَّا سنة 1914م عندما أعلنتها بريطانيا محميَّة مع اندلاع الحرب العالميَّة الأُولى، ودُخول الدولة العُثمانيَّة الحرب إلى جانب مُعسكر دُول المركز المُناهضة لِبريطانيا وفرنسا وروسيا.[223]
- 2: ورد في الإصحاح الخامس من إنجيل متَّى: «وَقِيلَ: مَن طَلَّقَ امرَأَتَهُ فَليُعطِهَا كِتَابَ طَلَاق ۝ وَأَمَّا أَنَا فَأَقُولُ لَكُمُ: إنَّ مَن طَلَّقَ امرَأَتَهُ إِلَّا لِعِلَّةِ الزِّنَىٰ يَجعَلُهَا تَزنِي، وَمَن يَتَزَوَّج مُطَلَّقَةً فَإِنَّهُ يَزنِي». لِهذا تنظر المبادئ المسيحيَّة للزواج على أنَّهُ علاقةٌ أبديَّة. لِذلك من الصعب الحصول على الطلاق نظرًا لكون الزواج عقدًا غير مُنحل.[224]

## وصلات خارجيَّة
- نجيب الريحاني على موقع أرشيف الشارخ.
- نجيب الريحاني على موقع IMDb (الإنجليزية)
- نجيب الريحاني على موقع الدهليز
- نجيب الريحاني على موقع قاعدة بيانات الأفلام العربية
- نجيب الريحاني على موقع قاعدة بيانات الفيلم (الإنجليزية)
- نجيب الريحاني على موقع كينوبويسك (الروسية)
- جينا تطالب بتمثال للراحل نجيب الريحاني.
- مشوار حياة نجيب الريحاني في معرض فني بالإسكندرية.
- مهرجان الفيلم العربي ببرلين يكرم نجيب الريحاني.
- نجيب الريحاني..المتيم الذي جعلته الغيرة نجم الكوميديا الأول.
- نجيب الريحاني يتغزل في «كلبته» الوفية.